# 果园圣母堂

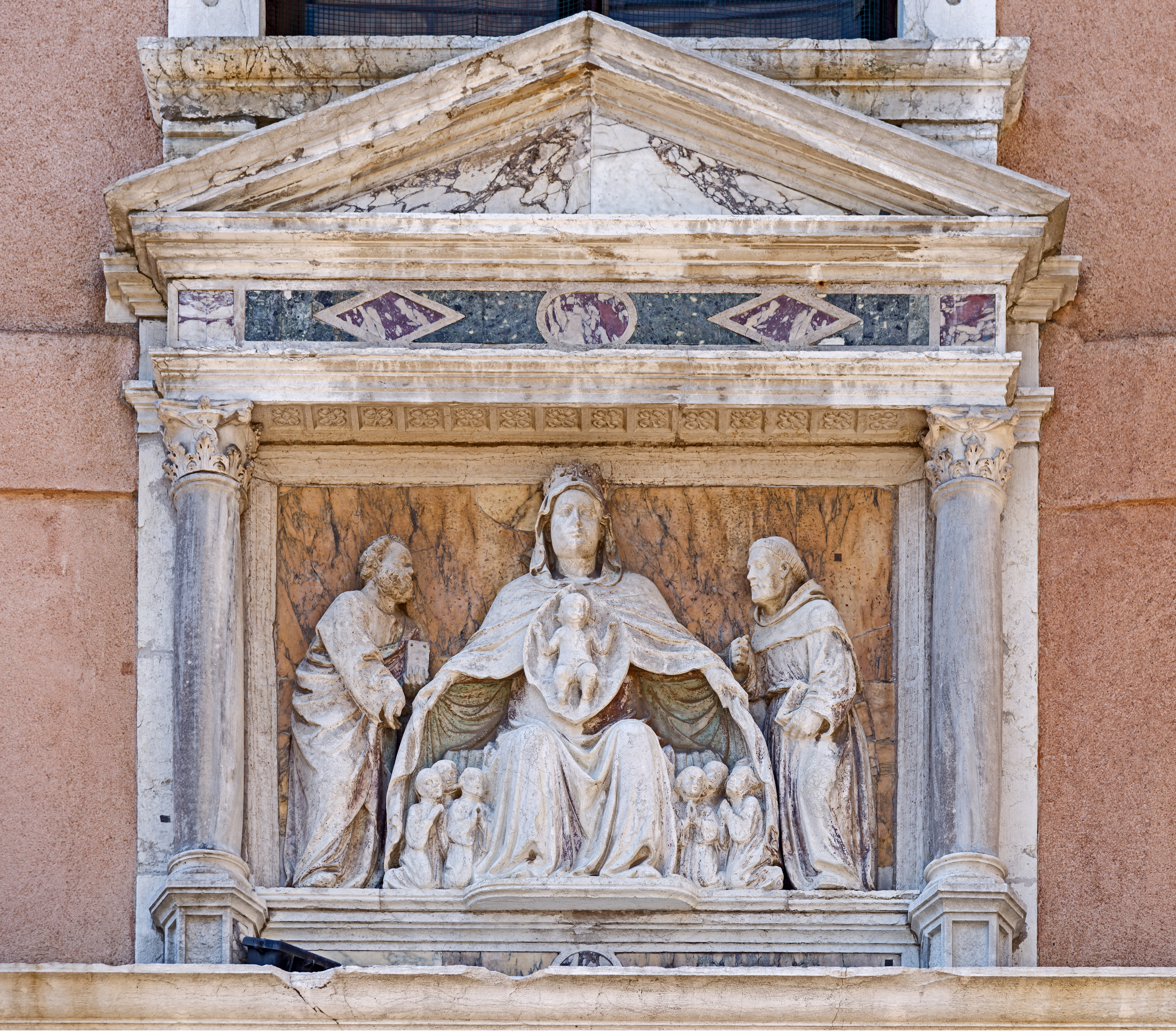

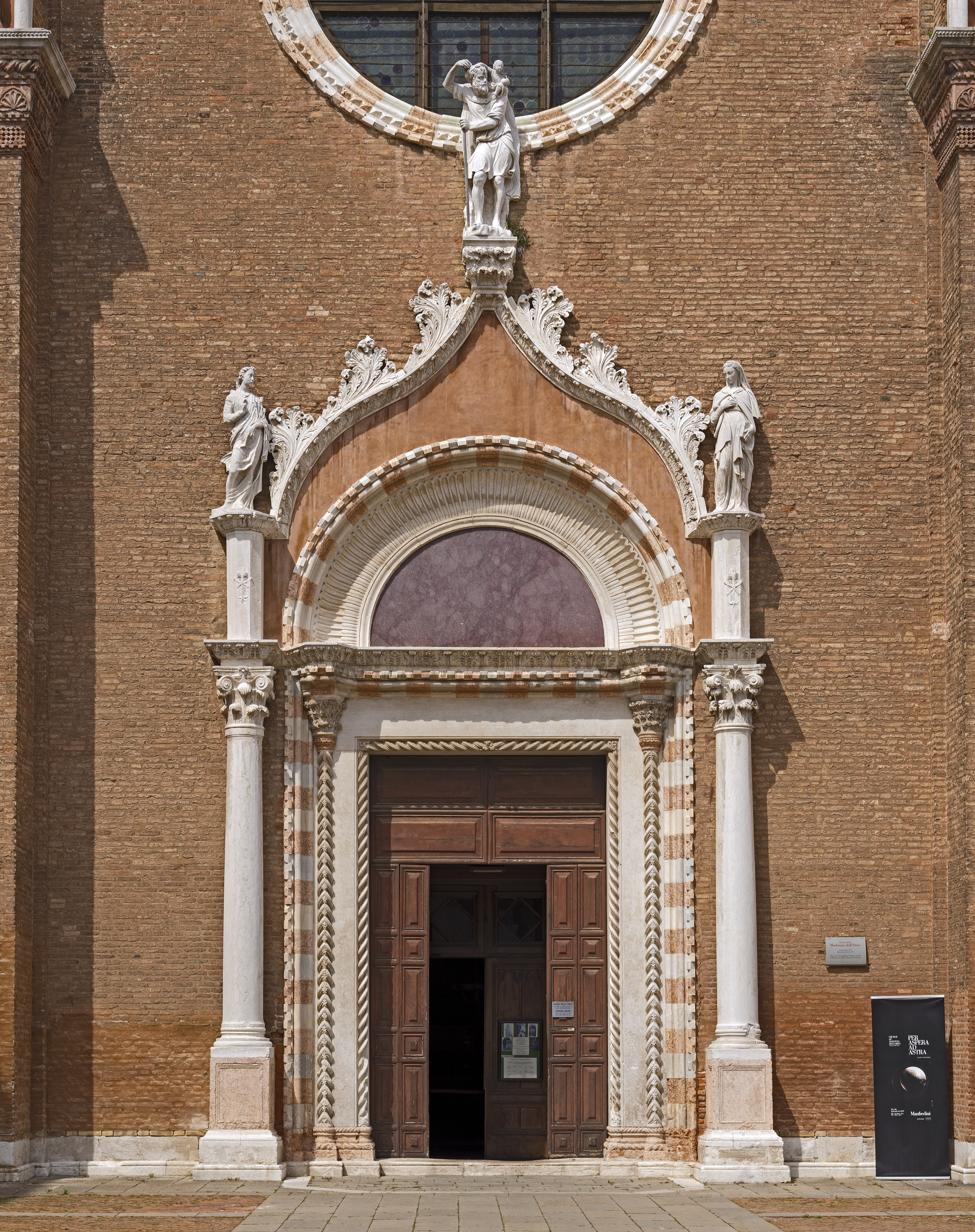

果园圣母堂（義大利語：Madonna dell'Orto）是一座教堂，位于意大利威尼斯的卡纳雷吉欧区。

## 历史
该堂由现已解散的修会谦卑者派（Humiliati）建于14世纪中叶，由蒂贝里奥·帕尔马指导，他也安葬于堂内。它最初供奉旅行者的主保圣人圣基道霍（St. Christopher），在下一个世纪改名为圣母，因为一尊神奇的圣母雕像,原为至美圣玛利亚堂定制，被退货后丢弃在附近的果园，被迎进教堂。
该堂在1399年修复，由威尼斯大议会资助。谦卑者派在1462年被取缔，果园圣母堂被分配给Canons Regular of San Giorgio in Alga修会。后者在1668年遭到取缔，并于次年将教堂和修道院并入伦巴第的熙笃会。1787年，该堂受到公共管理。修复工程是在1840年代奥地利统治下开始的，完成于1869年，届时威尼斯已成为意大利王国的一部分。

## 立面
立面建于1460-1464年，为砖砌结构，由两根壁柱分成三部分。两侧的部分有四个直棂窗，而中央有一个大玫瑰窗。

## 内部
内部有一个中殿和两个走道，有希腊大理石柱子支撑的双框尖形拱门。而在后方则是五边形后殿，用丁托列托的画作装饰，他也被埋葬在这里。入口上方的管风琴建于1878年，是威尼斯最强大的管风琴之一。
在主入口南/右侧的一个祭台上是西玛·达·科内利亚诺地“圣若翰洗者和圣人”，北/左侧第四小堂康达里尼小堂，有丁托列托的名画“圣女依搦斯的奇迹”。文艺复兴的瓦里尔小堂曾经拥有乔瓦尼·贝利尼的“圣母子”（1481），于1993年被盗。教堂内丁托列托的其他作品包括“圣母献耶稣于圣殿”（南走道，紧靠东端），“崇拜金牛犊”、“最后的审判”（都在后殿，主祭台的两侧）和“四枢德”（在后殿的上层，祭台后面），均作于1562年到1564年。

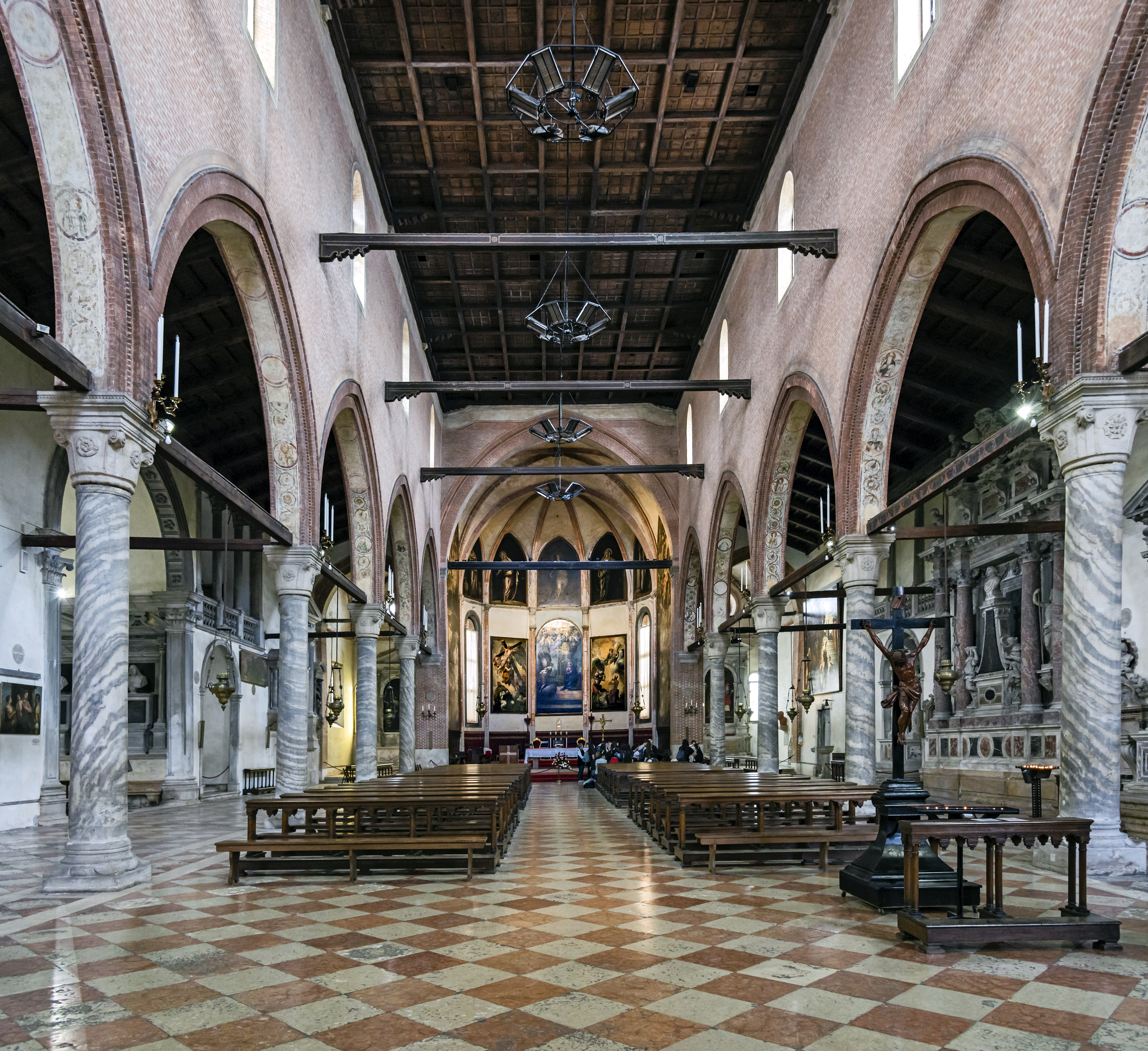
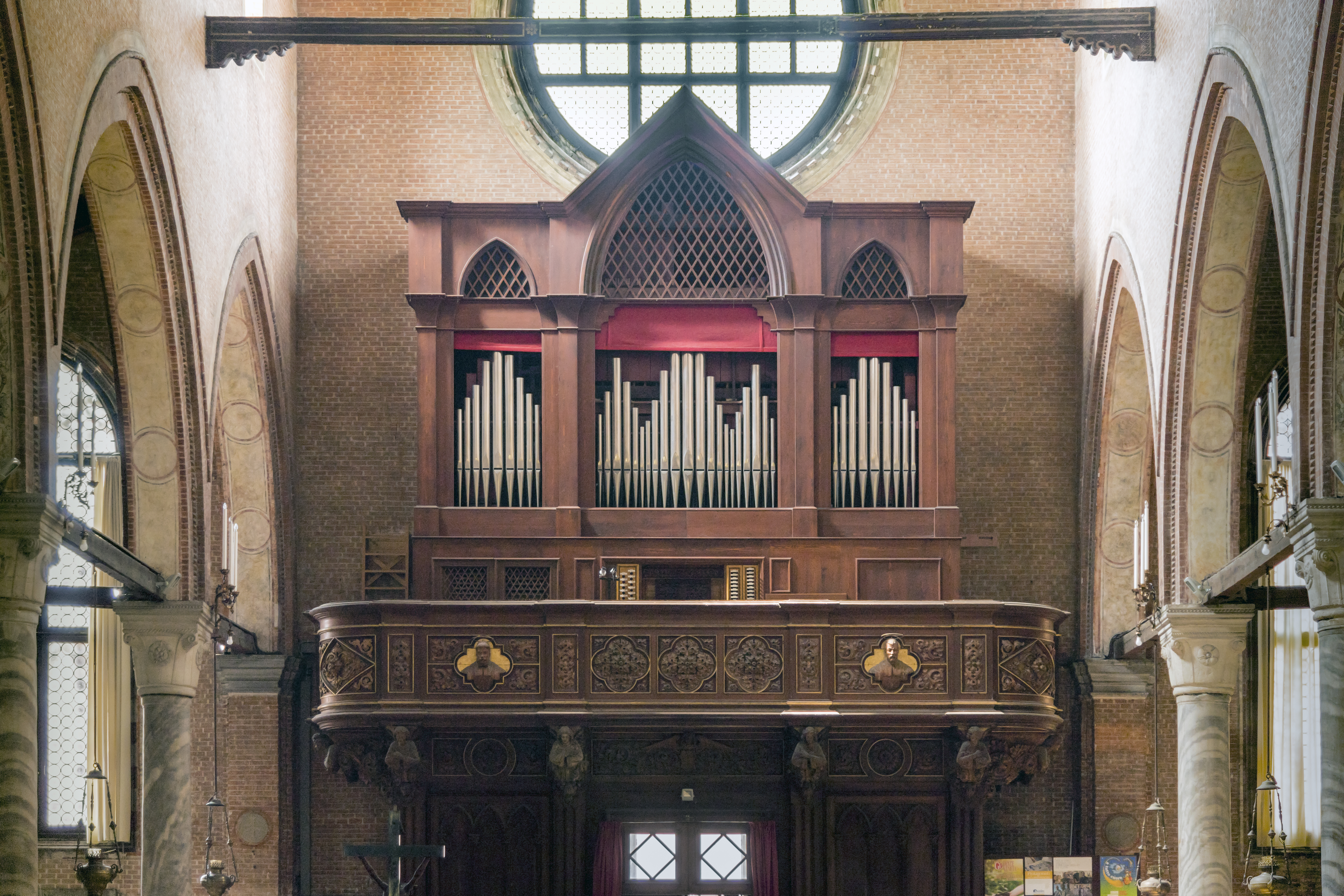
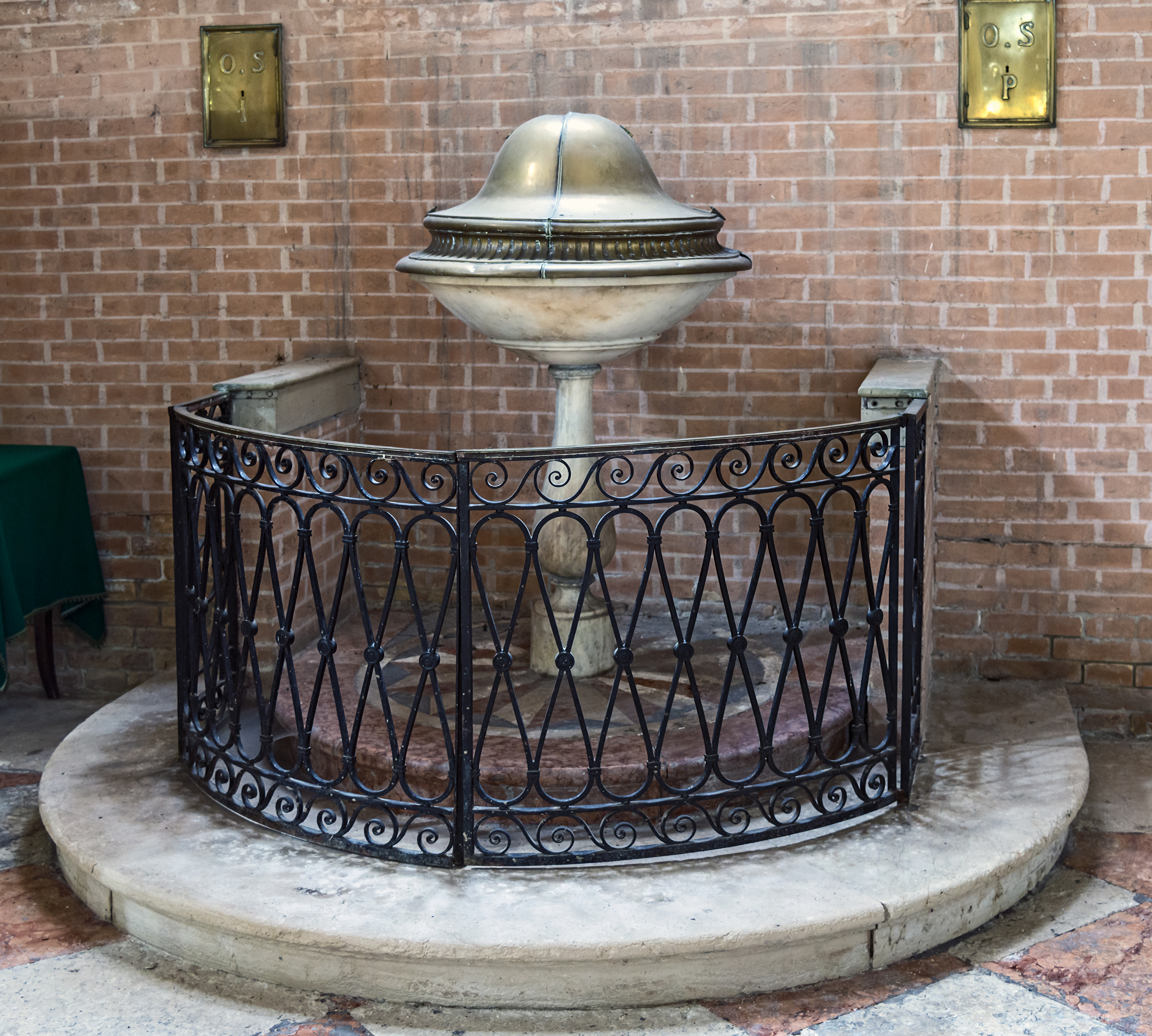

### 中殿右侧

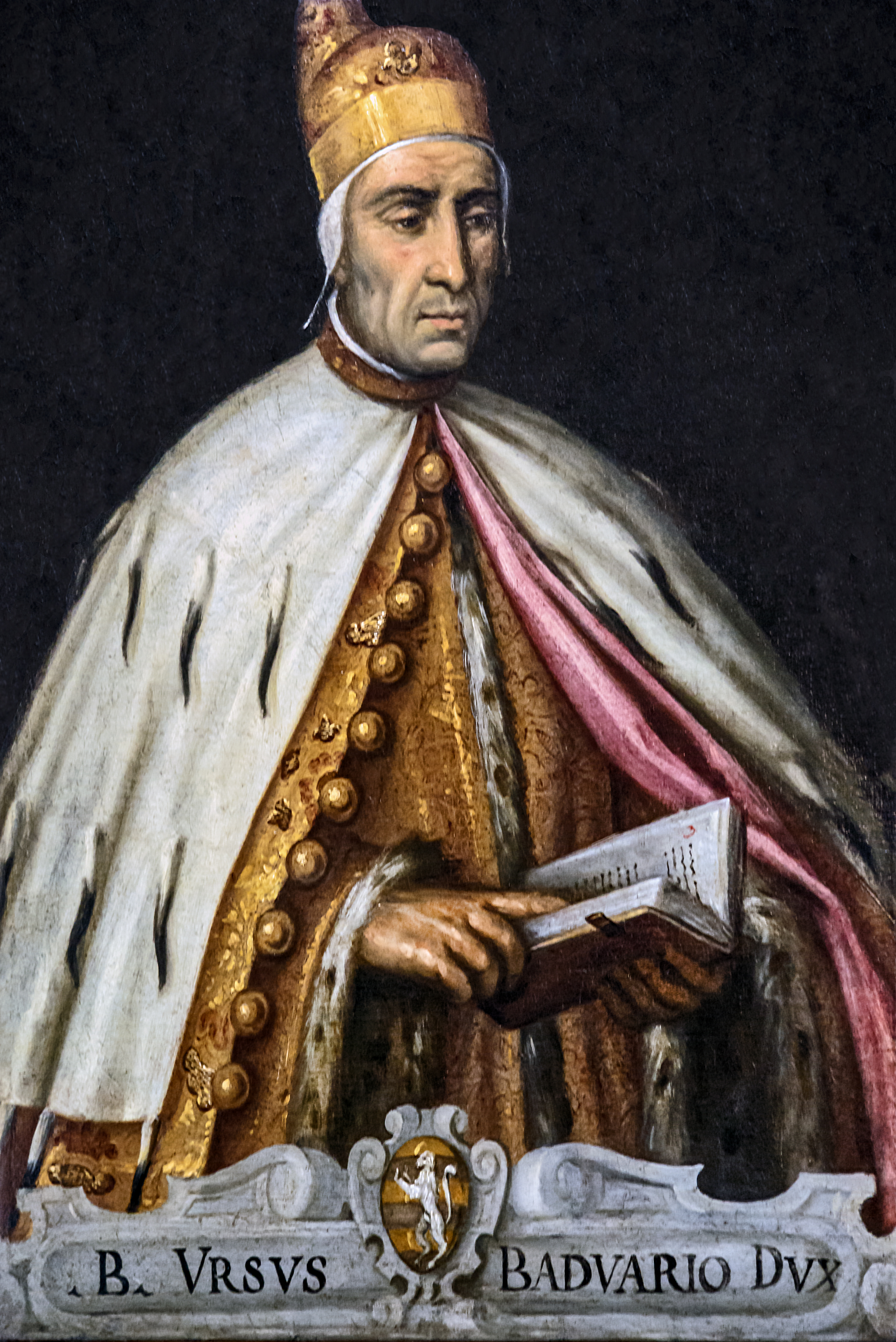
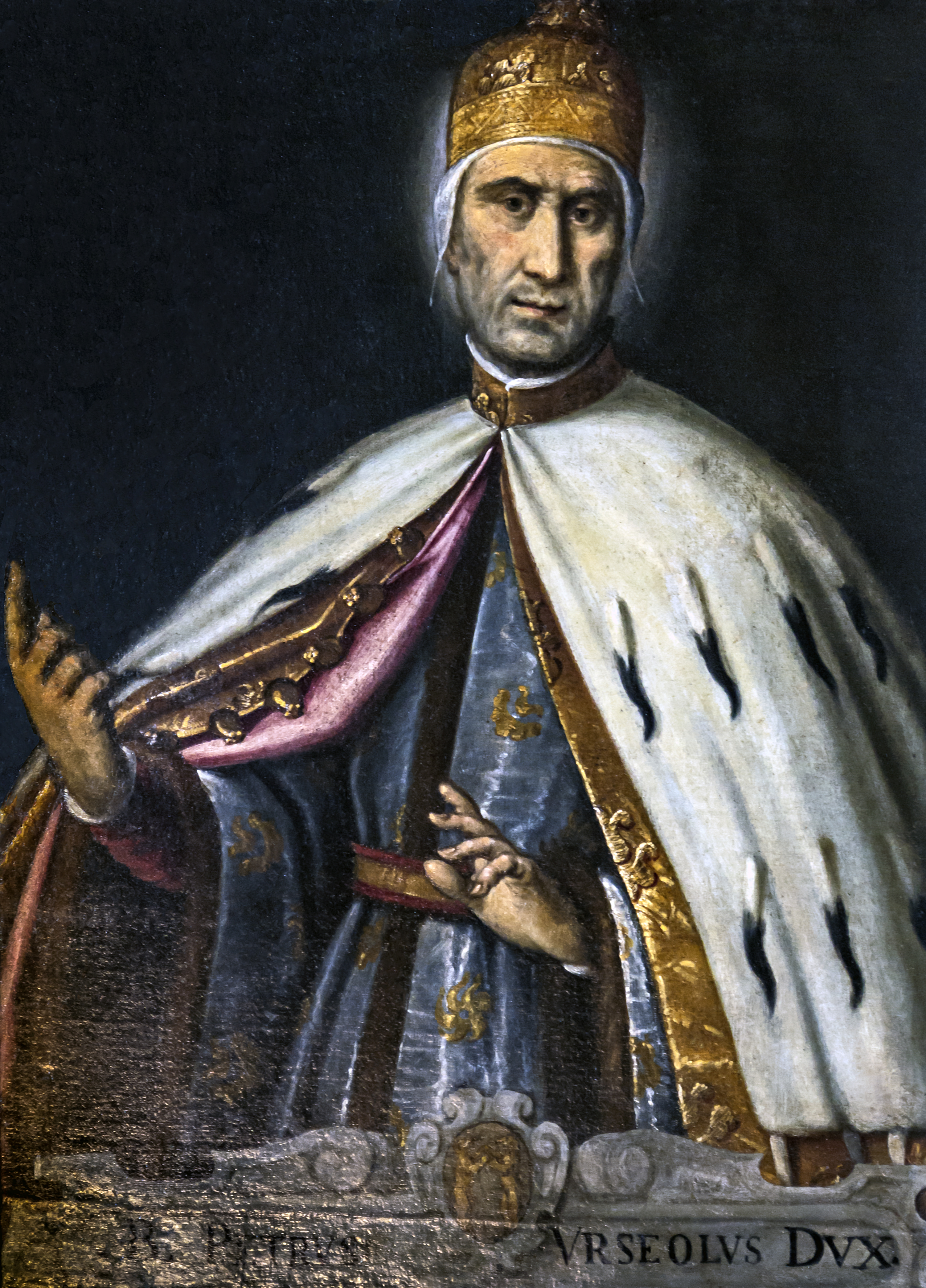
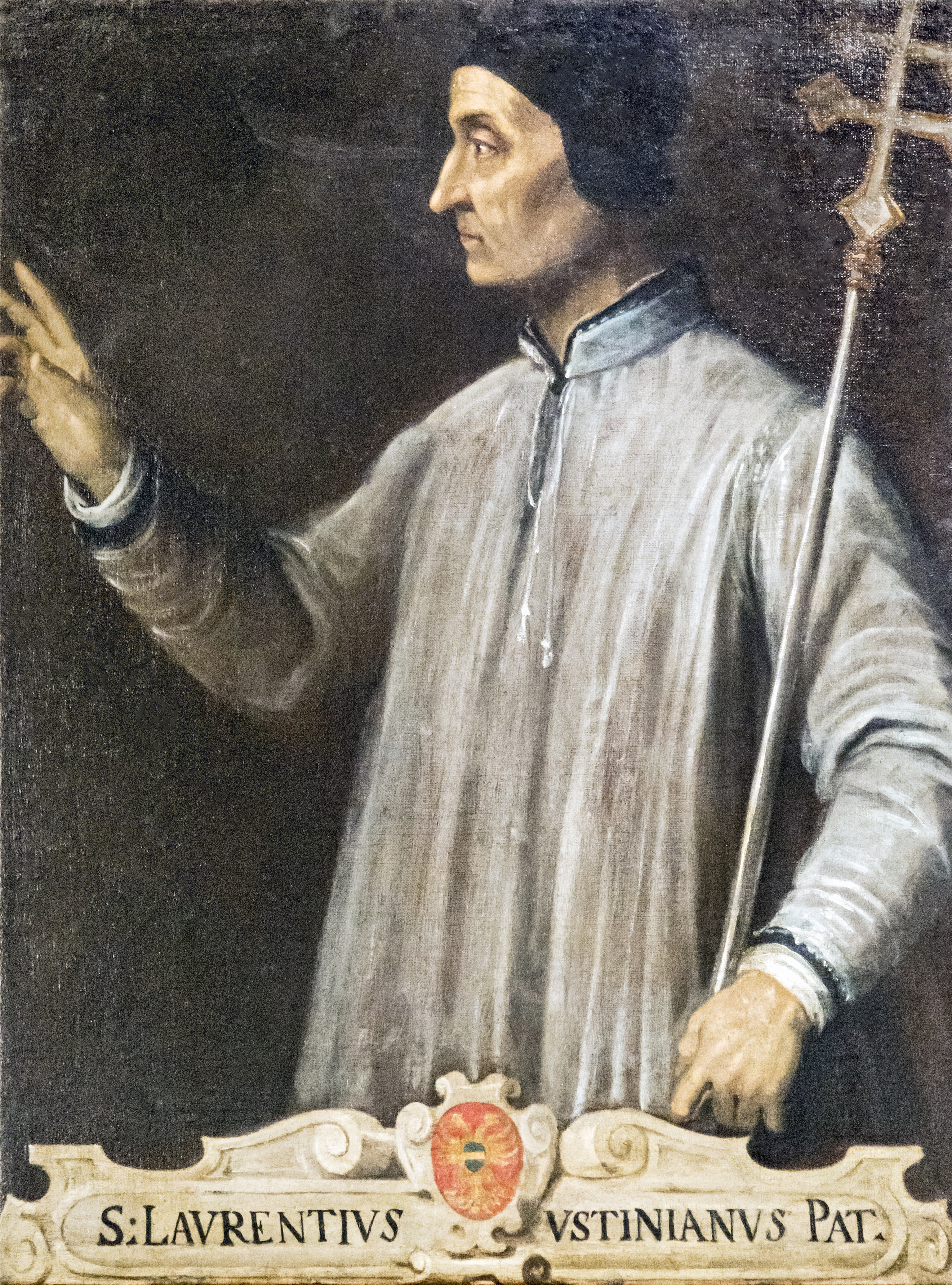
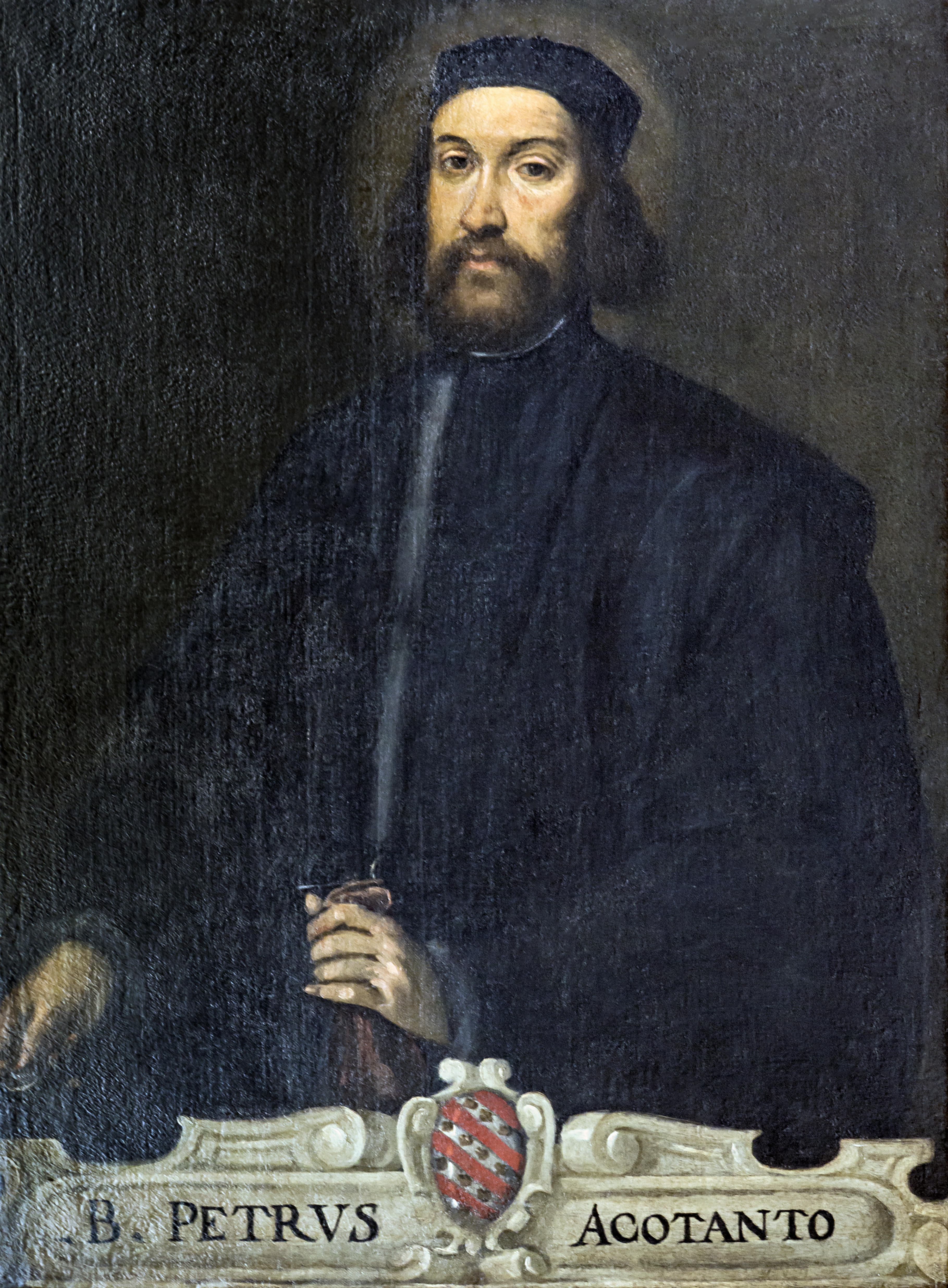
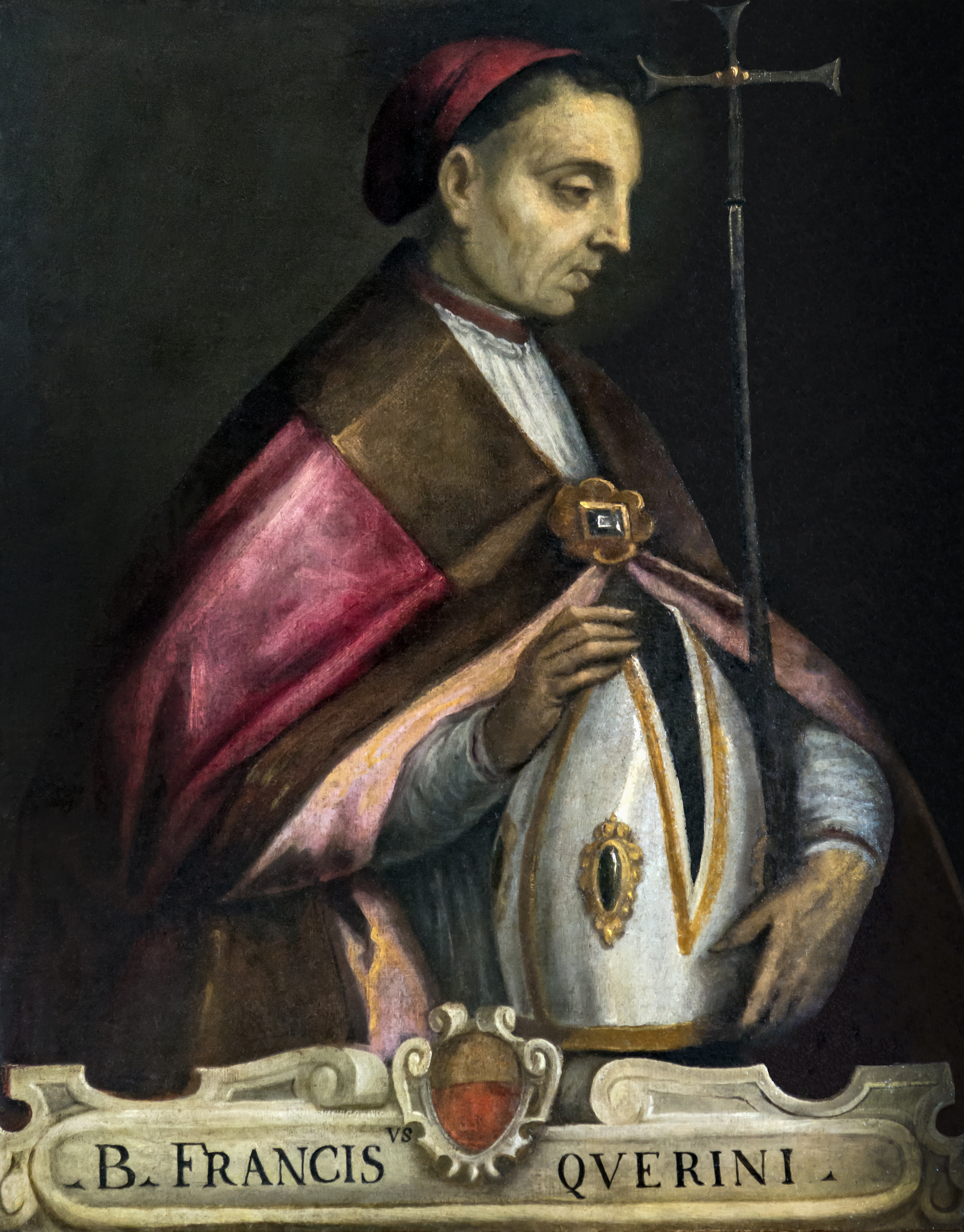
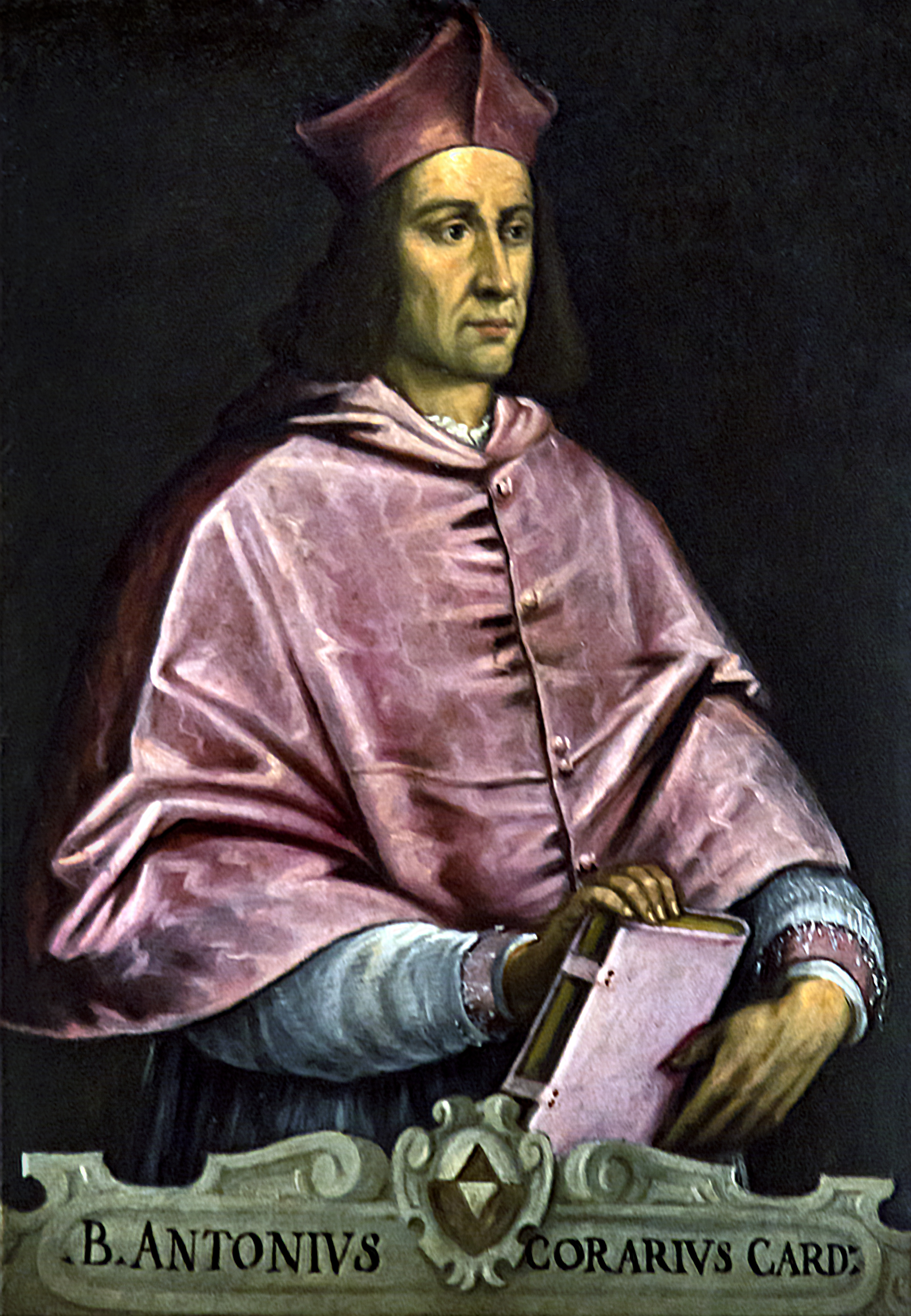
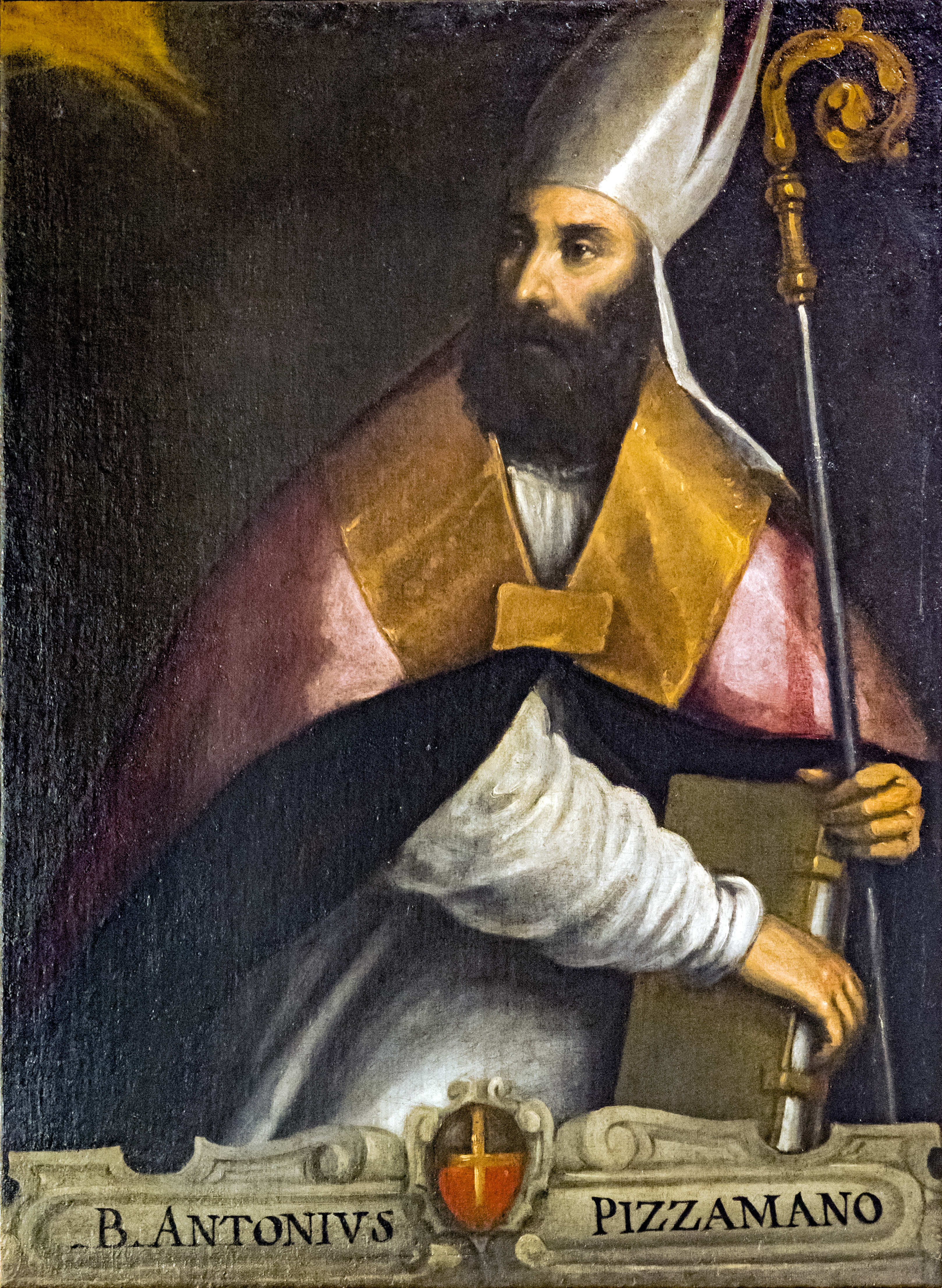
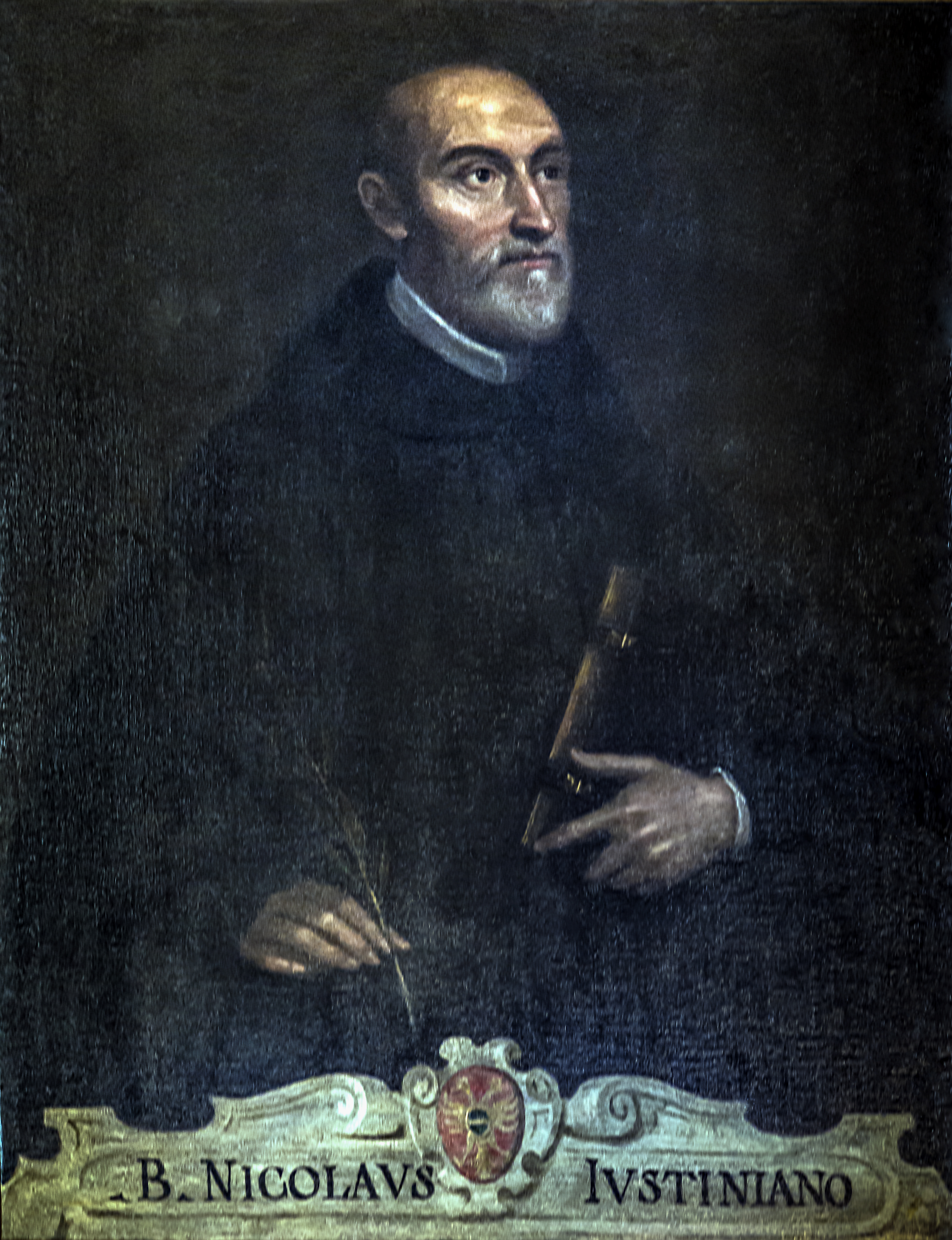
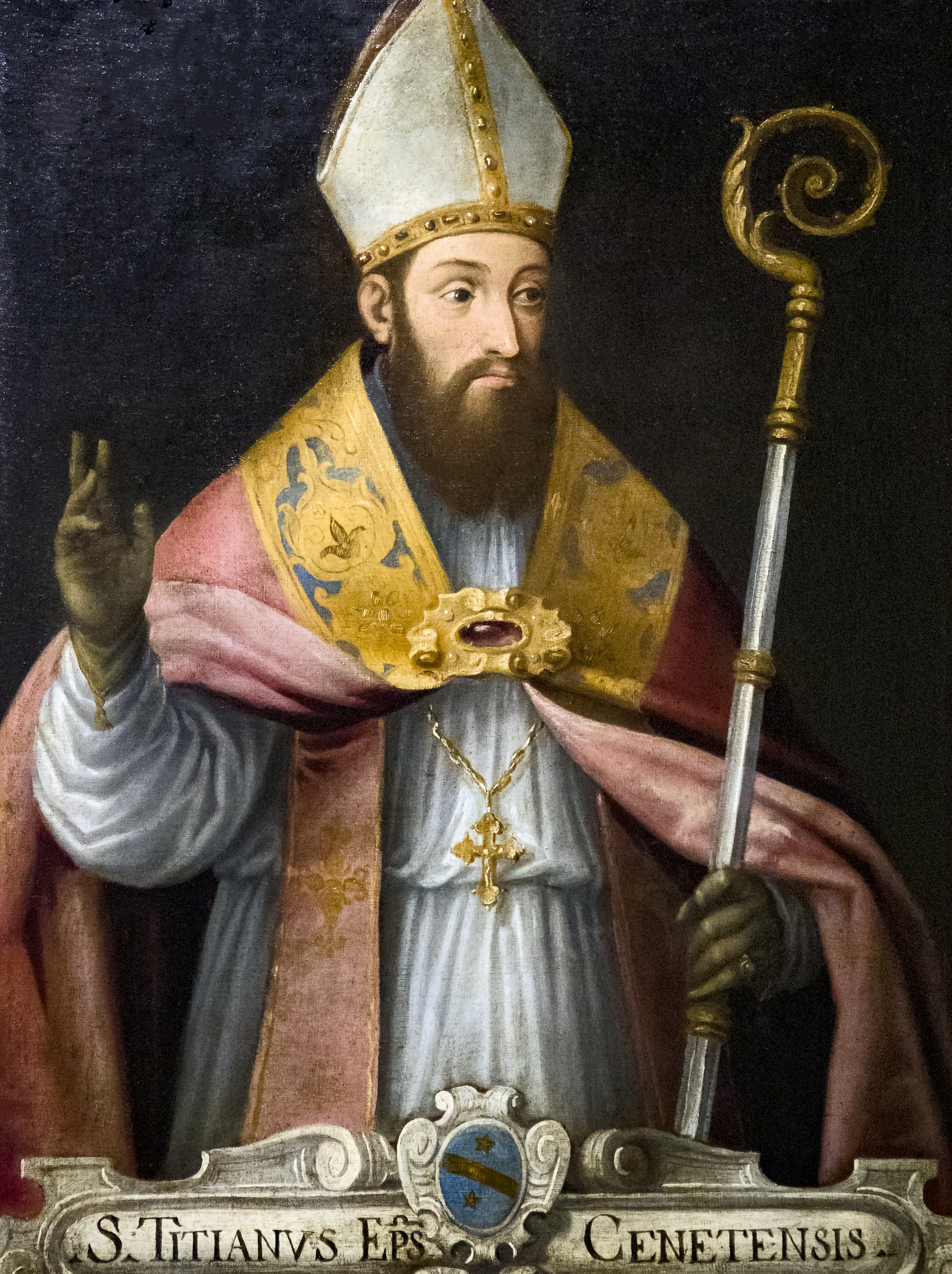
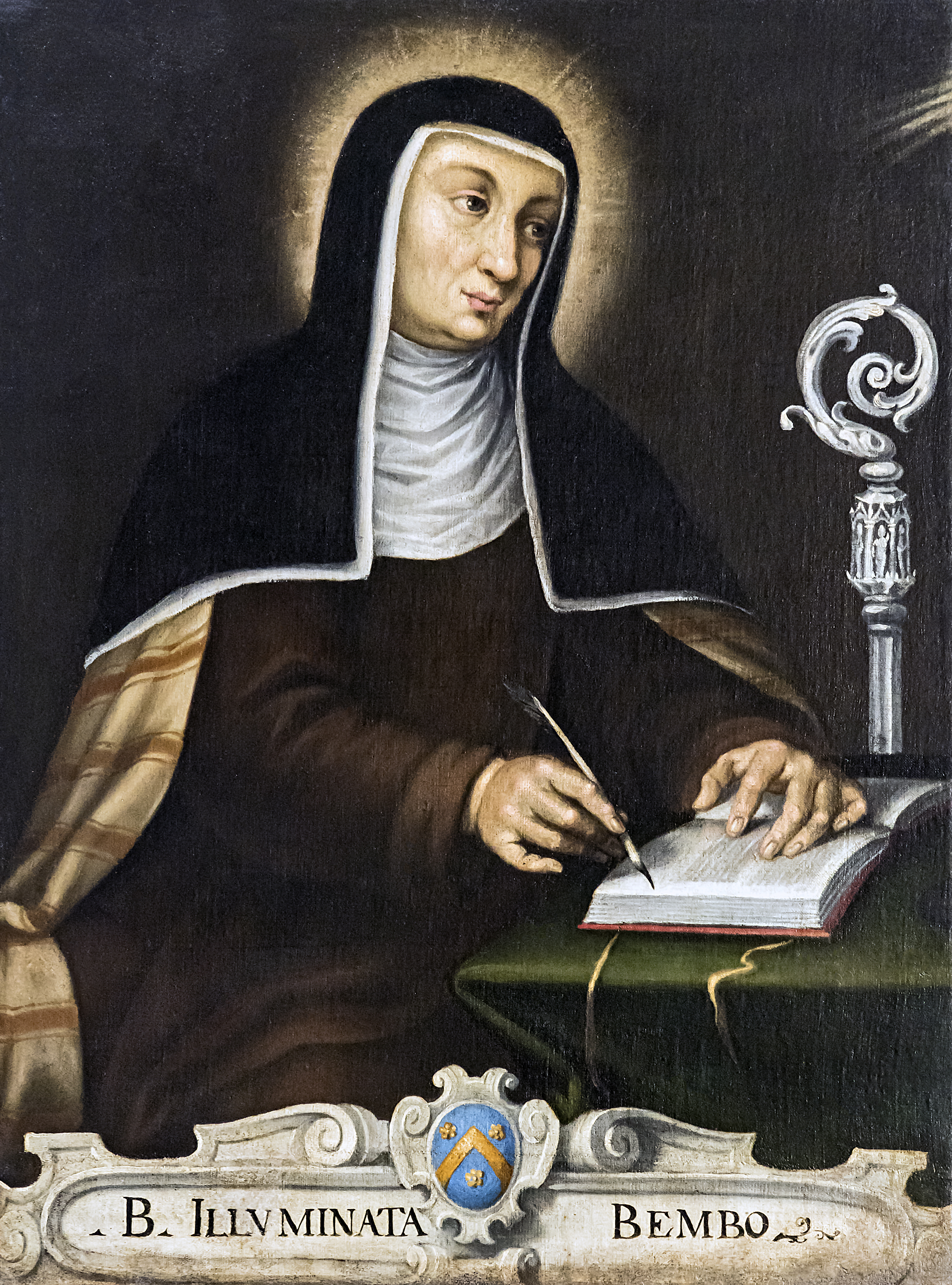

- “圣母子”雕塑，安东尼奥 里佐
- 祭台画“圣若翰洗者与伯多禄、马尔谷、热罗尼莫和保禄”，西玛·达·科内利亚诺
- “圣基道霍”，西玛·达·科内利亚诺原作的副本[2]
- 圣母无原罪祭台：建于1593年，以容纳现在圣毛禄小堂中神奇的雕像
- Gerolamo Cavazza雕塑，Giuseppe Sardi (1624–1699)
- “圣老楞佐殉道”，丹尼尔·范登戴克
- “圣母献耶稣于圣殿”（1550-1553），丁托列托

圣毛禄小堂:

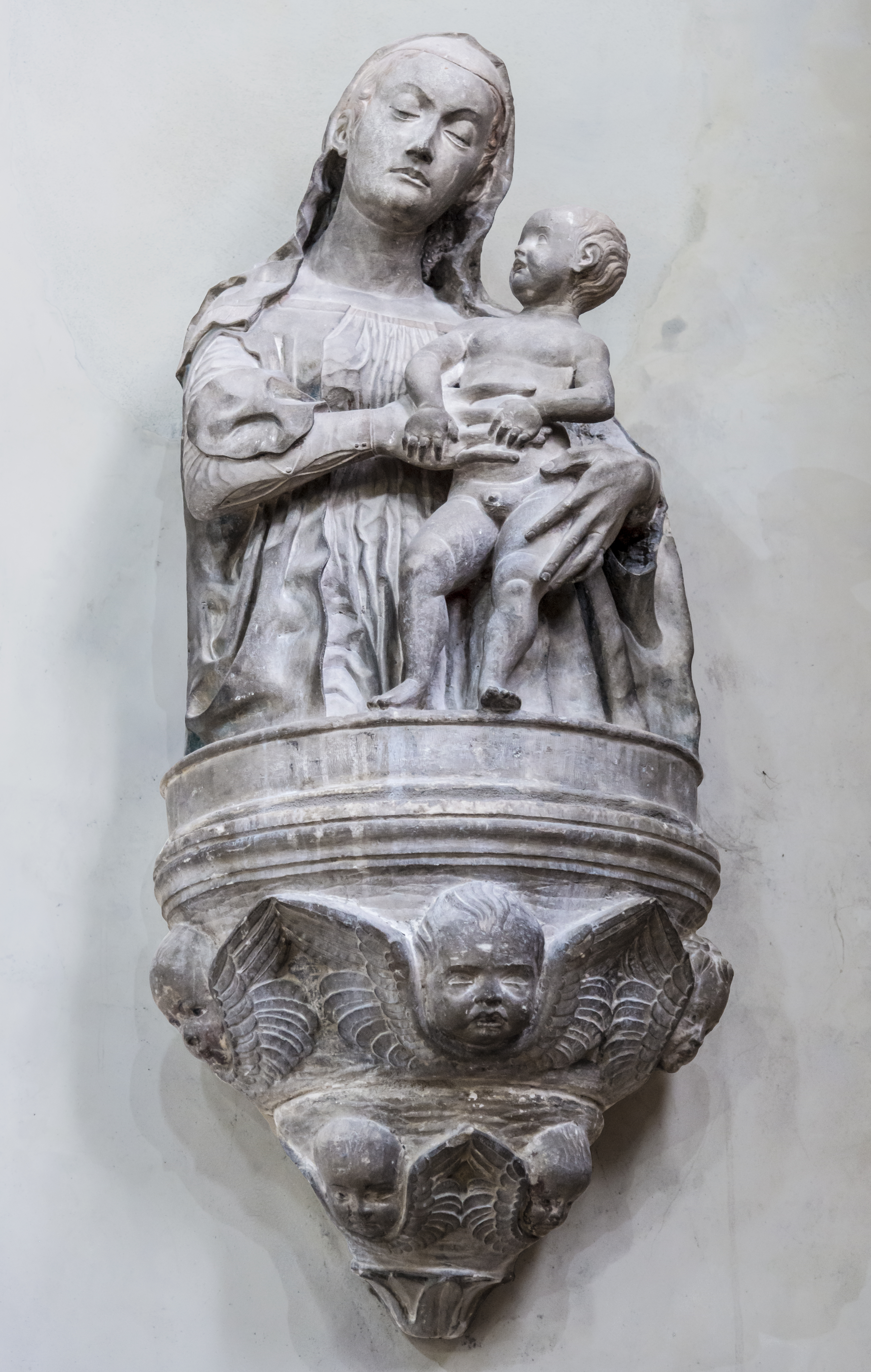
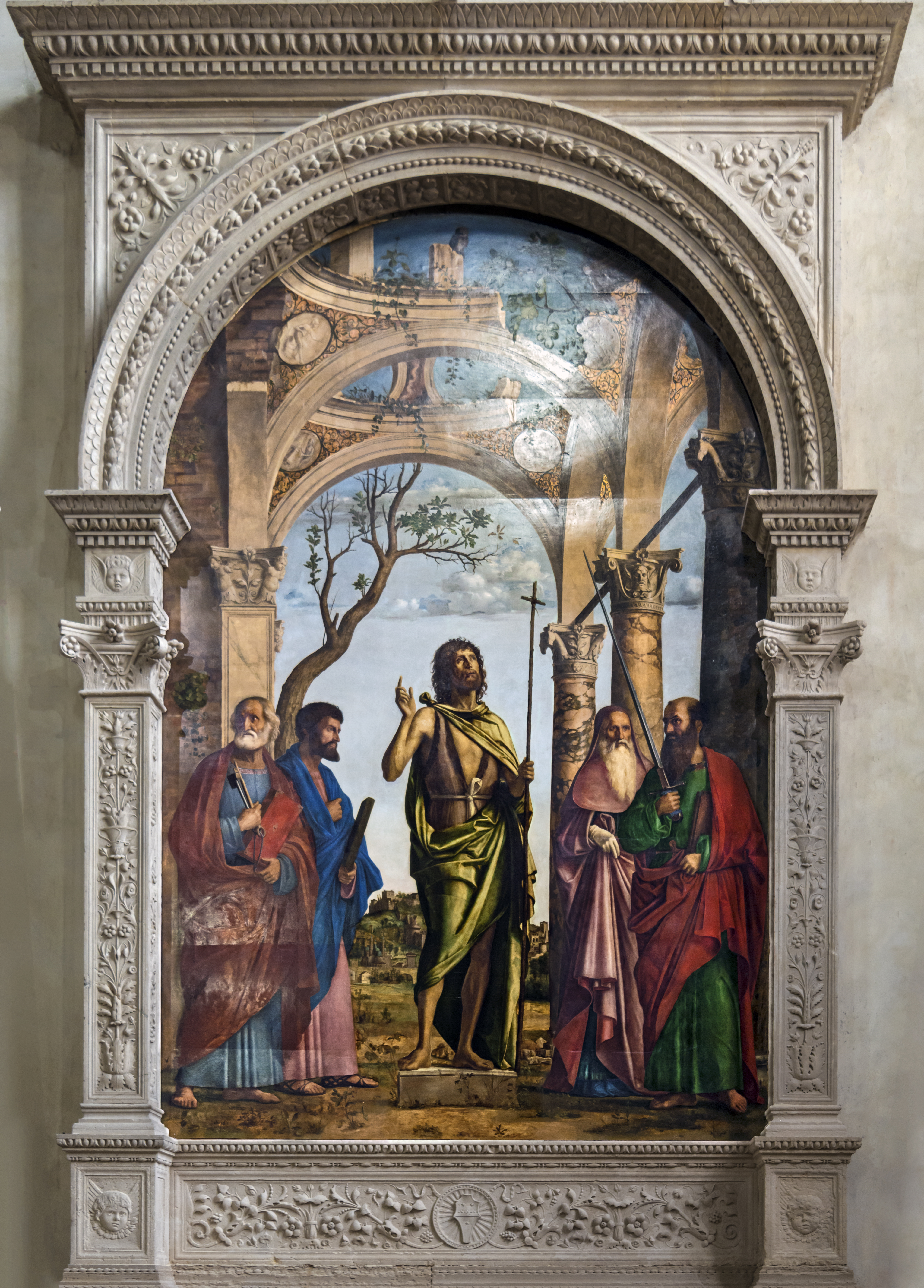
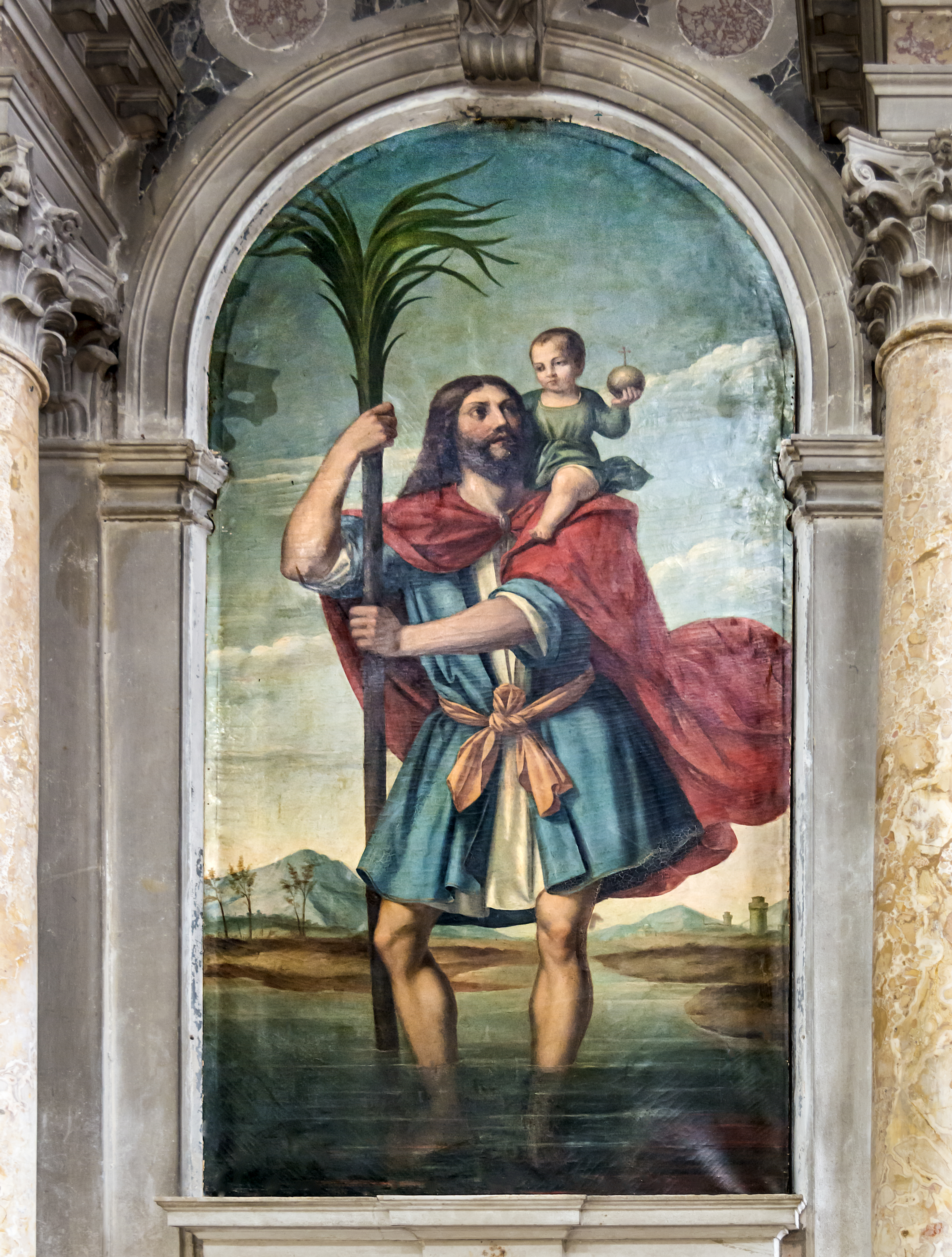
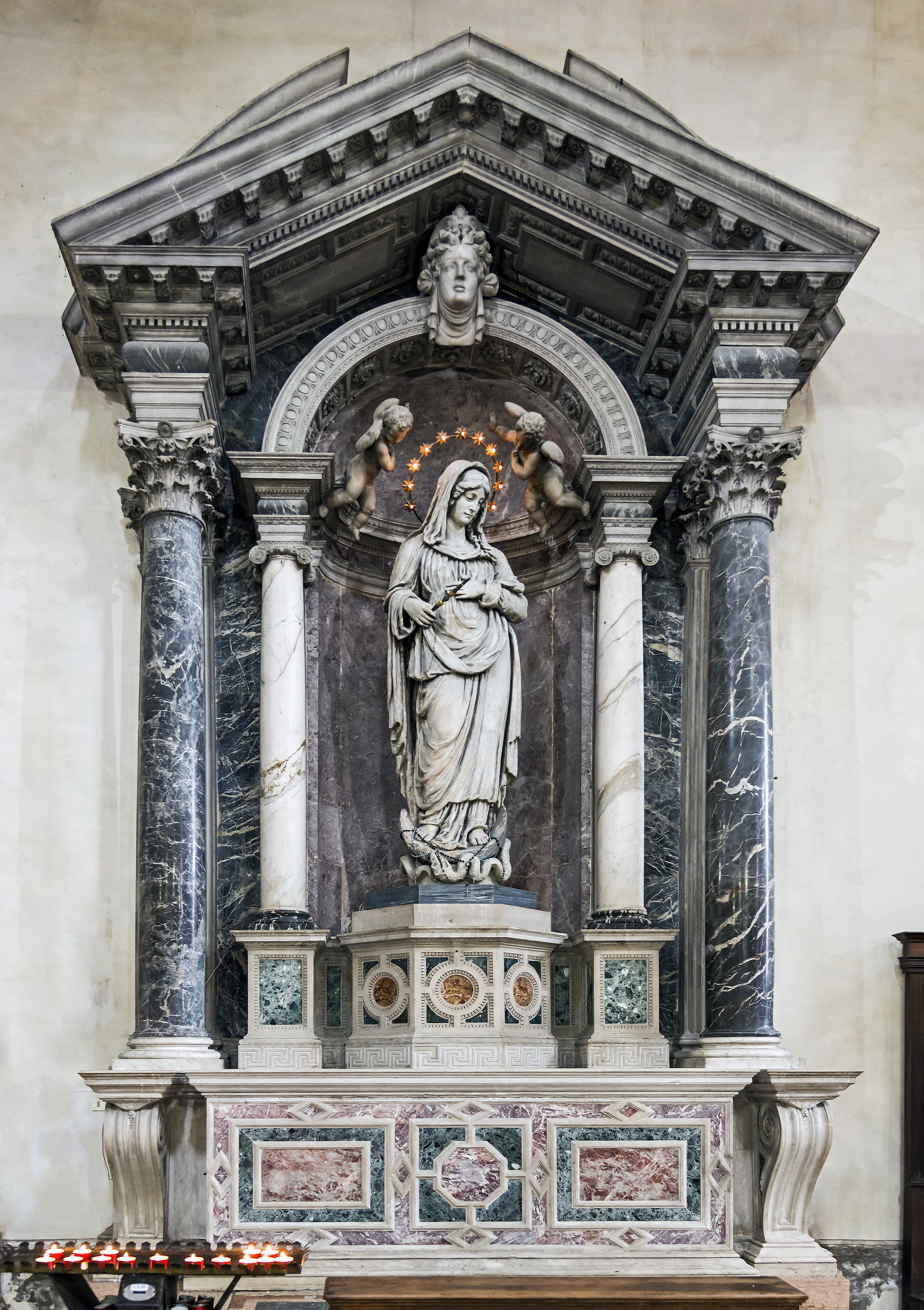
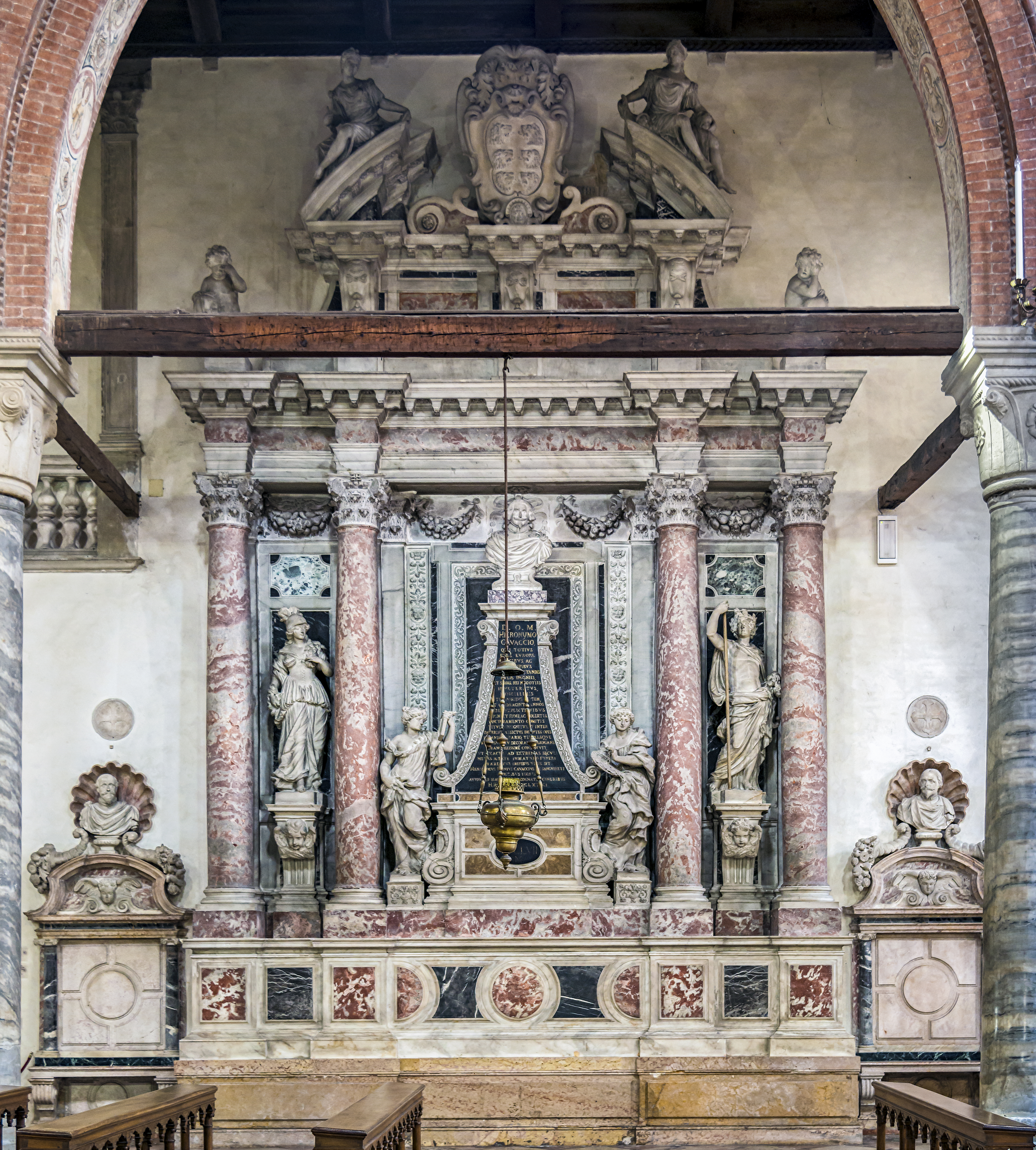
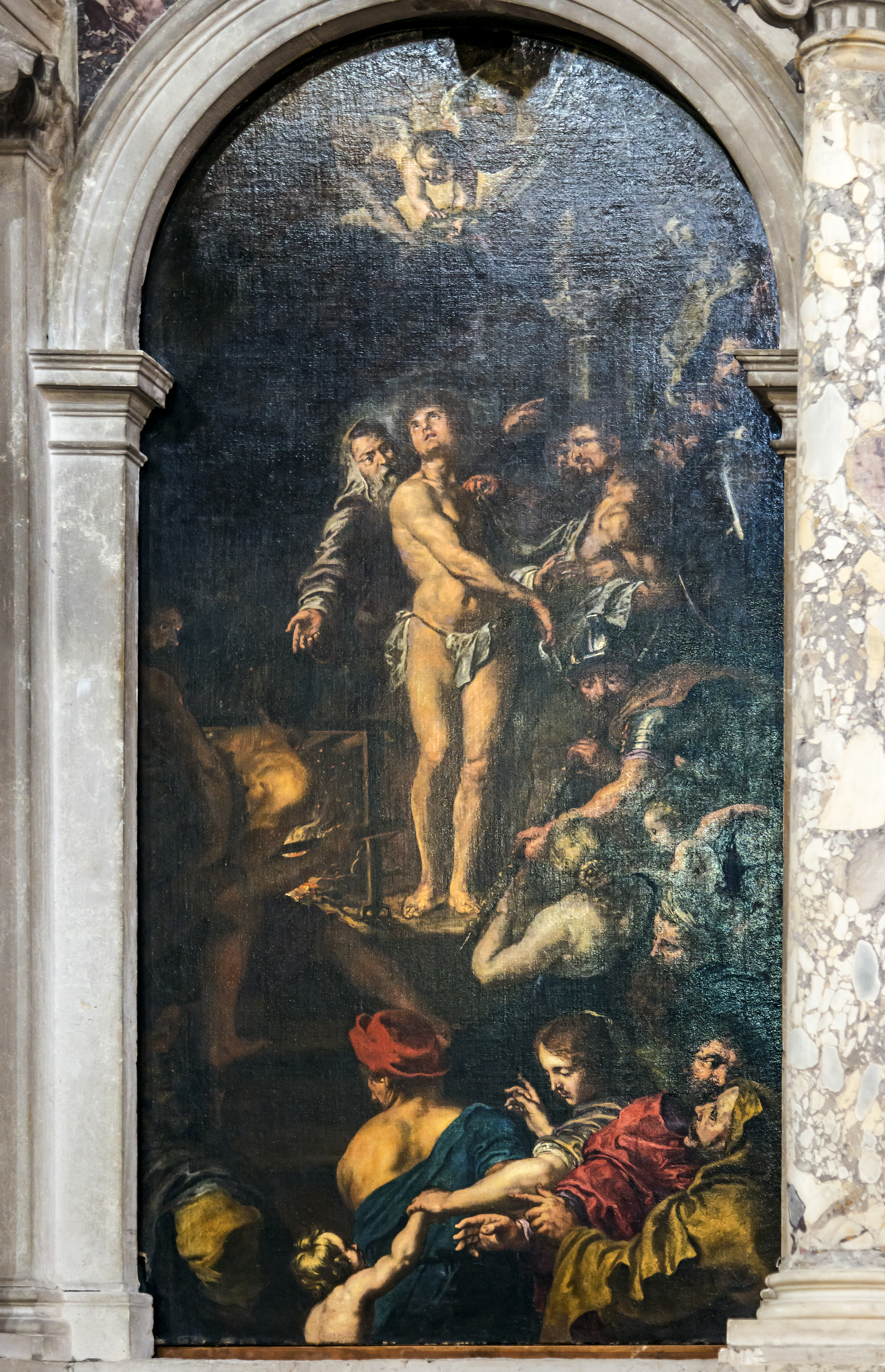
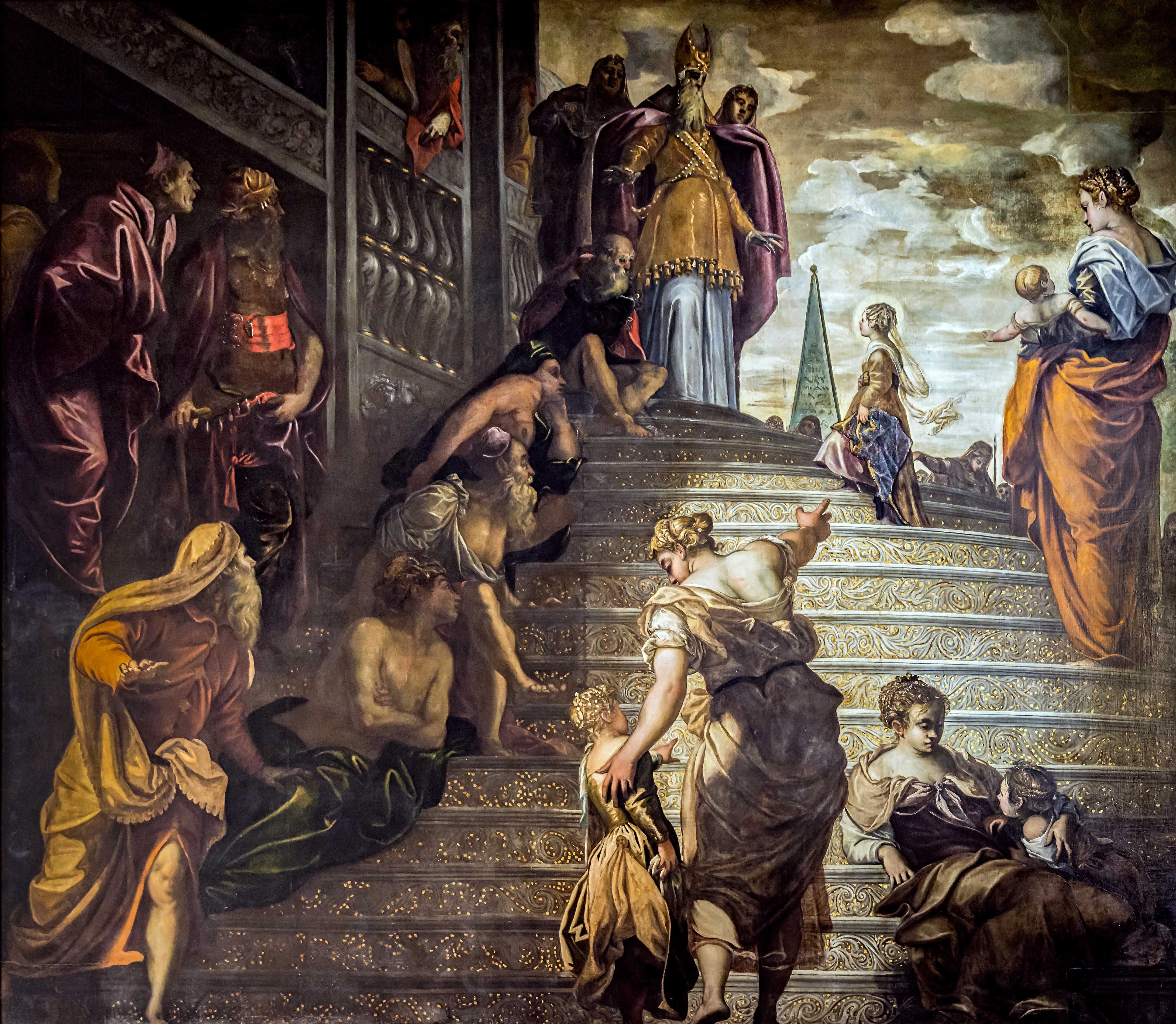

- 圣莱昂纳多‧穆里亚多 (1983)埃尔南尼 科斯坦蒂尼
- 神奇的圣母，乔凡尼·德桑蒂，14世纪
- “圣母怜子”，吉罗拉莫·萨沃尔多作品的复制品[3]

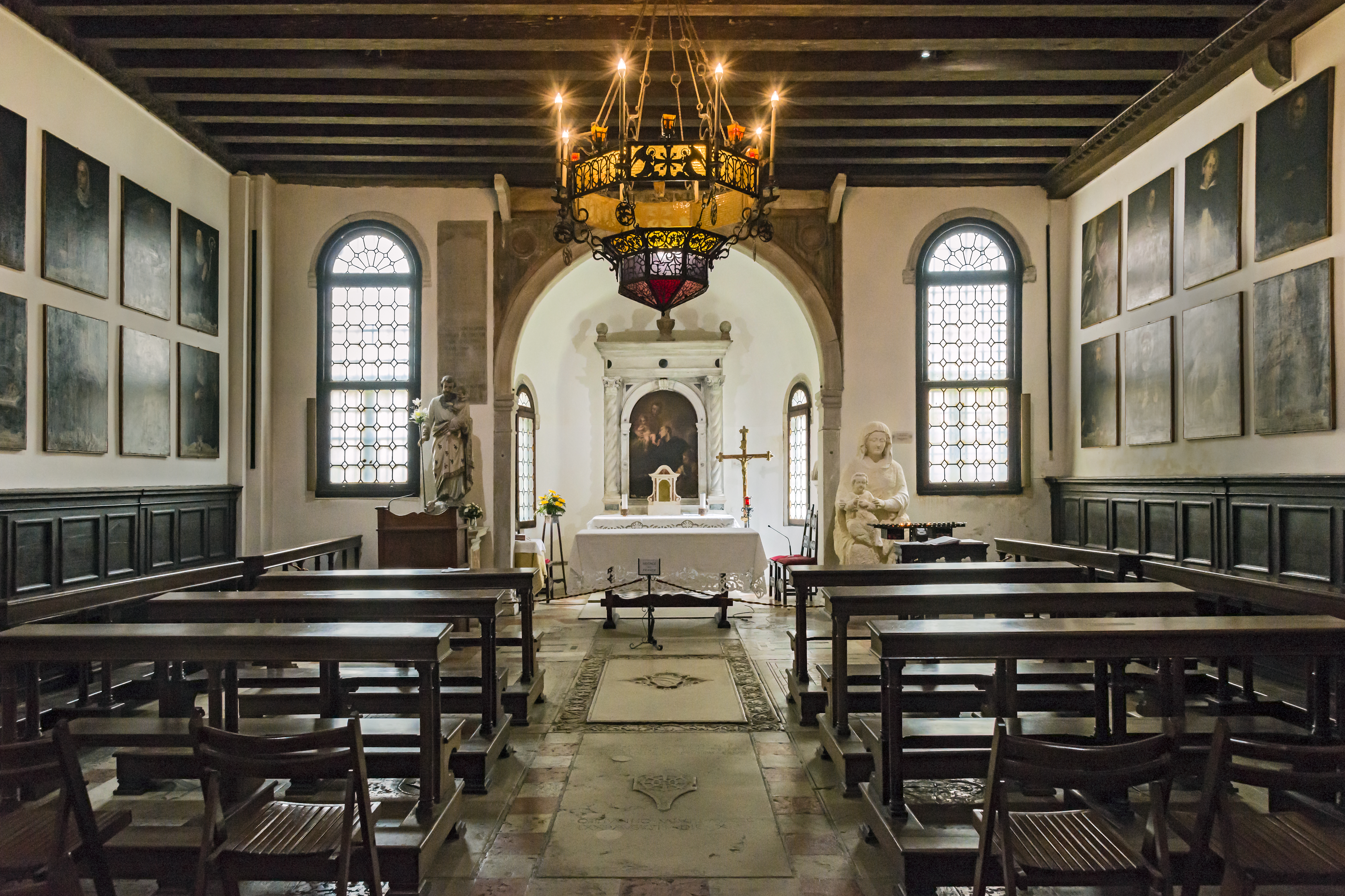
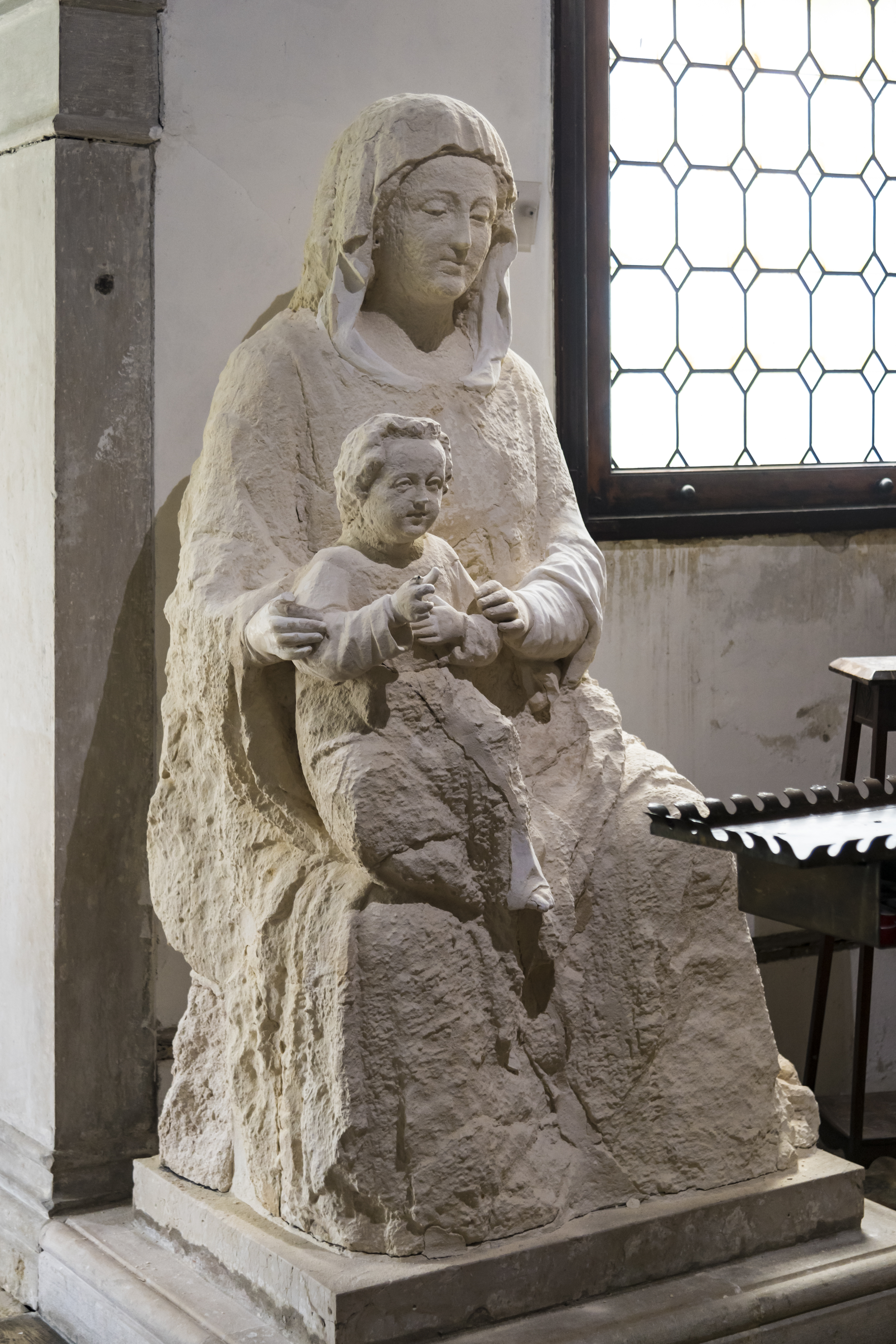
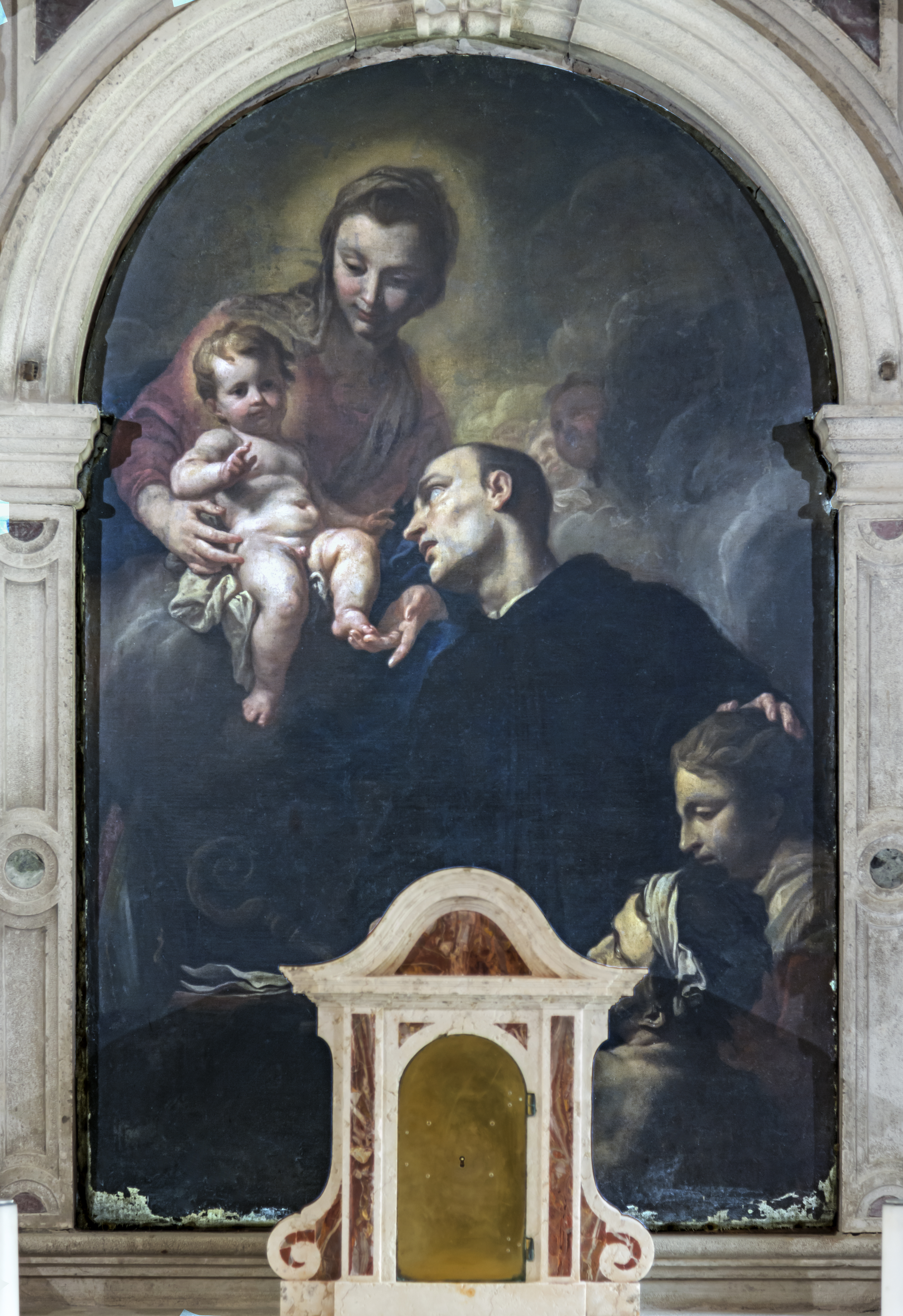
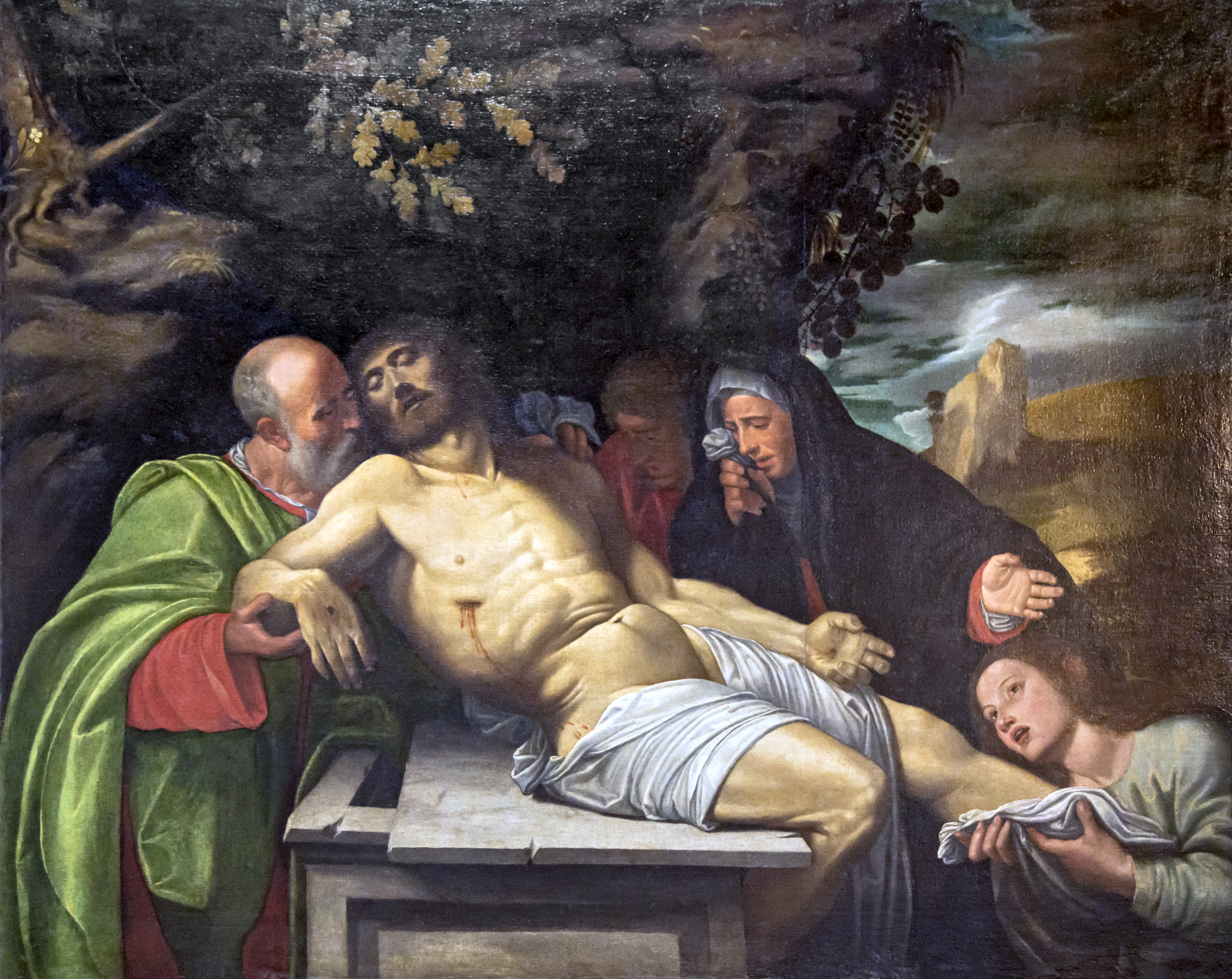

- “圣母子与圣毛禄院长”，安东尼奥莫利纳里

### 祭衣间
- “圣母子与圣徒”
- 丁托列托墓
- “圣奥斯定和圣热罗尼莫”，吉罗拉莫桑塔克罗斯

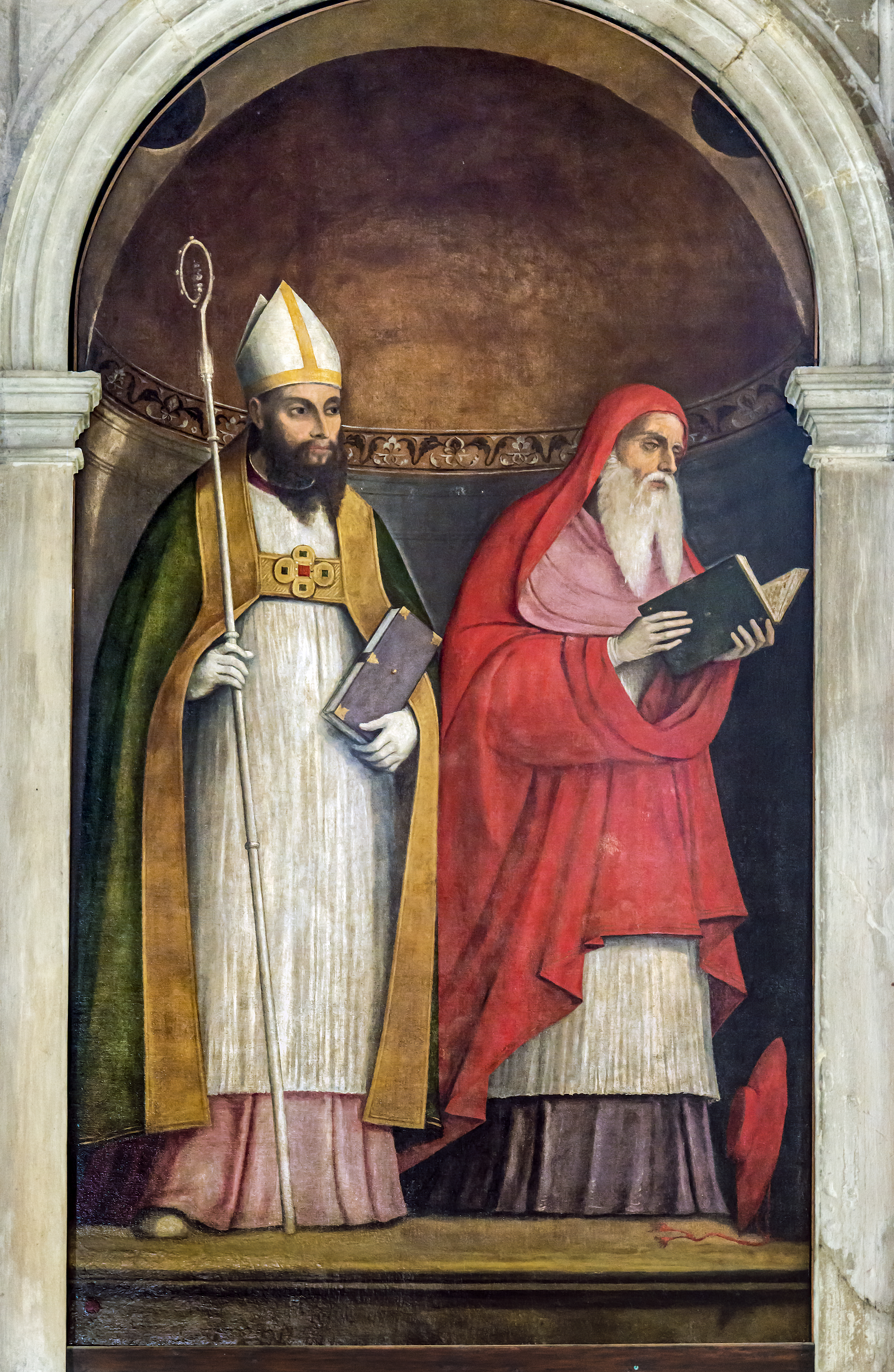
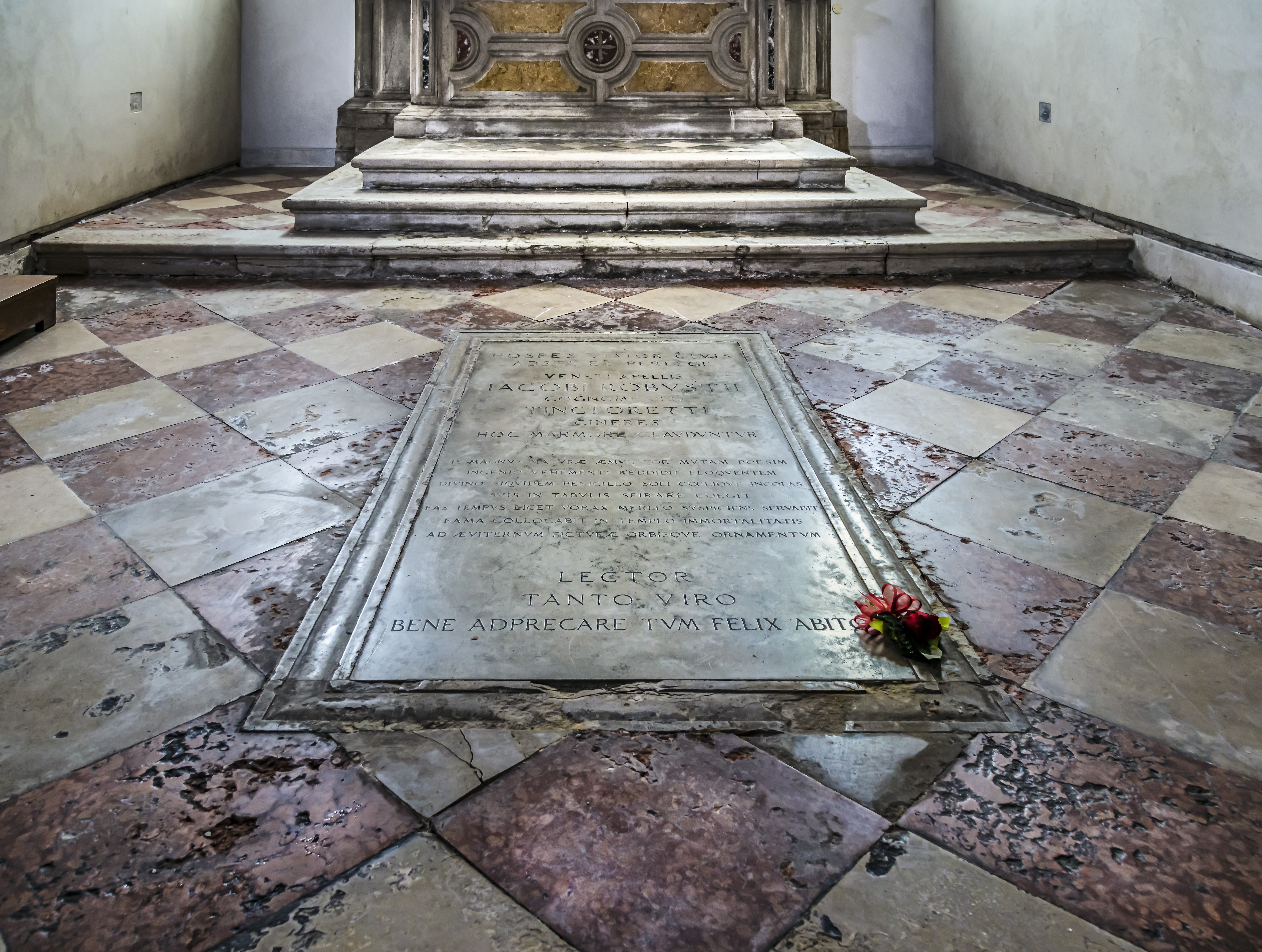

### 司祭席
- “最后的审判”（1563，右），丁托列托
- 金牛犊偶像崇拜（1563，左），丁托列托
- 圣彼得的十字架的异象（1550-1553），左，丁托列托
- 上:“四枢德：公义和节制”，后殿的半圆顶：“圣保禄斩首”（1550-1553年），后殿右侧，丁托列托
- 上:“四枢德：谨慎与勇敢”,丁托列托
- “圣母领报”（1590年），小帕尔马，来自维琴察的新圣母教堂
- 上：“信仰”，Pietro Ricchi

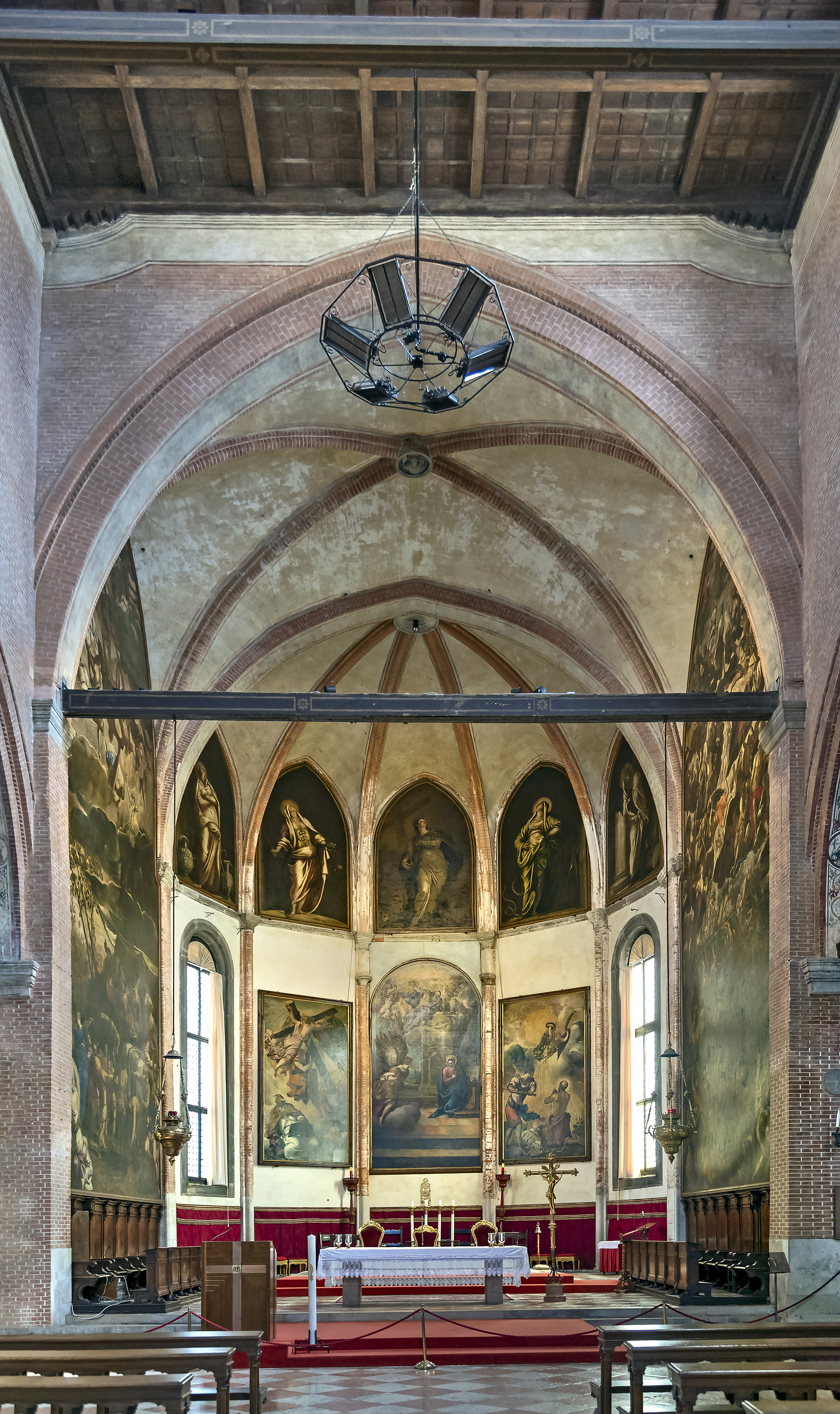
司祭席
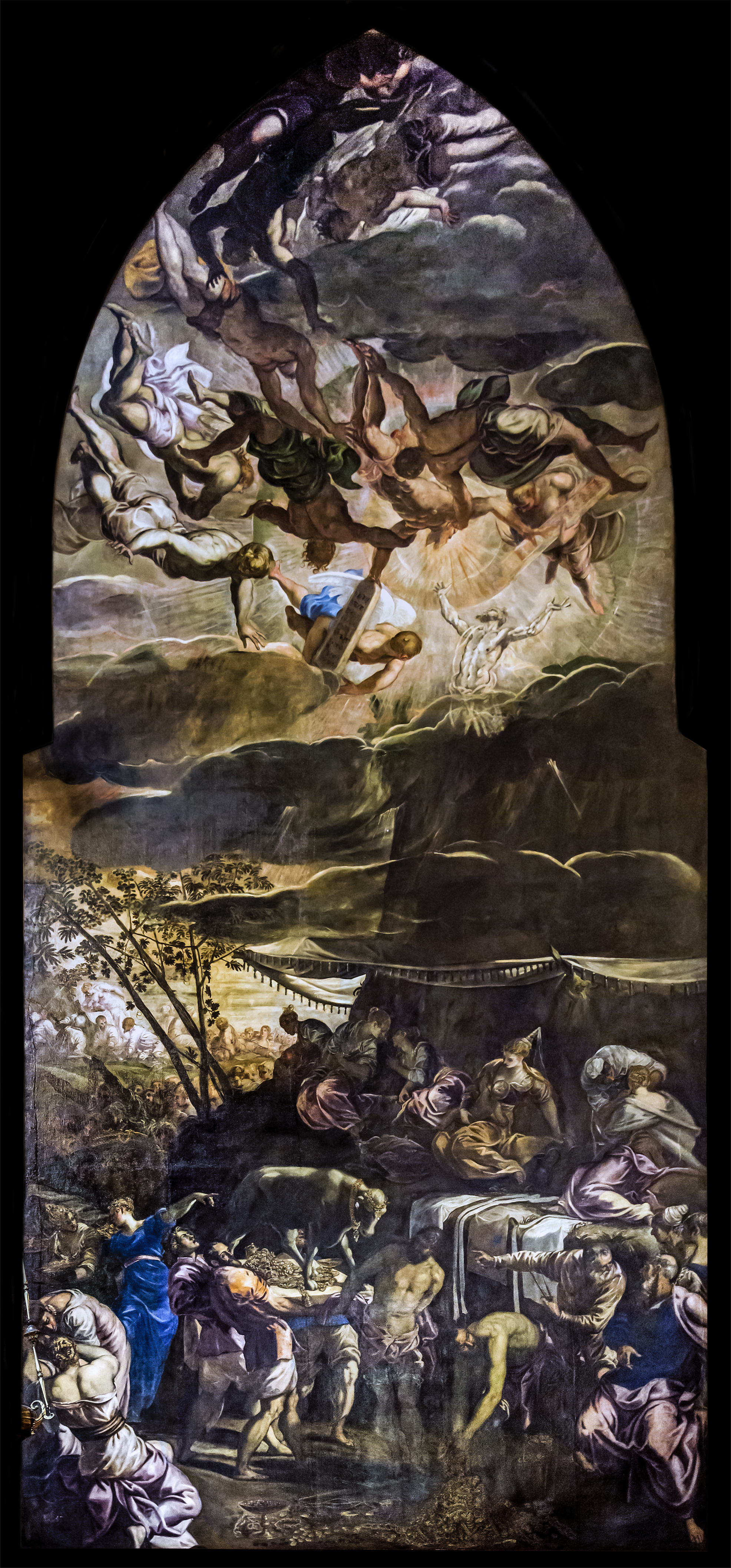
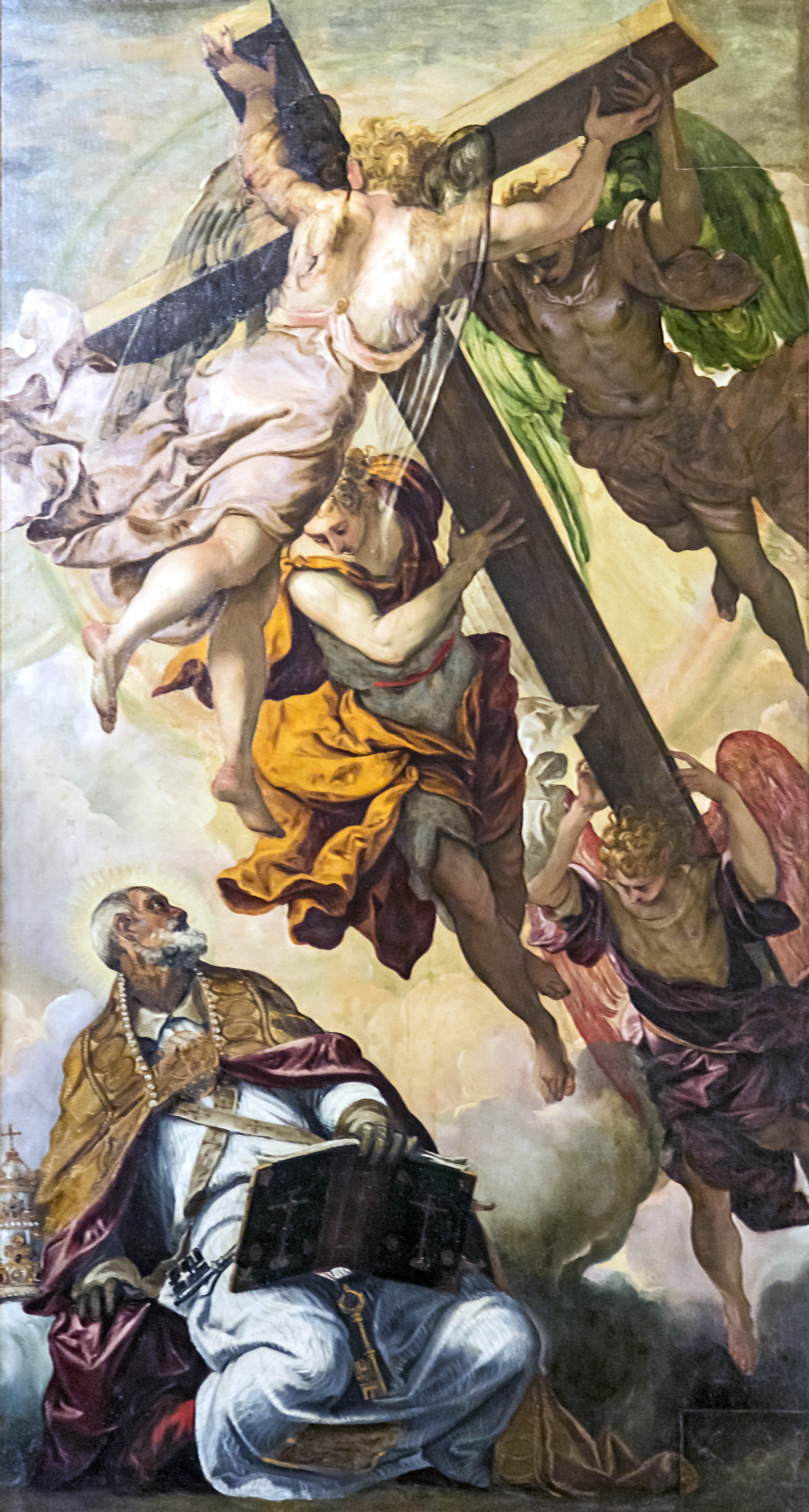
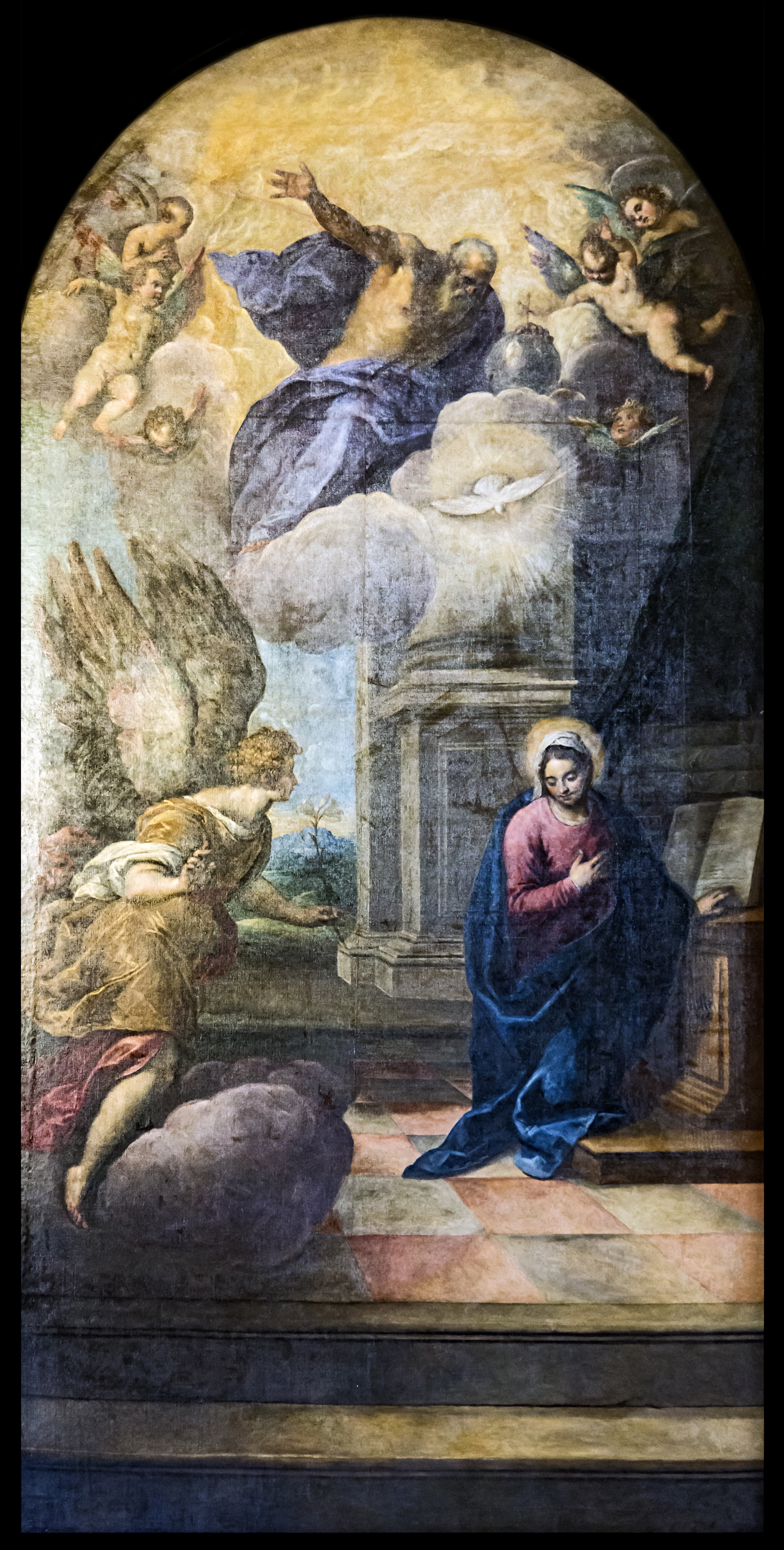
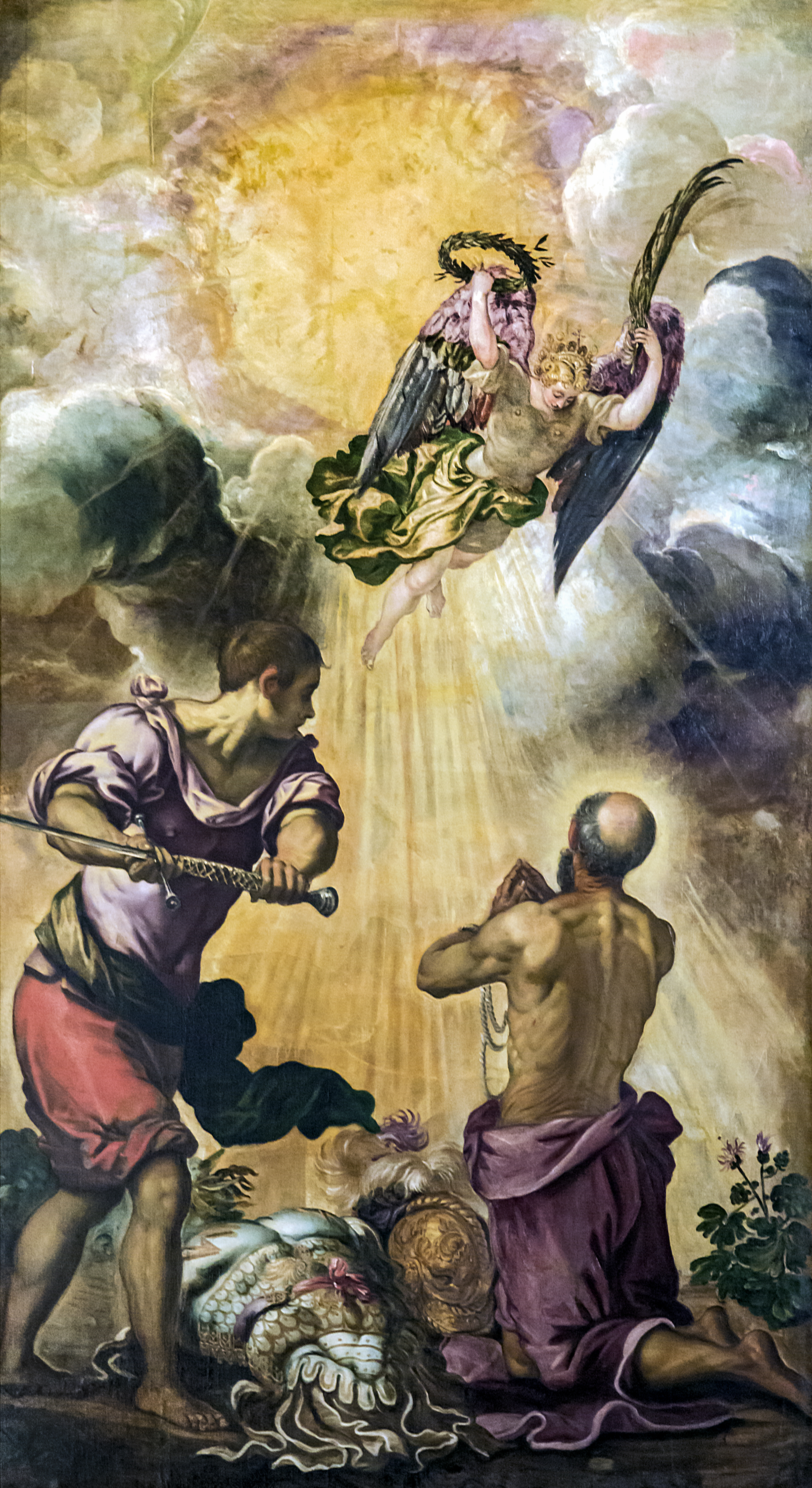
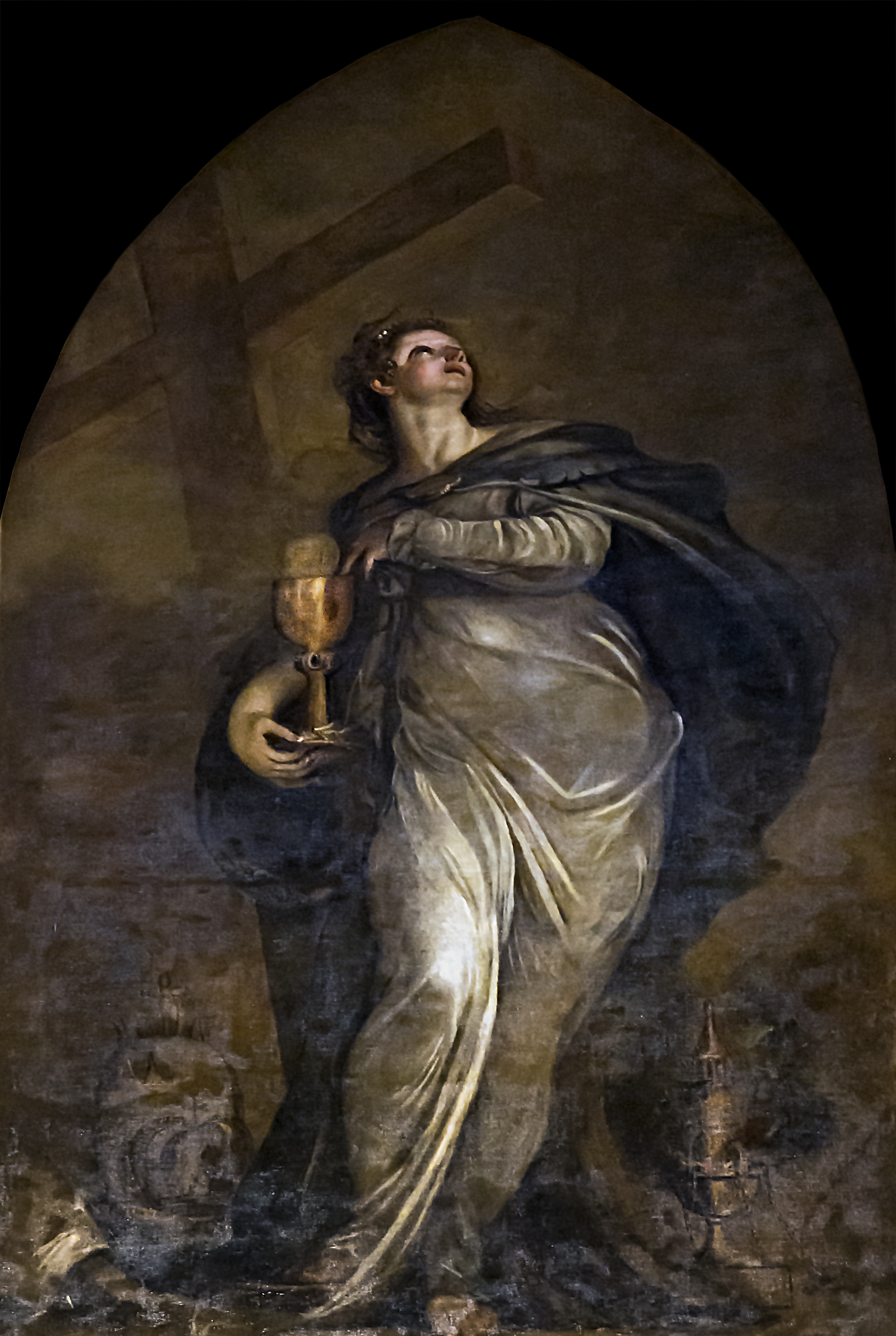

### 中殿左侧
- “圣老楞佐儒斯定与圣人”，波代诺内原版的祭坛画版本。
- “圣乔治和龙”，马特奥蓬佐内
- “鞭打基督”，马特奥蓬佐内
- “父神在荣耀中”（1590）丁托列托
- “亚历山大的圣加大肋纳的神秘婚姻”，提香画派

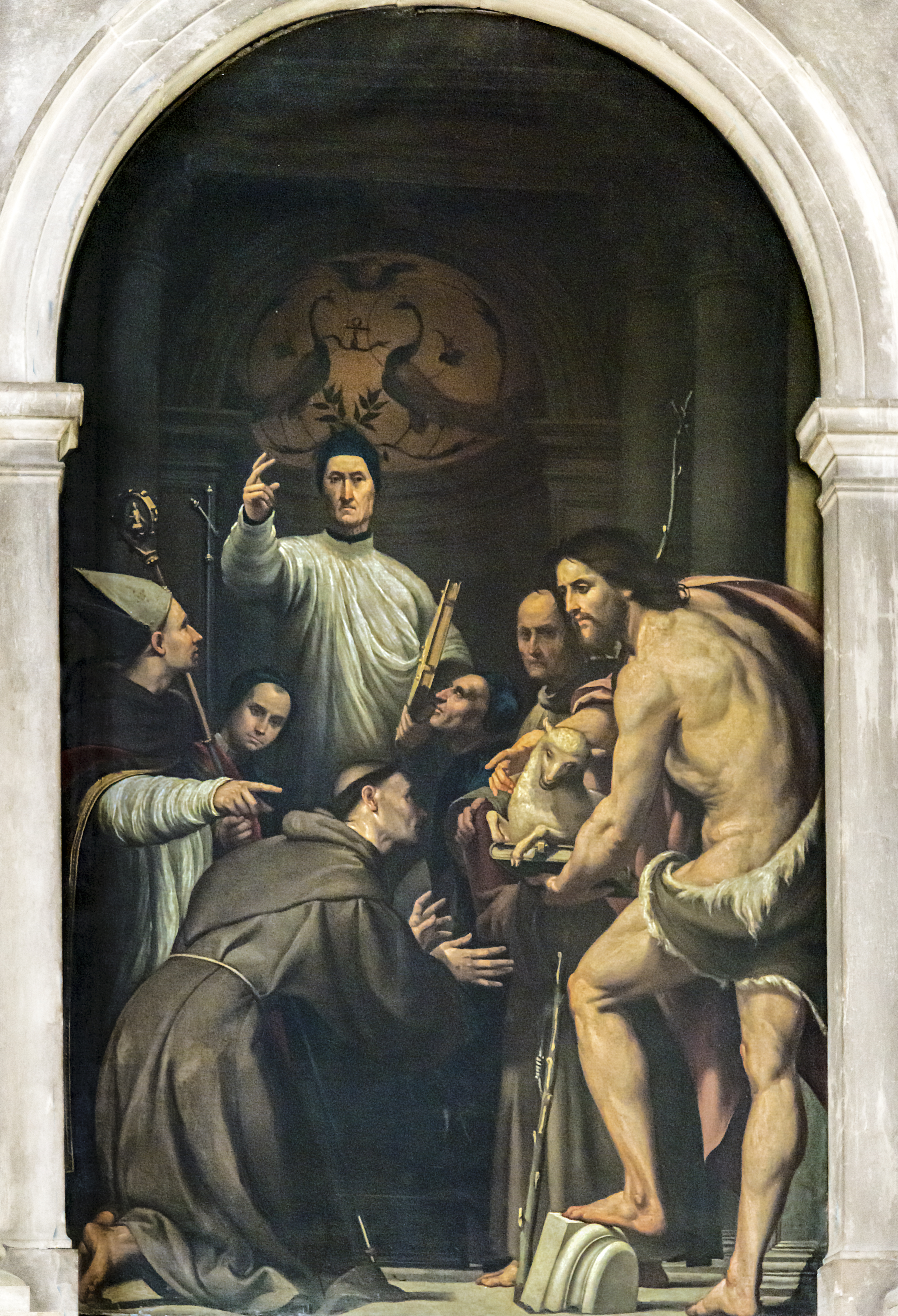
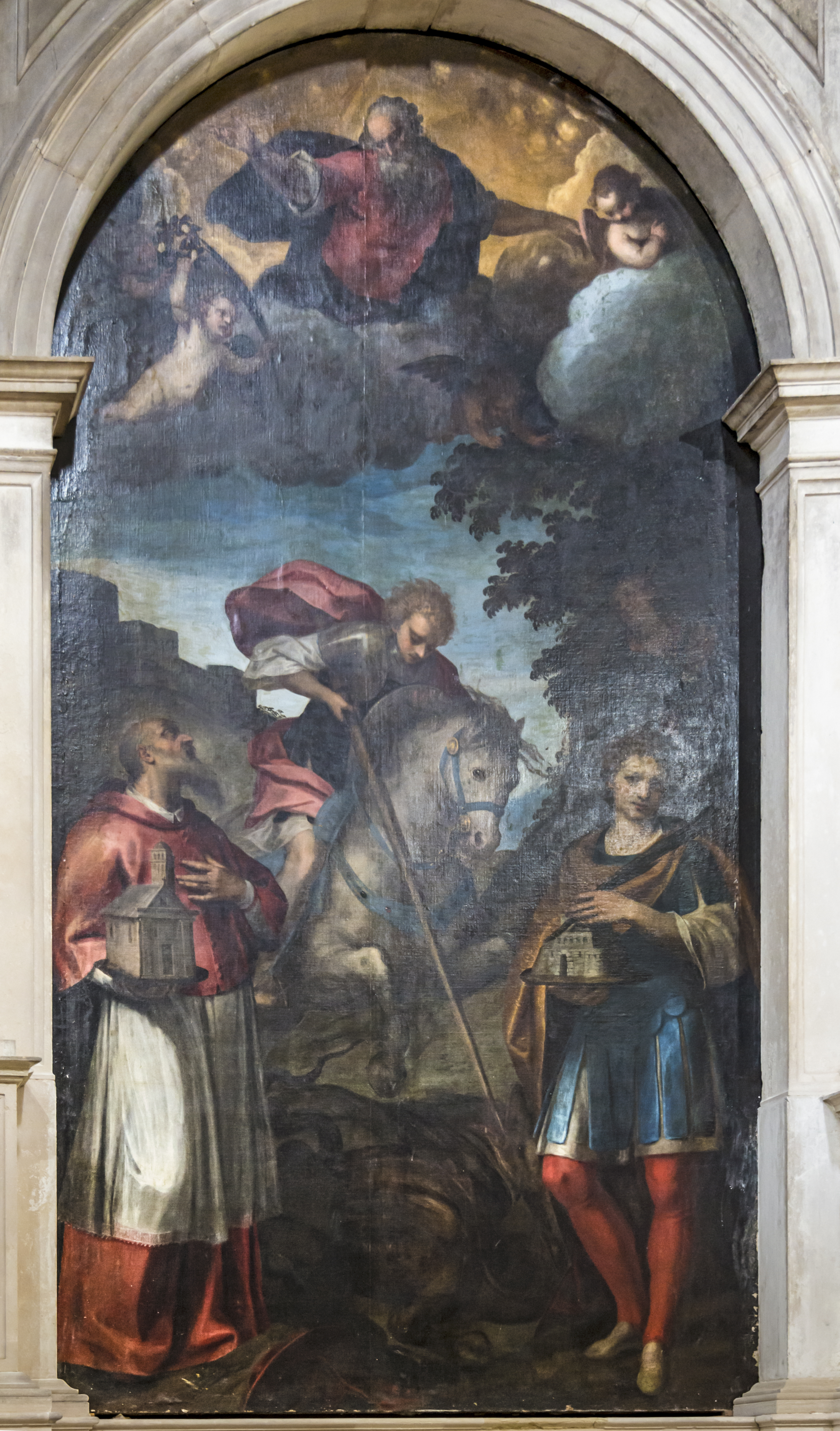
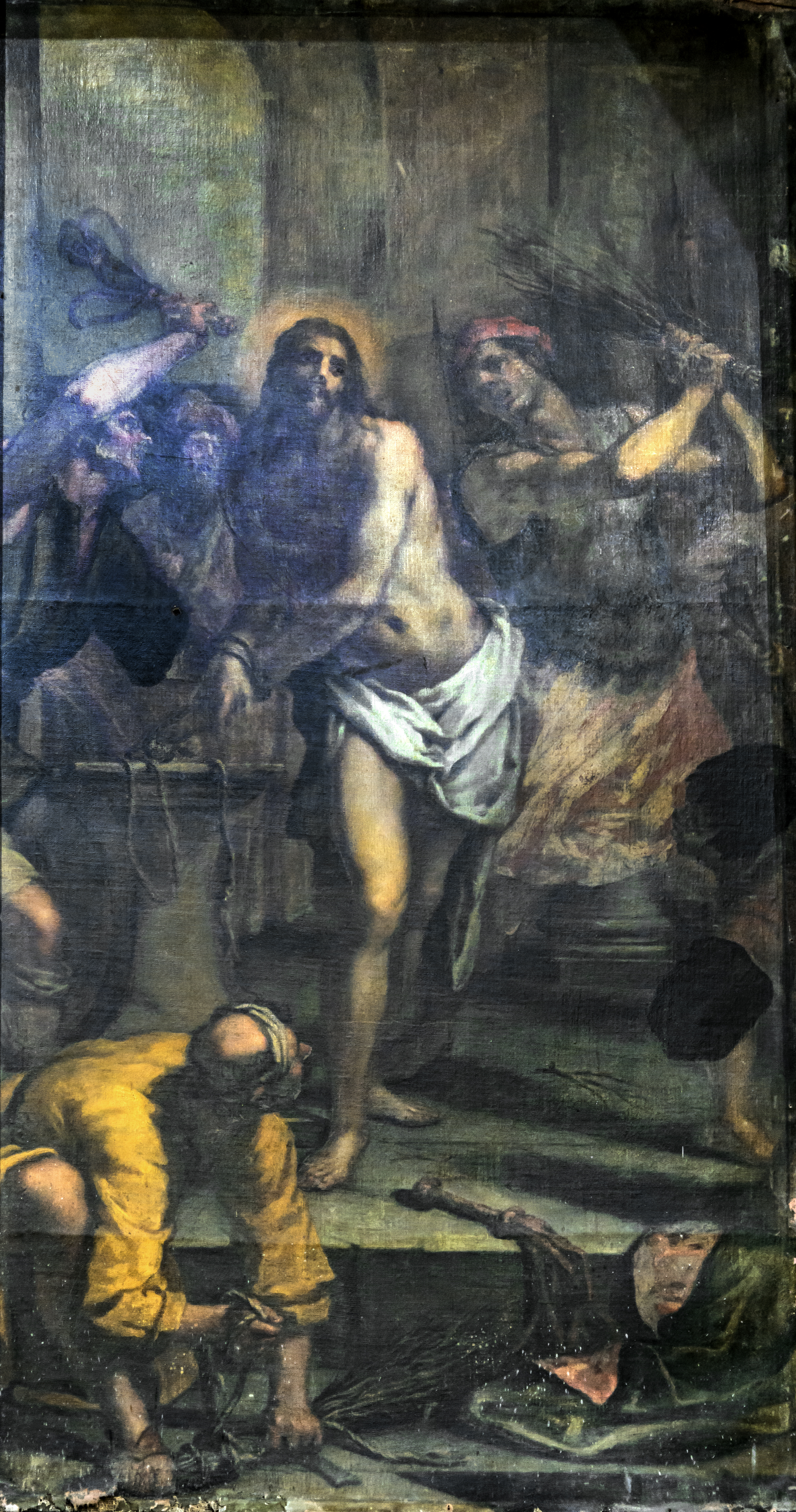
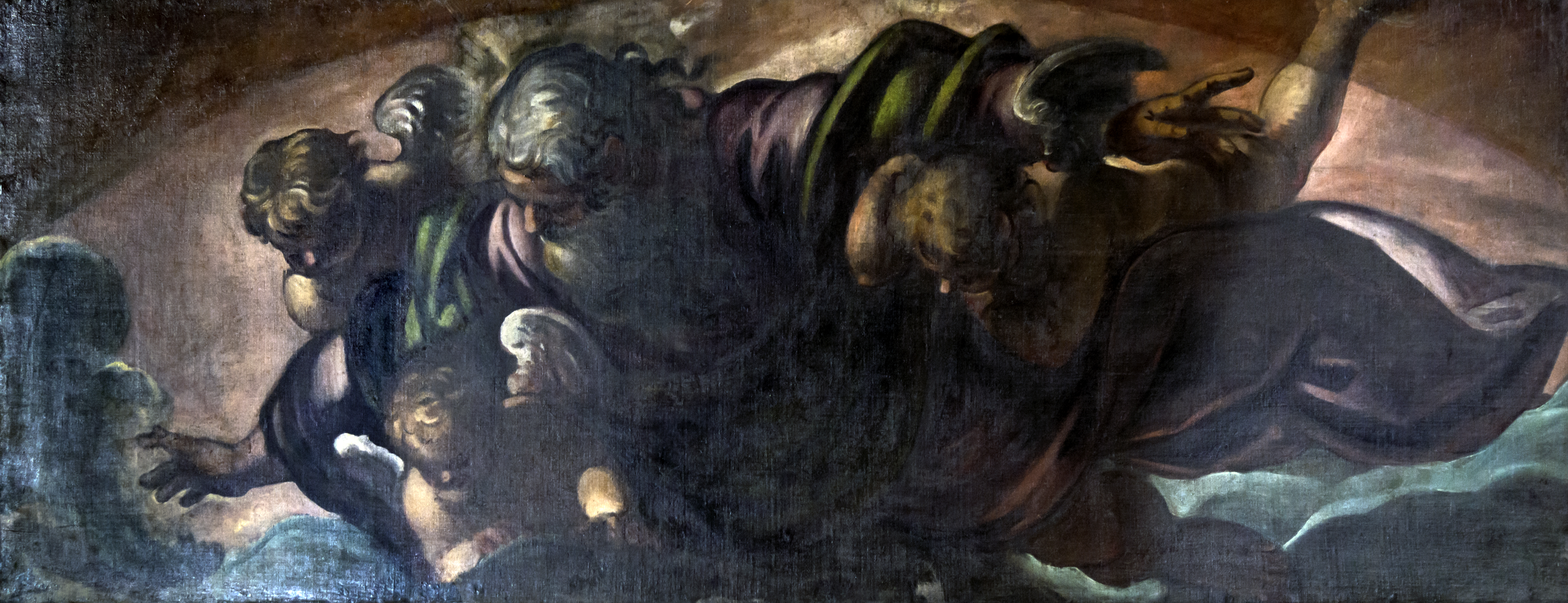
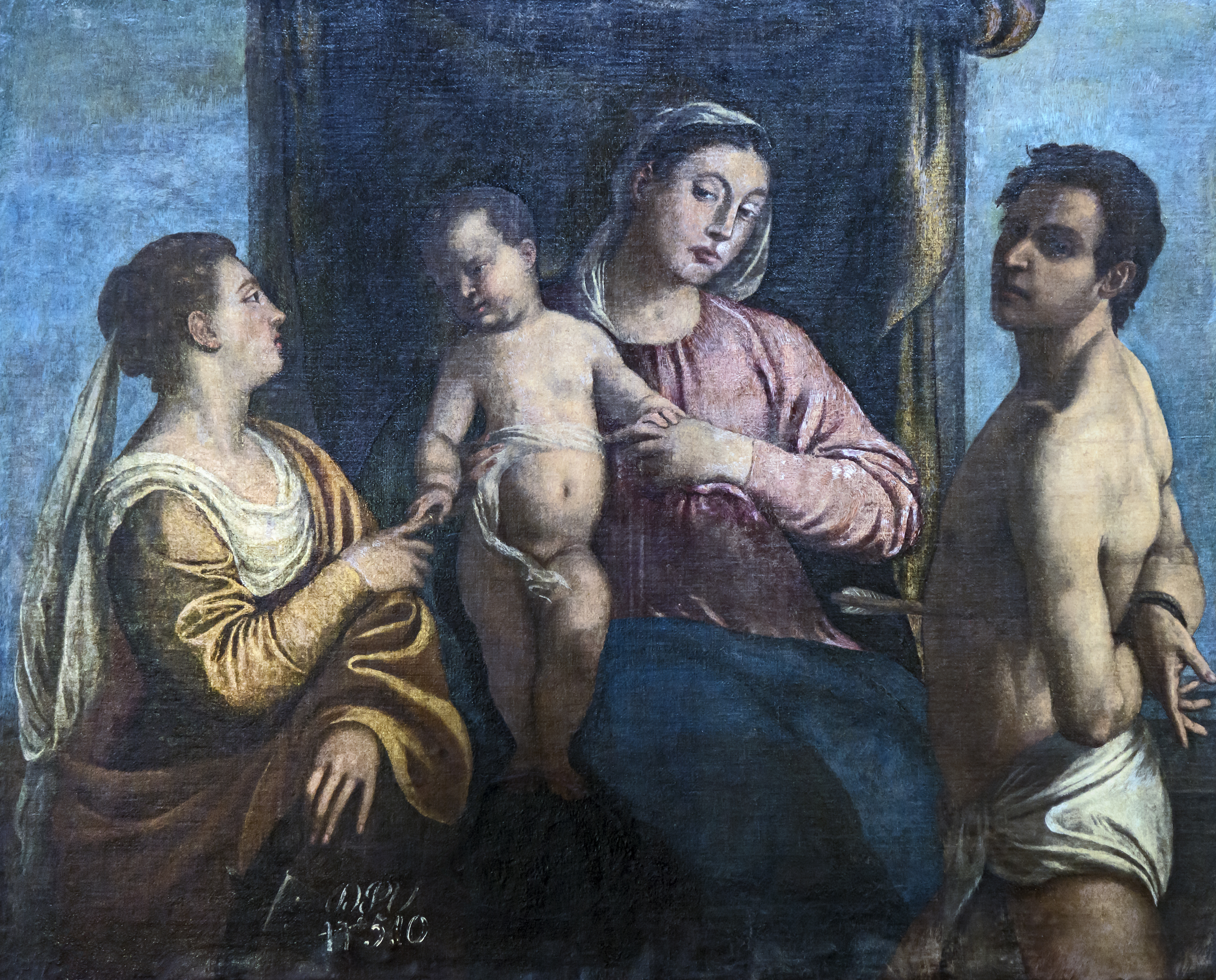

康塔里尼小堂:
- “圣女依搦斯的奇迹”（1575），丁托列托
- 康塔里尼家族的墓葬雕塑

莫罗西尼小堂:
- “耶稣降生与圣道明”，丁托列托
- “带香的天使”,丁托列托

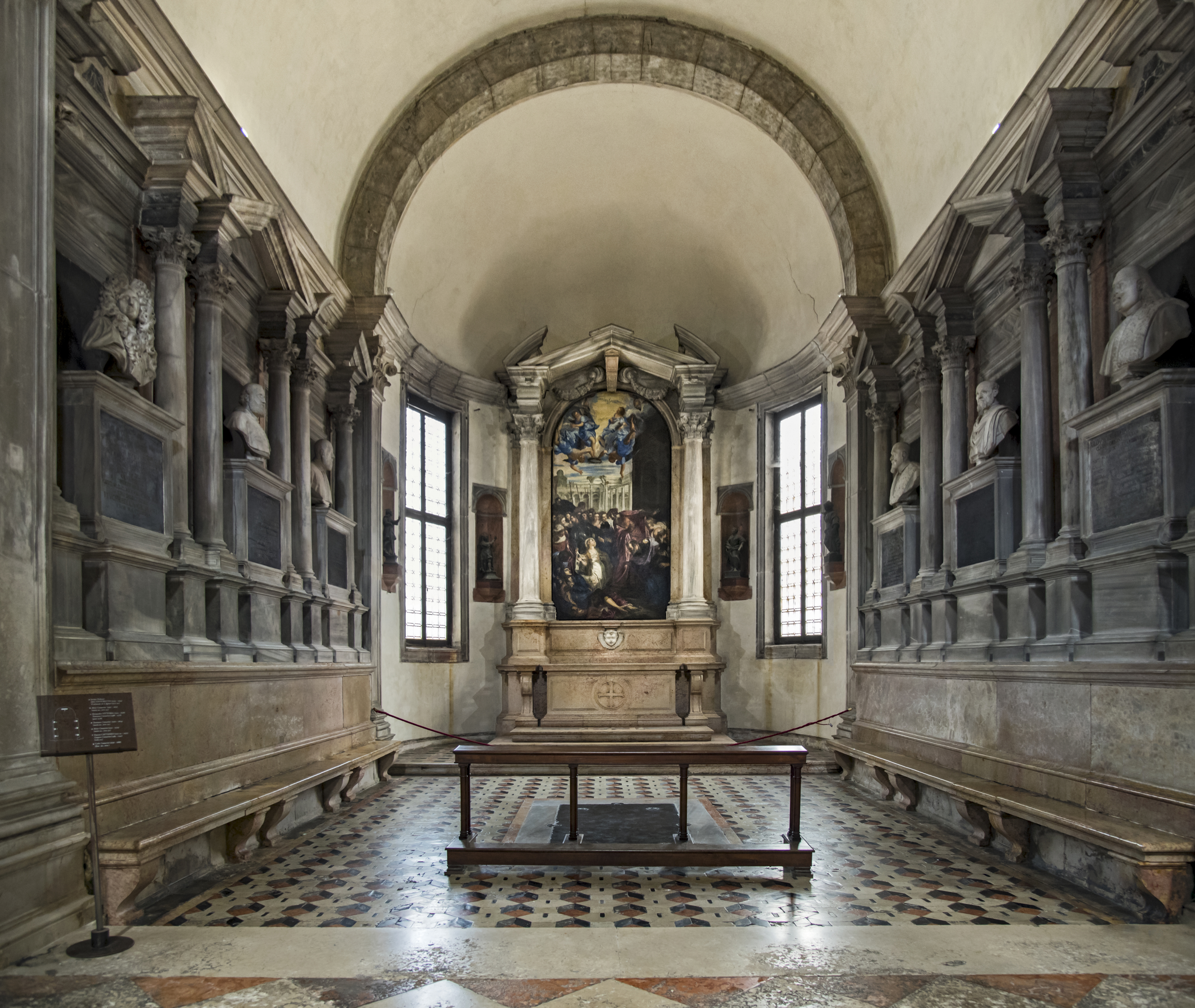
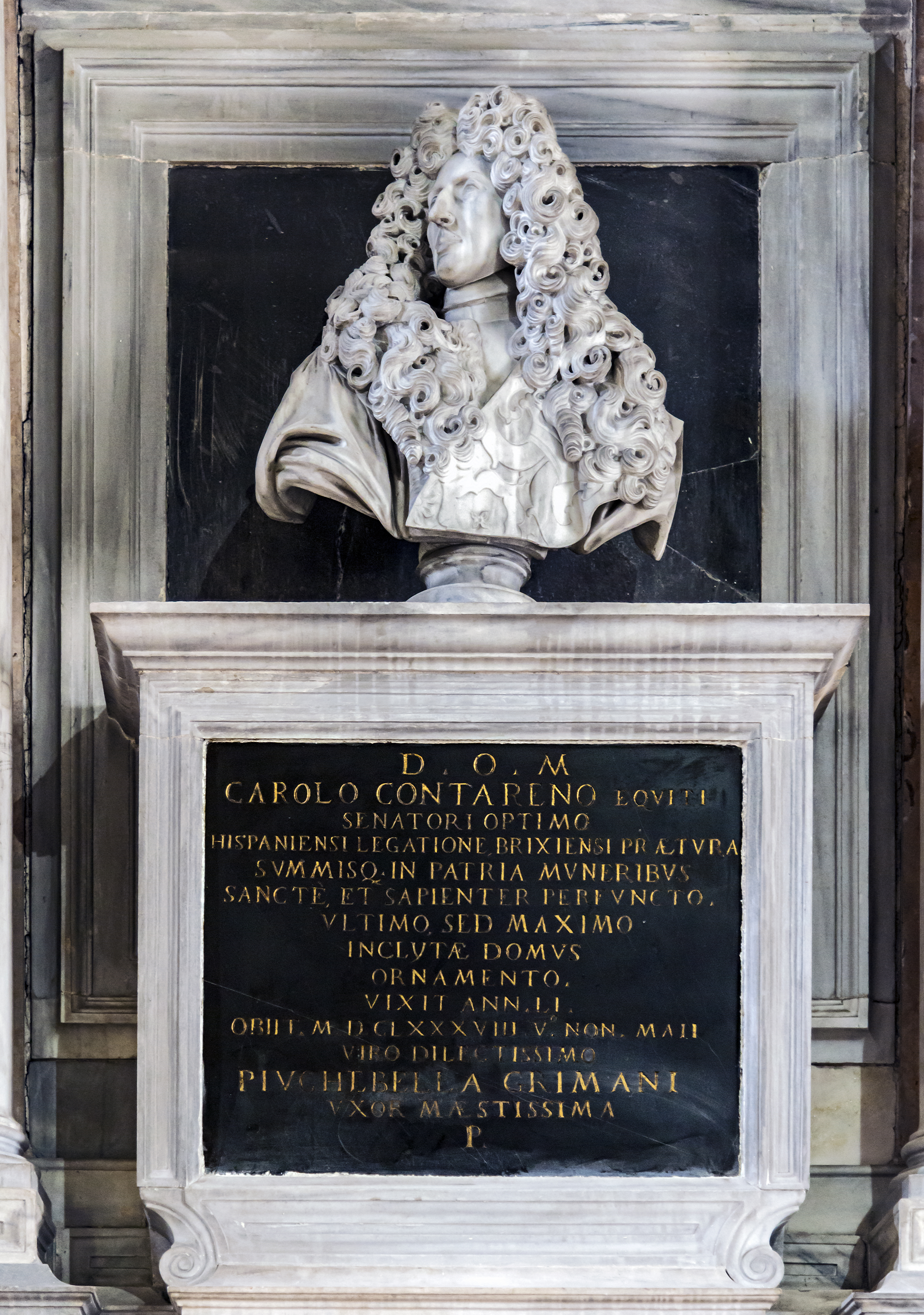
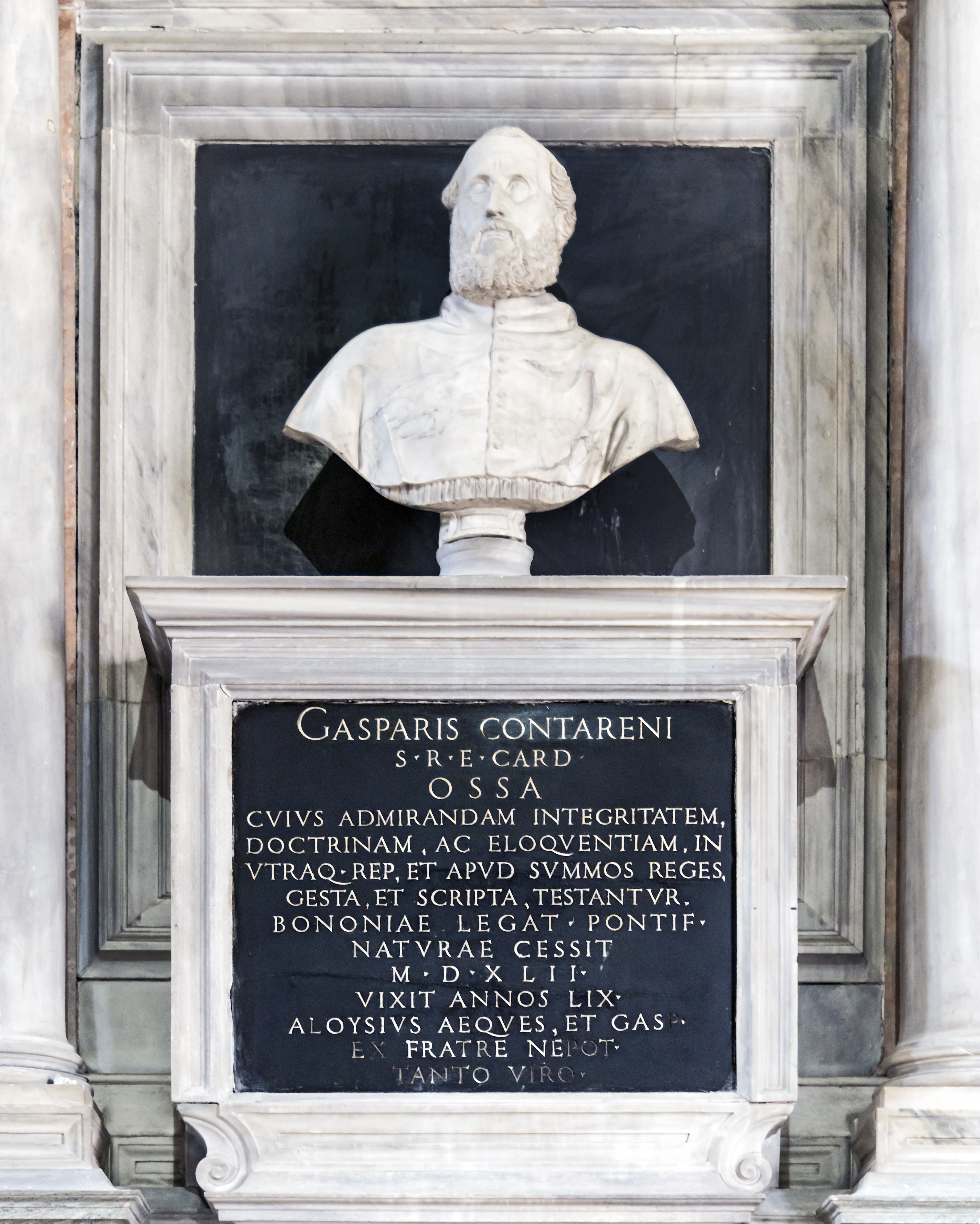
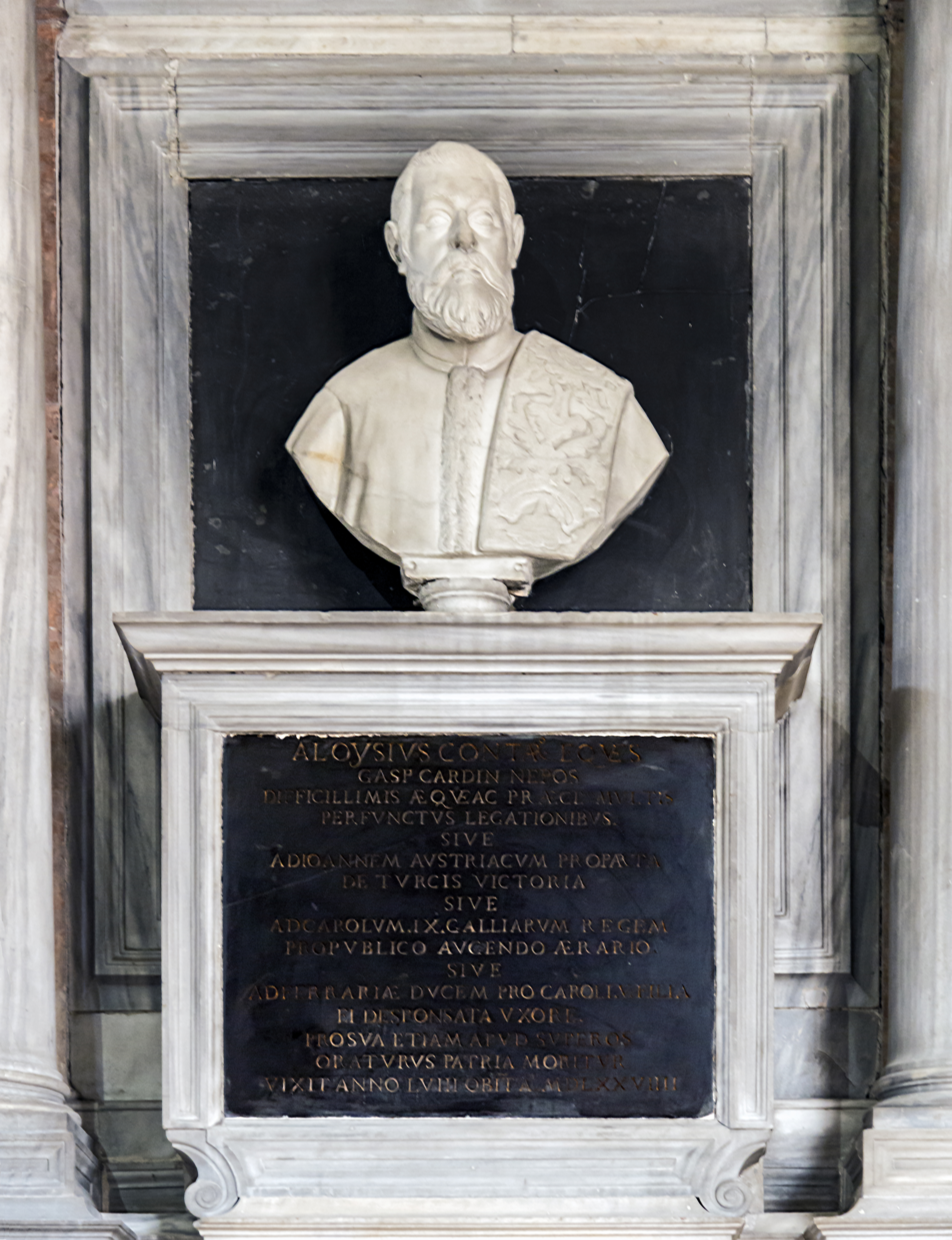
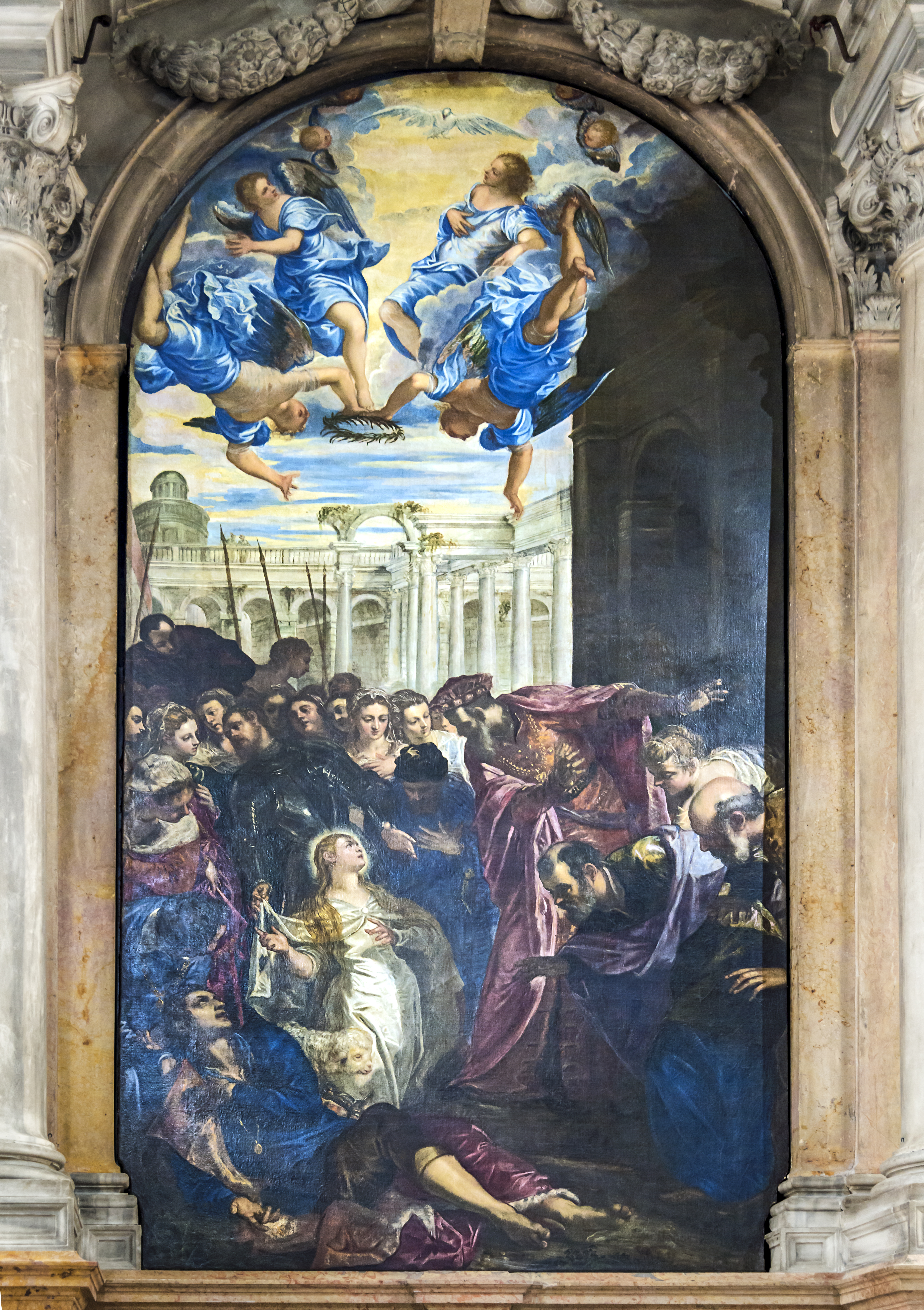
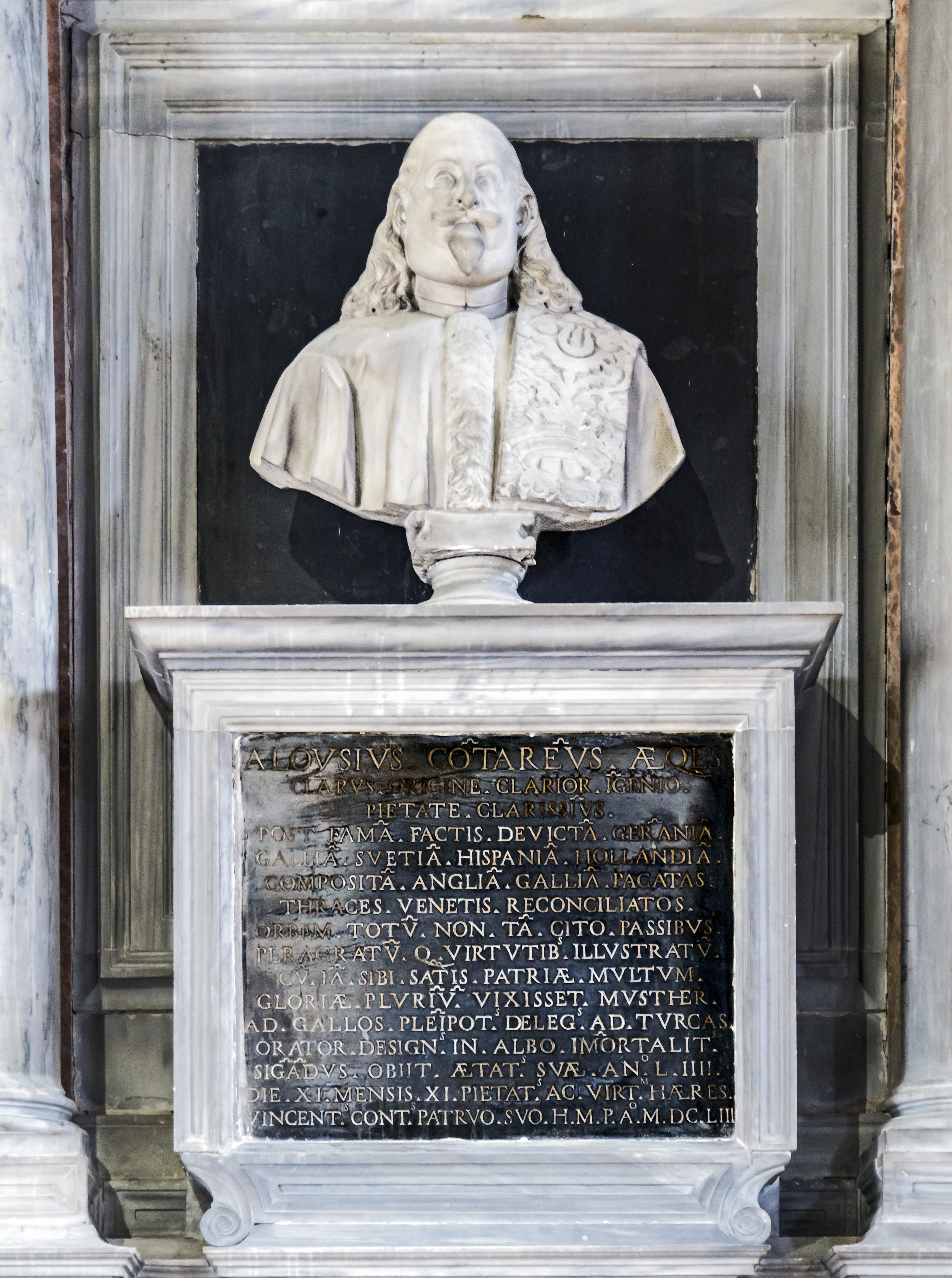
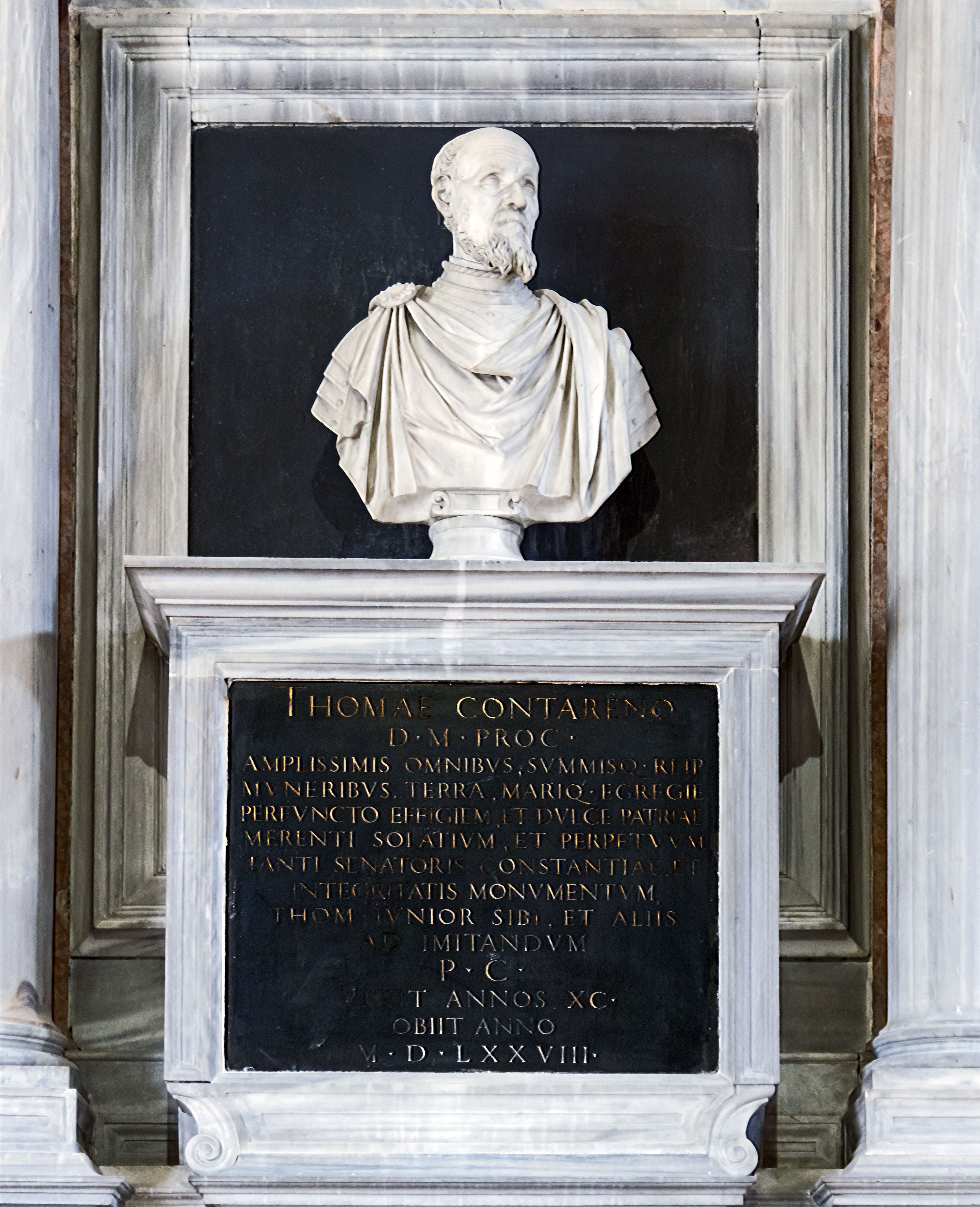
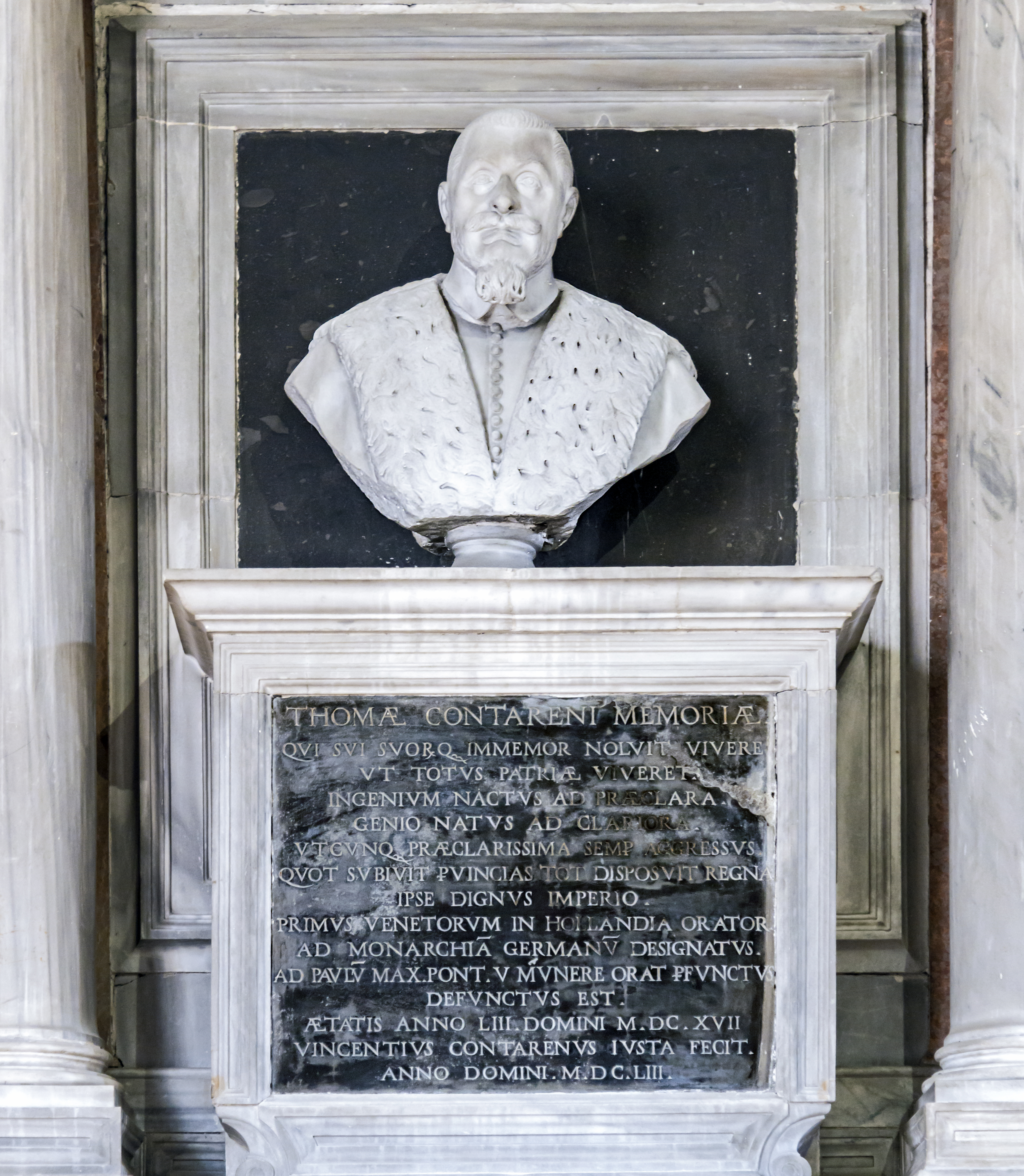

- “钉十字架”，小帕尔马，来自圣Ternita教堂

文德拉明小堂:

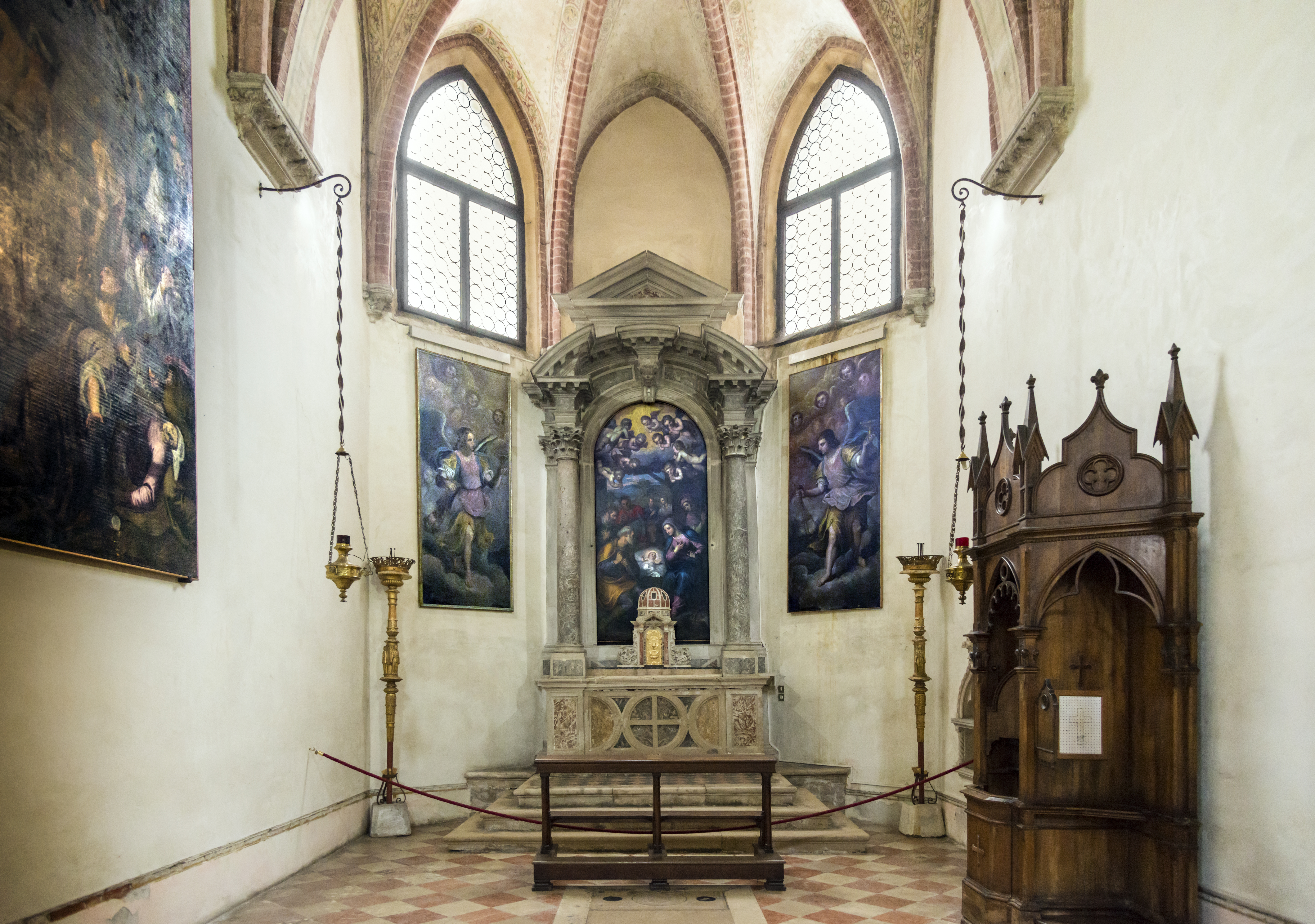
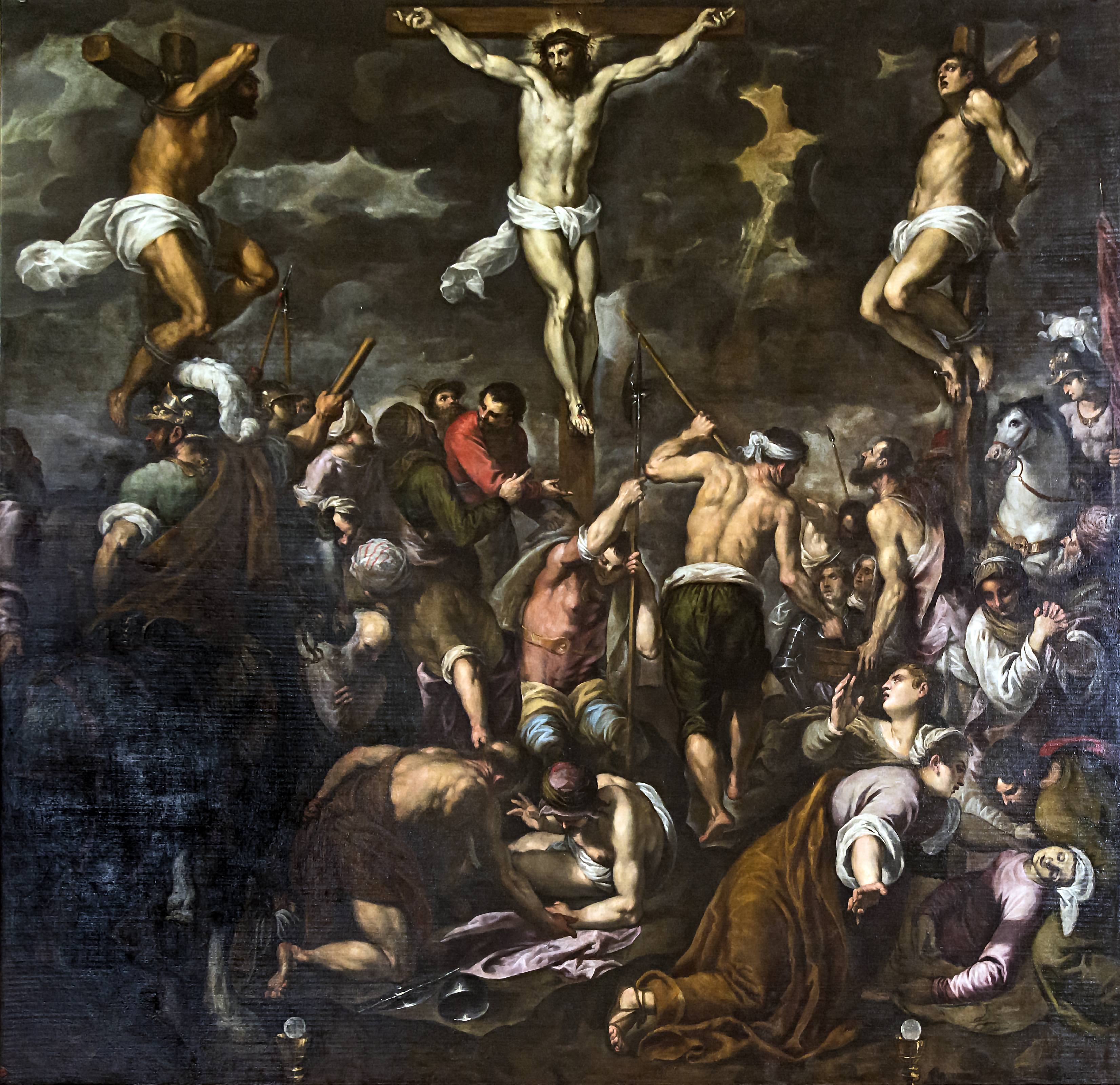
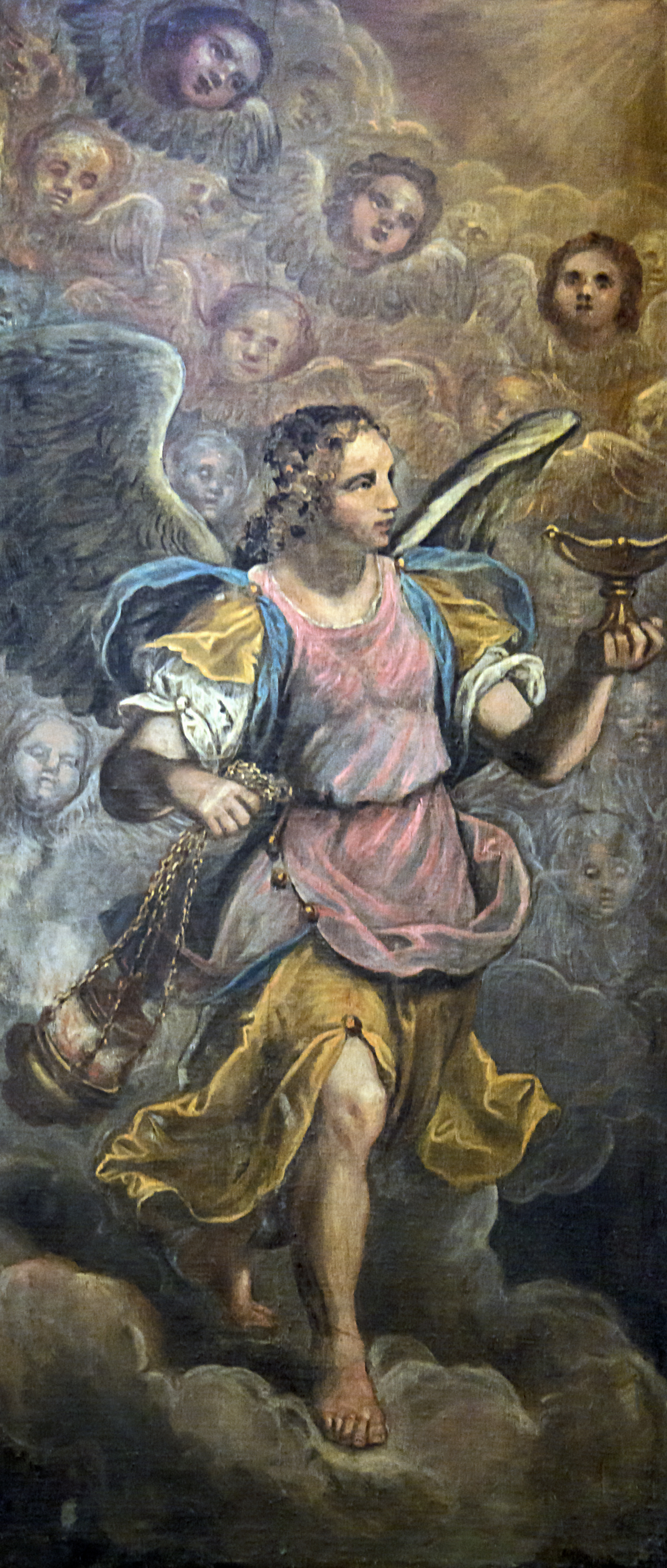
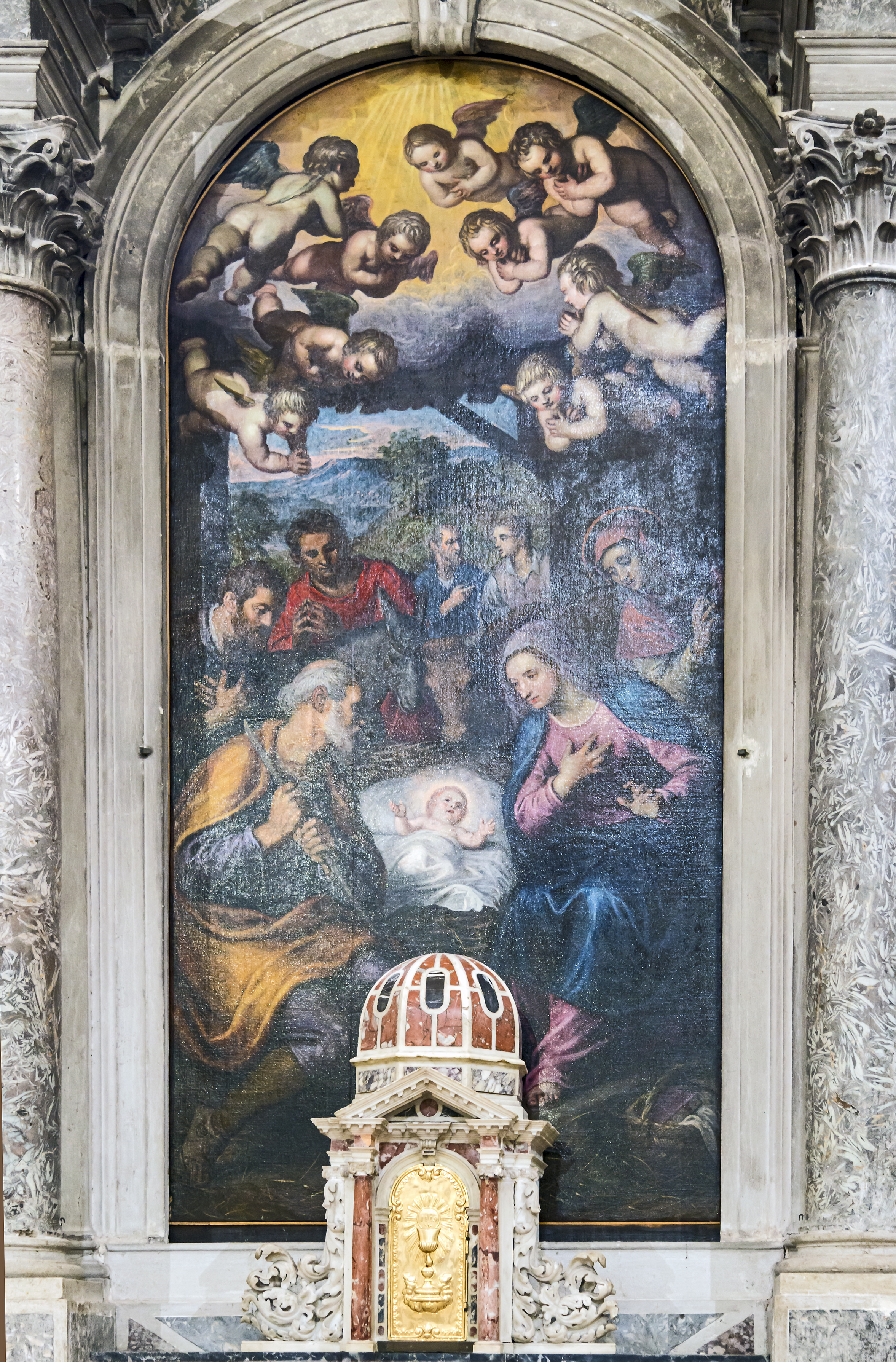
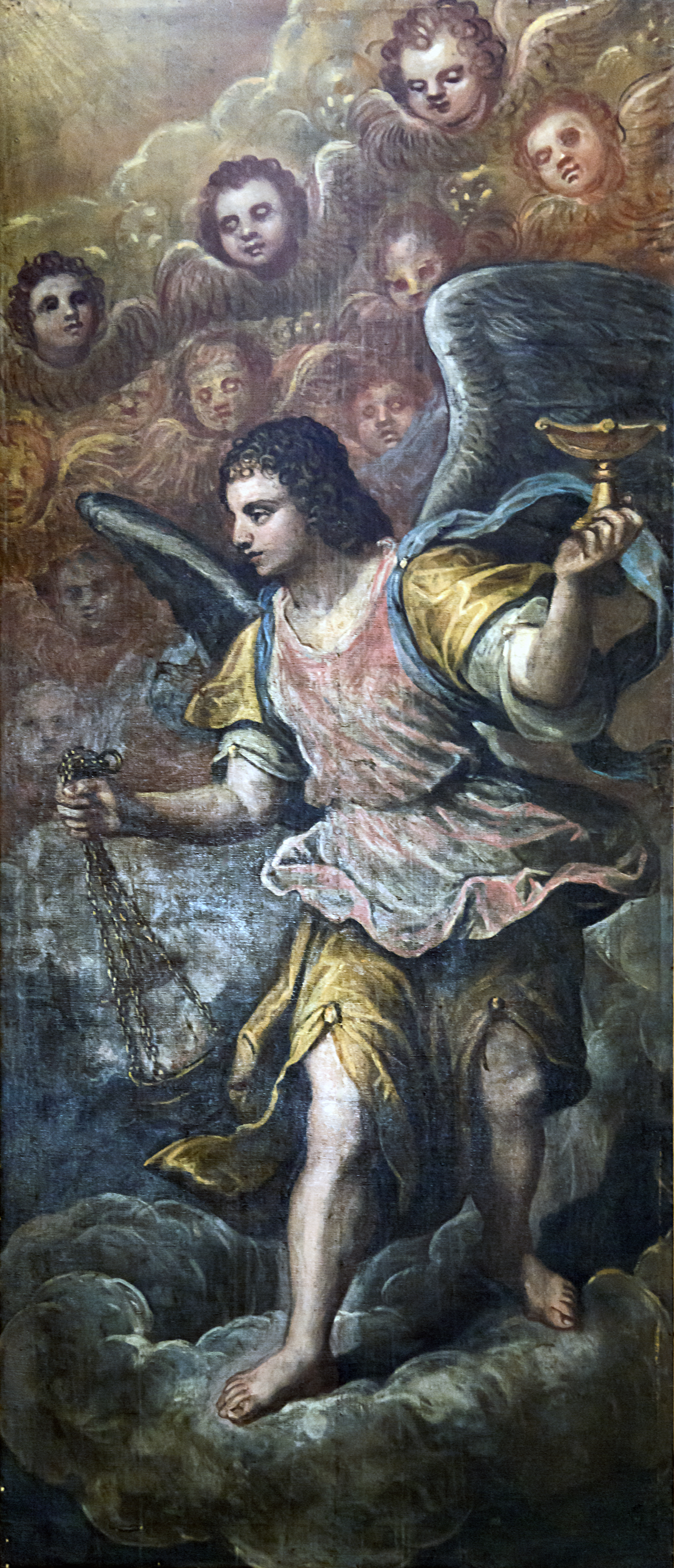

- “总领天使辣法耳和 Tobias”（1530），提香, 现在在圣Marziale堂的祭衣间
- 老帕尔马的“圣文生与圣道明、圣老楞佐儒斯定、圣妇赫利纳和教宗尤金四世”。赫利纳和道明两个人物是在1867年修复期间Placido Fabris插入的

瓦利尔小堂:

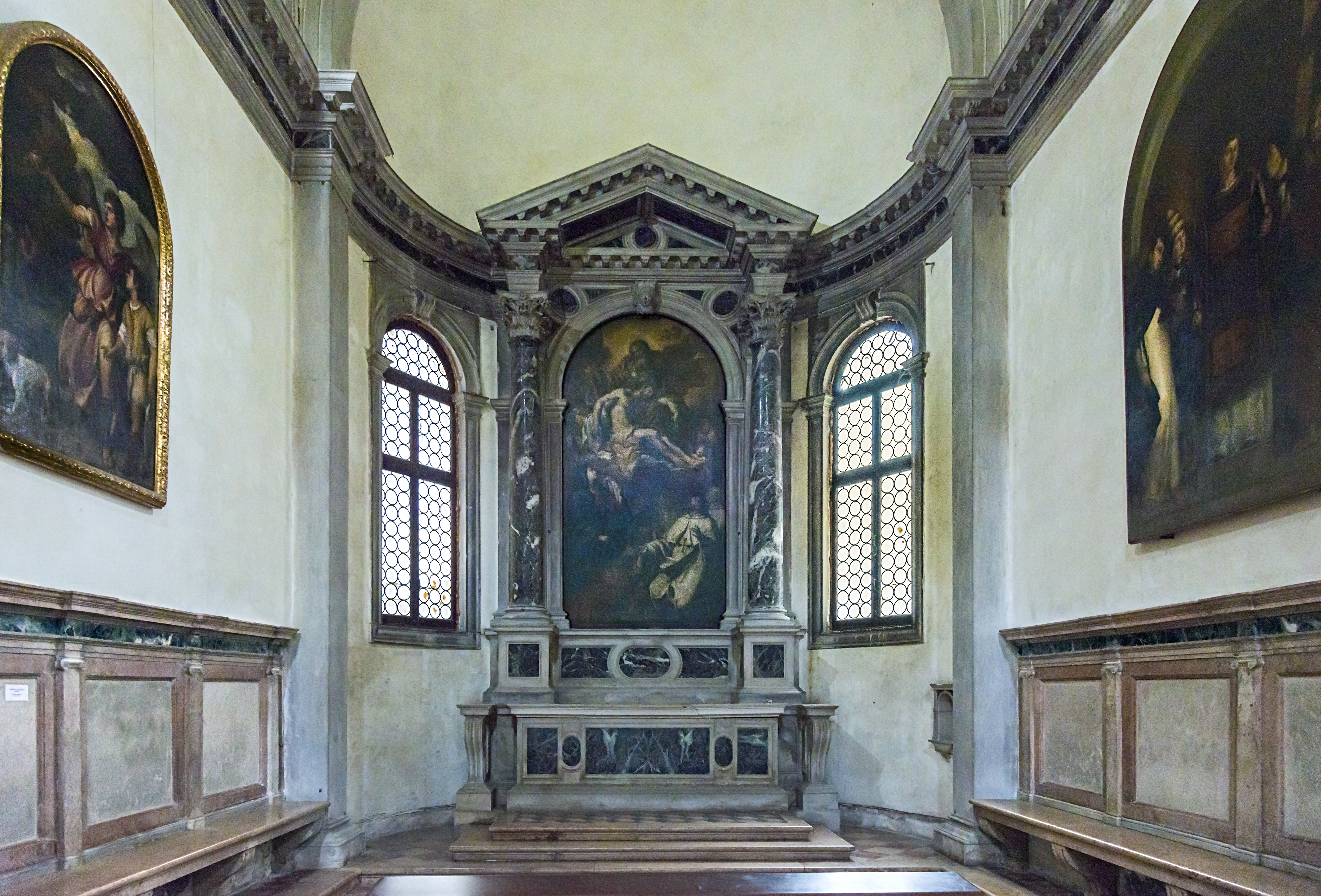
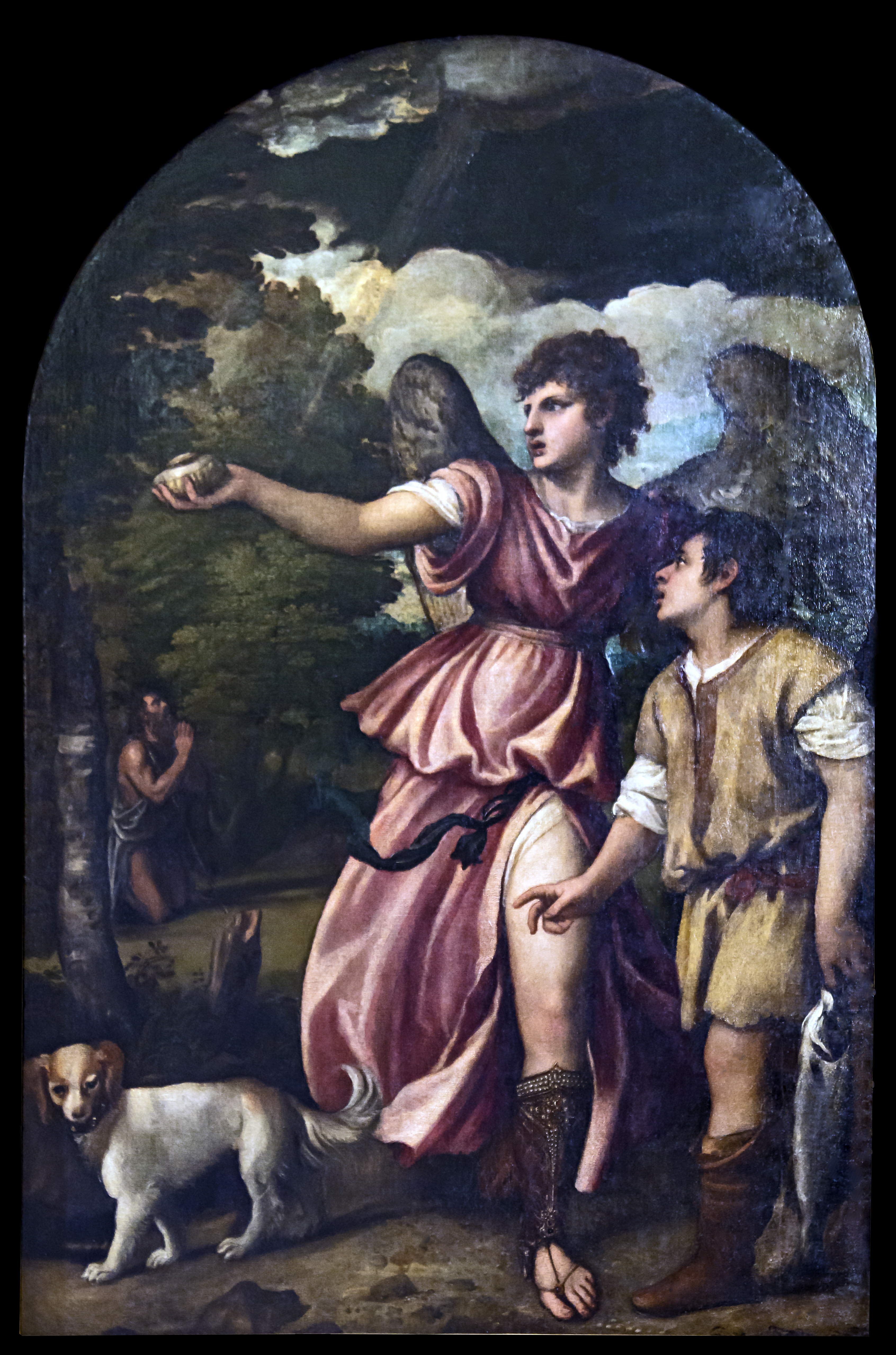
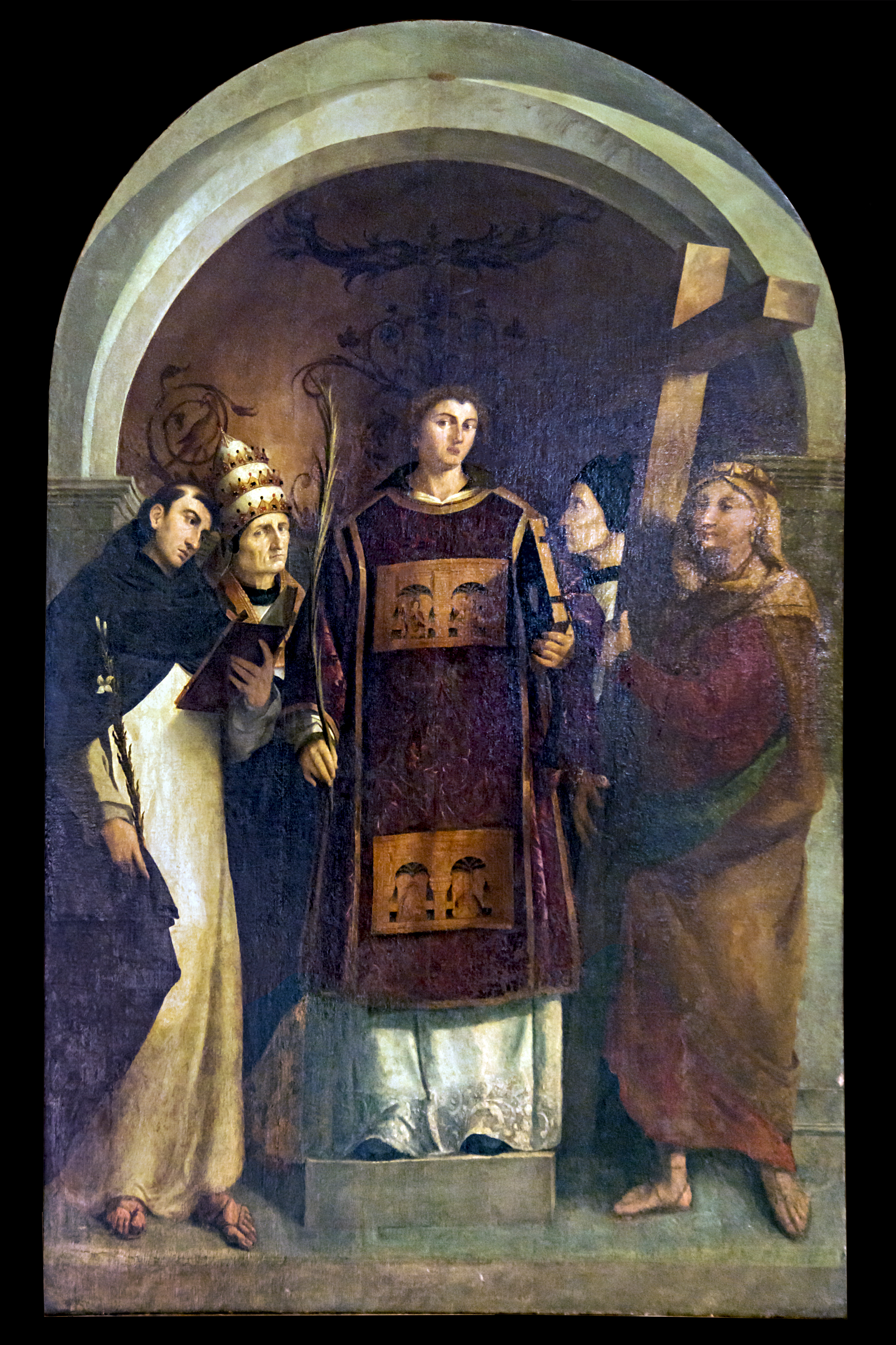
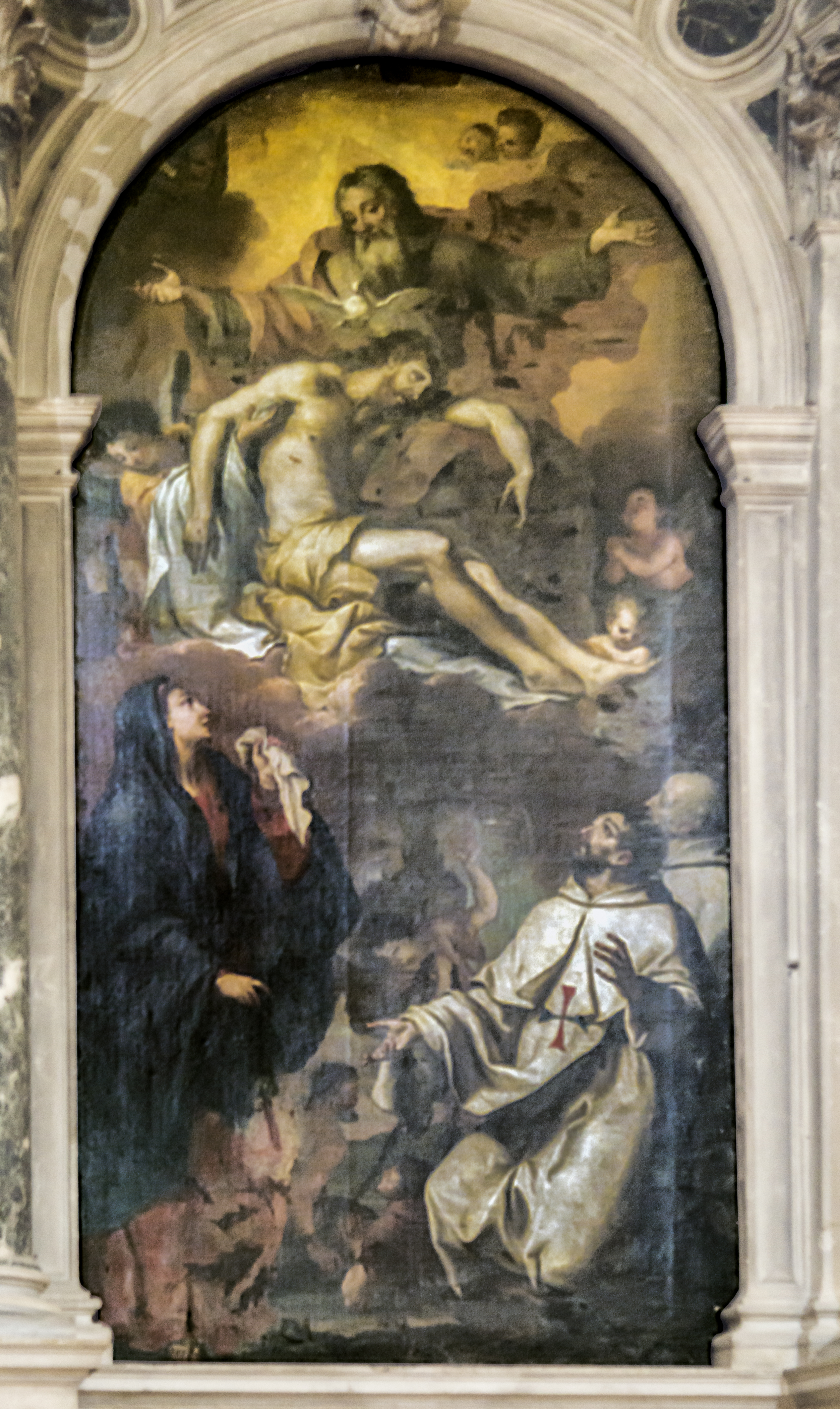

- “圣母子”（1480） 乔瓦尼·贝利尼 （1993年被盗）。

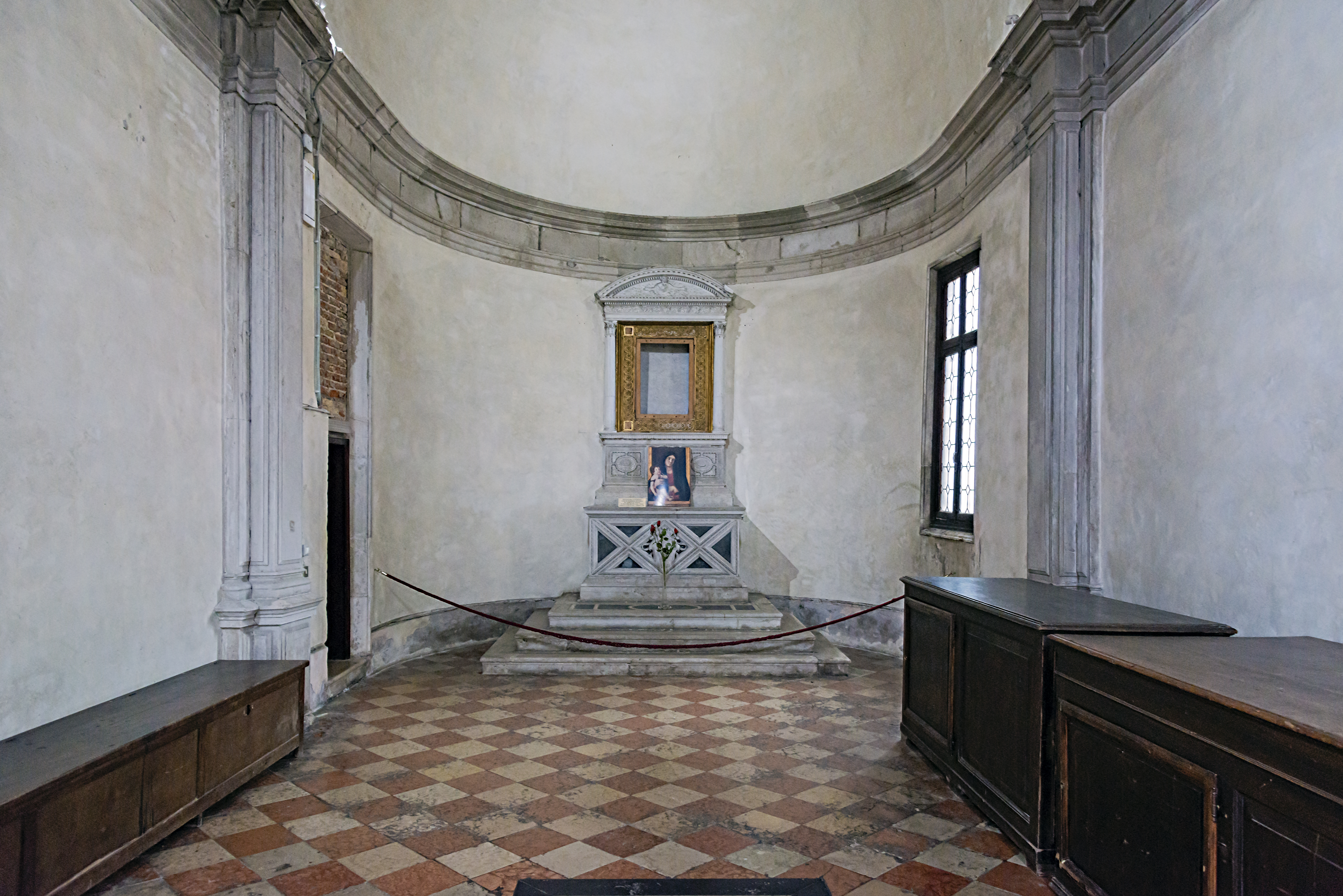
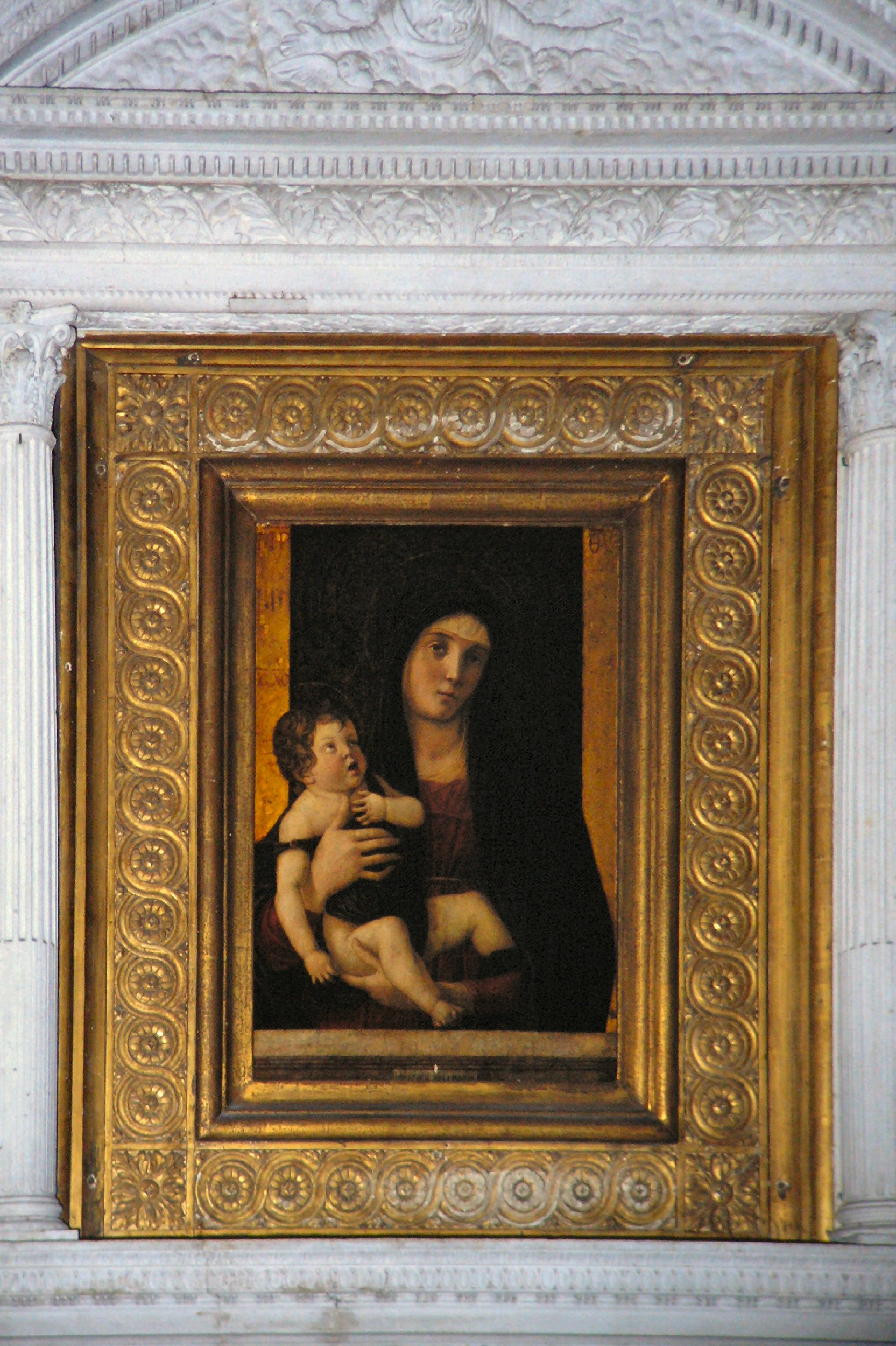

### 钟楼
砖砌的方形钟楼在1503年建成。两侧的壁柱通向带圆形竖框窗户的

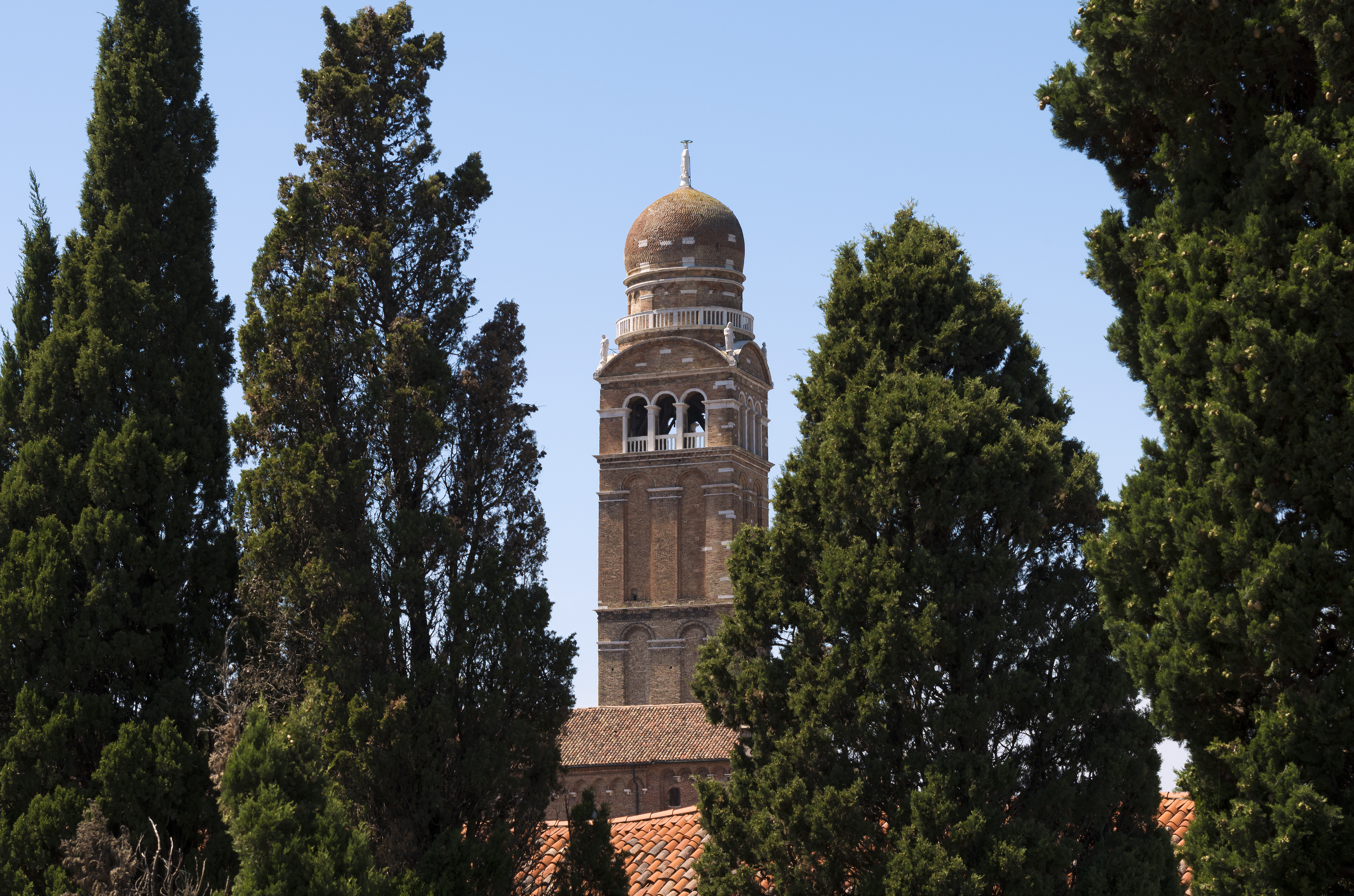
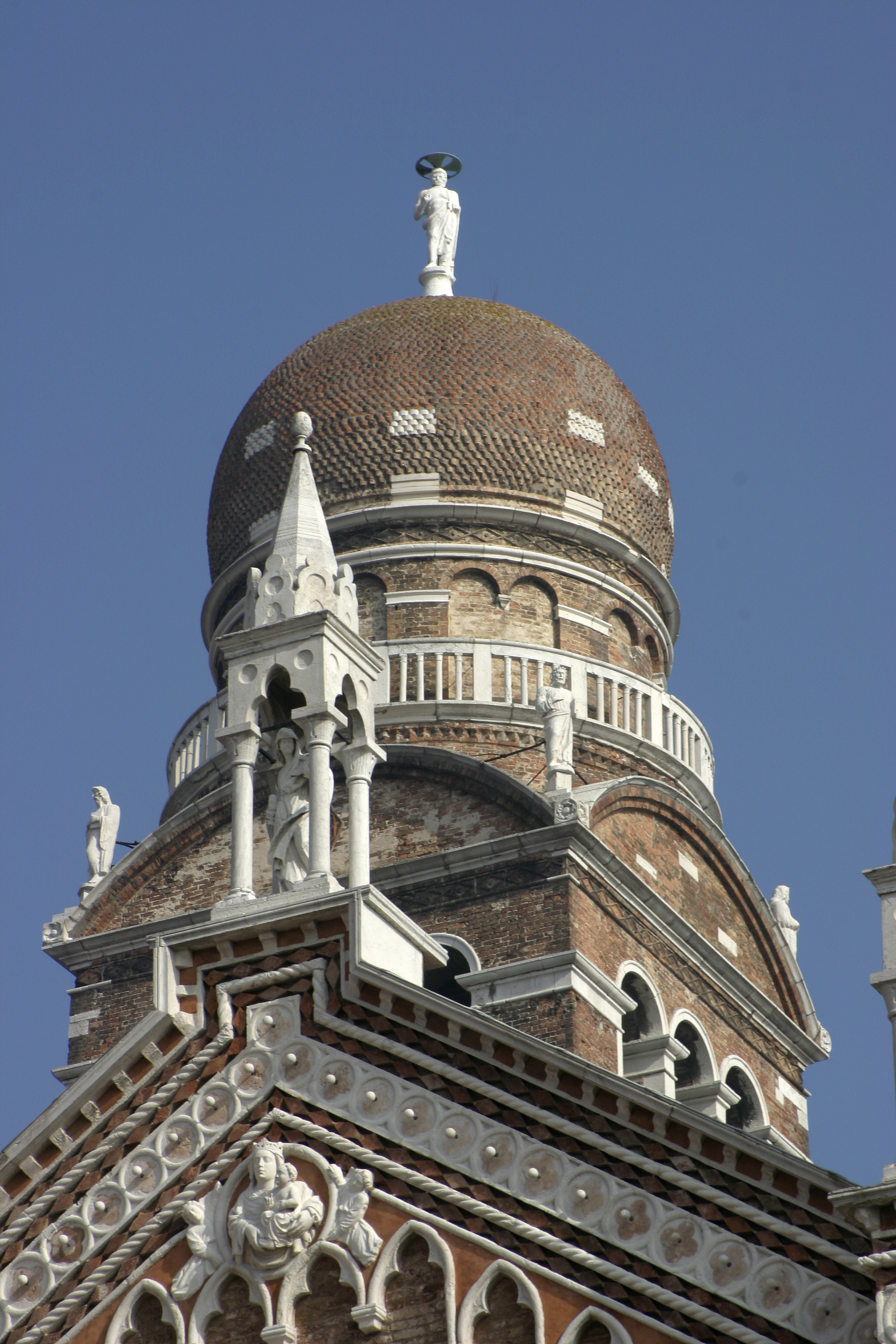